# Vasto
Vasto (anche Il Vasto, Lu Uàšte in dialetto vastese) è un comune italiano di 40 756 abitanti della provincia di Chieti in Abruzzo.
Ha origine nel XII secolo a.C. in cui le prime popolazioni greche, illiriche e frentane si stanziarono in quello che poi diventerà nel 91 a.C. il Municipio romano di Histonium, importante borgo marinaro e porto dell'Adriatico fino alla sua distruzione da parte dei Longobardi nel Medioevo.
Ricostruita come roccaforte durante la signoria dei Caldora, fu coinvolta dagli eventi bellici della conquista aragonese del regno di Napoli. In questo contesto storico venne infeudata dapprima ai Guevara e successivamente ai D'Avalos. Come il resto del regno, passò sotto il controllo della corona spagnola agli inizi del XVI secolo. La cittadina acquistò una certa importanza a partire dal XVII secolo, quando Innico III d'Avalos ne fece il centro dei possedimenti della famiglia D'Avalos. Con il passaggio del regno di Napoli sotto la sovranità austriaca in seguito alla guerra di successione spagnola si ebbe l'elevazione della cittadina al rango di Città nel 1710 per concessione di Carlo III a Cesare Michelangelo d'Avalos. Alla fine del XVIII secolo la città vide la proclamazione della Repubblica Vastese parallelamente alla nascita della Repubblica Napoletana.

## Origini del nome
Il nome in greco antico era Ἱστόνιον, (Histónion) per indicare il promontorio sopra il mare dove si trova la città. Venne romanizzato poi in Histōnium quando divenne municipio romano.
La denominazione attuale di "Vasto" deriva dal termine longobardo "gasto" o "guasto" (gastaldato), suddivisione del territorio durante la dominazione longobarda (iniziata nell'ultimo quarto del VI secolo). La città medievale infatti sorse con il Guasto d'Aimone di Dordona, che fondò due città (guasti), ovvero "Guasto d'Aymone" e "Guasto Gisone", uniti in un solo nucleo nel XIV secolo.
In base al dialetto locale che esclude la "b" e la "g", riducendo la pronuncia con la sostitutiva "v", il nome è diventato quello che conosciamo.
Il nome Vasto è maschile e storicamente vuole un articolo (Il Vasto), al pari di pochi altri nomi di città nel mondo come Il Cairo e Il Pireo.
Sebbene l'uso dell'articolo si sia fatto infrequente, esso è corretto, rimane obbligatorio nelle espressioni storiche e giustifica la forma "Città del Vasto".

## Geografia fisica

### Territorio
Il comune di Vasto è delimitato a nord dal fiume Sinello (confine con Casalbordino), a sud dal torrente Buonanotte (confine naturale con San Salvo), a ovest dai confini con i comuni di Cupello, Pollutri e Monteodorisio e a est dal Mare Adriatico.
Con una superficie di 71,35 km² è il terzo comune per estensione territoriale della provincia (27º a livello regionale).
Il centro cittadino, la parte più antica della municipalità, sorge su un promontorio a 144 m s.l.m. e distante in linea d'aria dal mare meno di 1 km. Questa caratteristica permette alla città di godere di un belvedere sulla maggior parte dei 20 km di costa (di cui 7 composti da arenile e 13 da scogliera), di cui fa parte il golfo di Vasto, unica insenatura costiera del Mare Adriatico tra il golfo di Ancona a nord e quello di Manfredonia a sud.

### Clima

#### Vasto Centro
In base alla media trentennale di riferimento 1961-1990, la temperatura media del mese più freddo, gennaio, si attesta a 7,1 °C; quella del mese più caldo, agosto, è di 24,9 °C.
| Vasto Centro       | Mesi | Mesi | Mesi | Mesi | Mesi | Mesi | Mesi | Mesi | Mesi | Mesi | Mesi | Mesi | Stagioni | Stagioni | Stagioni | Stagioni | Anno |
| Vasto Centro       | Gen  | Feb  | Mar  | Apr  | Mag  | Giu  | Lug  | Ago  | Set  | Ott  | Nov  | Dic  | Inv      | Pri      | Est      | Aut      | Anno |
| ------------------ | ---- | ---- | ---- | ---- | ---- | ---- | ---- | ---- | ---- | ---- | ---- | ---- | -------- | -------- | -------- | -------- | ---- |
| T. max. media (°C) | 9,8  | 11,1 | 13,7 | 17,7 | 22,0 | 26,3 | 29,2 | 29,3 | 25,8 | 20,4 | 15,4 | 12,2 | 11,0     | 17,8     | 28,3     | 20,5     | 19,4 |
| T. min. media (°C) | 4,4  | 4,8  | 6,7  | 10,0 | 13,8 | 17,8 | 20,3 | 20,6 | 17,8 | 13,5 | 9,7  | 6,8  | 5,3      | 10,2     | 19,6     | 13,7     | 12,2 |

#### Vasto Punta Penna
In base alla media trentennale di riferimento (1961-1990), la temperatura media del mese più freddo, gennaio, si attesta a 7,7 °C; quella del mese più caldo, agosto, è di 24,6 °C.
| Vasto Punta Penna  | Mesi | Mesi | Mesi | Mesi | Mesi | Mesi | Mesi | Mesi | Mesi | Mesi | Mesi | Mesi | Stagioni | Stagioni | Stagioni | Stagioni | Anno |
| Vasto Punta Penna  | Gen  | Feb  | Mar  | Apr  | Mag  | Giu  | Lug  | Ago  | Set  | Ott  | Nov  | Dic  | Inv      | Pri      | Est      | Aut      | Anno |
| ------------------ | ---- | ---- | ---- | ---- | ---- | ---- | ---- | ---- | ---- | ---- | ---- | ---- | -------- | -------- | -------- | -------- | ---- |
| T. max. media (°C) | 10,4 | 10,8 | 13,9 | 17,1 | 21,6 | 25,4 | 28,1 | 28,5 | 25,2 | 20,6 | 15,8 | 12,7 | 11,3     | 17,5     | 27,3     | 20,5     | 19,2 |
| T. min. media (°C) | 5,0  | 5,2  | 7,5  | 10,2 | 13,8 | 17,8 | 20,3 | 20,6 | 18,3 | 14,4 | 10,5 | 7,2  | 5,8      | 10,5     | 19,6     | 14,4     | 12,6 |

## Storia

### Antichità
La leggenda vuole che la città fosse stata fondata dall'eroe greco Diomede durante il suo peregrinare in Italia, parallelamente alle altre città frentane della Costa dei Trabocchi intorno al 1179 a.C.
Le prime notizie ufficiali, tuttavia, si hanno dal geografo Strabone, da Plinio il Vecchio e da Tito Livio. Altre ricostruzioni storiche sulle origini della città si hanno da Muzio Febonio, il quale parla di colonie marse presso lo scalo portuale di Punta d'Erce, e successivamente da Luigi Marchesani, che scrisse la storia monumentale della città (1838).

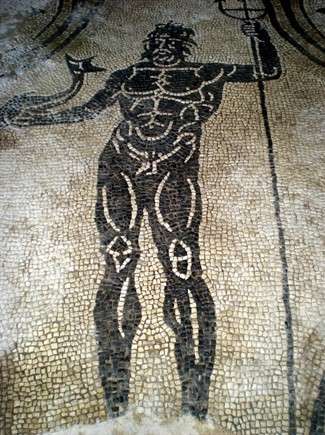
Mosaico del Nettuno, presso le terme di Histonium (l'ex convento di Sant'Antonio di Padova)

Vasto nacque non proprio come città, ma come un insieme di piccoli villaggi sulla costa adriatica, come dimostrano i ritrovamenti di Punta Aderci, Buca e Punta Penna. Tali villaggi furono abitati sino al XVI secolo, e successivamente per sconvolgimenti naturali (frane e incursioni) caddero in distruzione, mentre con l'arrivo degli Italici osco-umbri, dal VII secolo circa veniva creata la cittadella vera e propria di Histonion (che tuttavia non aveva un impianto vero e proprio, e veniva descritta, all'epoca augustea, come un "covo di pirati"), romanizzata poi in Histonium dopo la conquista dell'88 a.C., dato che anche la città partecipò alla lega Italica durante la guerra sociale contro Roma.
Durante il dominio romano, Histonium fu il secondo principale porto della popolazione Frentana, dopo Ortona: si hanno testimonianze di consoli e importanti figure che furono al seguito di Augusto nelle campagne di conquista, nonché si ricorda ancora oggi la figura del poeta decorato d'alloro Lucio Valerio Pudente, di cui però si è perduta l'opera.

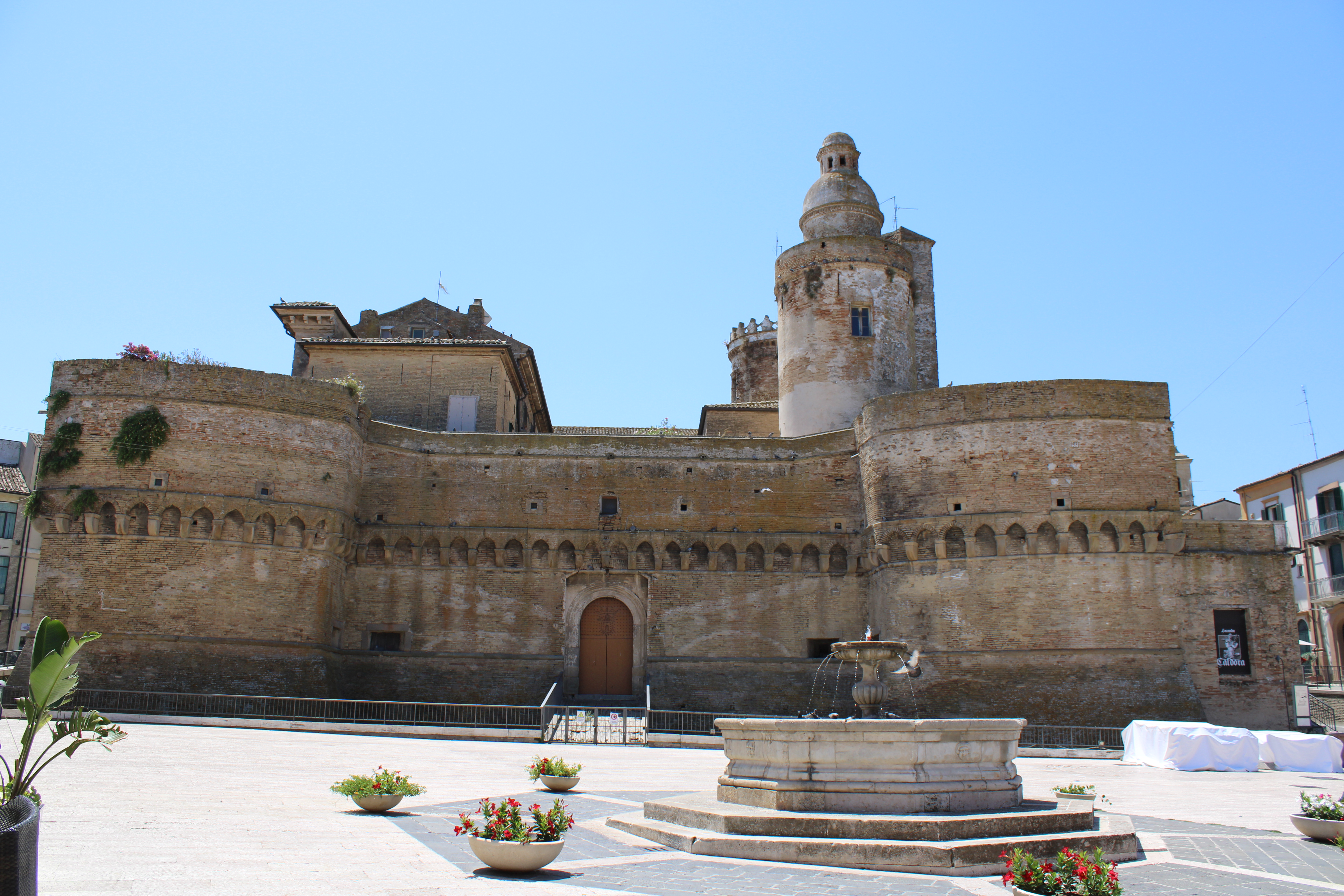
Il Castello Caldoresco

I ritrovamenti già scoperti nella metà dell'Ottocento, descritti dal Marchesani, testimoniano l'antico impianto urbano di Histonium, sopra cui oggi sorge il quartiere del Guasto d'Aimone (dal nome del signore franco feudatario, che la conquistò e la ricostruì nel IX secolo); tale impianto era scandito in assi ortogonali, oggi occupati dalle vie attuali di Corso Dante, Corso Plebiscito, via Laccetti, via San Francesco, via Anelli, via Barbarotta, Corso Palizzi, via San Pietro, sono stati ritrovati numerosi fondaci romani ad opus reticulatum sopra cui sorgono le case attuali, verso nord invece, lungo il viale Incoronata, si trovava la necropoli, e l'acquedotto del Murello, che convogliava le acque da nord fino alla Piazza Rossetti (dove si trovava l'anfiteatro) e alla via Adriatica (anticamente strada delle Lame, dove si trovano, presso la chiesa di Sant'Antonio, le terme romane), mentre il secondo "delle Luci", conduceva le acque da sud, partendo da contrada Sant'Antonio abate, fino a Largo Santa Chiara, dove si trovano delle cisterne sotterranee.

### Medioevo
Histonium, come gli altri centri abruzzesi, inclusa da Augusto nella Regio IV del Sannio, dal V secolo d.C. fu saccheggiata diverse volte dai Barbari, e infine occupata dai Franchi di Aimone di Dodona, che la distrusse nei primi anni dell'800 d.C., all'epoca della distruzione di Chieti da parte di Pipino il Breve. La città romana venne rifatta sopra le antiche rovine, mentre sopra uno sperone collinare posto più a sud, dietro l'anfiteatro, veniva costruito il nuovo quartiere del Guasto Gisone. Il toponimo "Guasto" comparve nei documenti intorno al VI-VII secolo, quando i Longobardi crearono un gastaldato in città, ossia una proto-provincia per l'amministrazione cittadina e territoriale.
Oltre al Guasto Gisone (oggi rione di Santa Maria Maggiore), venne eretto il primo fortilizio militare posto nella piana cerniera tra le due città, che nel XV secolo diventerà il noto castello Caldoresco.
Le due città continuarono ad essere amministrate da due sindaci sino al 1385, quando durante il regno dei Durazzo a Napoli, i due "Guasti" divennero una sola università. Nel 1269 Carlo I d'Angiò infeudò Vasto a Tommaso Fasanella suo cadetto; durante il governo di suo figlio Carlo II, si hanno le prime notizie del Palazzo d'Avalos, costruito lungo via Corsea, che divideva i due rioni storici di Aimone e Gisone. Dal periodo angioino fino a quello caldoresco, Vasto rimase nel regio demanio, venendo esentata dal pagamento delle tasse; nel 1366 Vasto entrò coi feudi nel potere di Maria d'Angiò.
Nel 1427 Vasto entrò nei vasti domini del capitano Jacopo Caldora, appena uscito vittorioso dalla guerra dell'Aquila contro Braccio da Montone (1424), ultimo atto di una serie di guerre di successione della corona napoletana durante il regno di Giovanna II d'Angiò contro il pretendente Alfonso V d'Aragona. Il Caldora fece di Vasto la sua speciale residenza, rifacendo completamente il castello fortificato, che oggi porta il suo nome. Il feudo passò poi al figlio Antonio, che però lo perse insieme a tutti gli altri possedimenti abruzzesi nel 1442, in seguito alla sconfitta patita nella battaglia di Sessano. Per un breve periodo (fino al 1444) la città di Vasto tornò dunque al demanio regio.

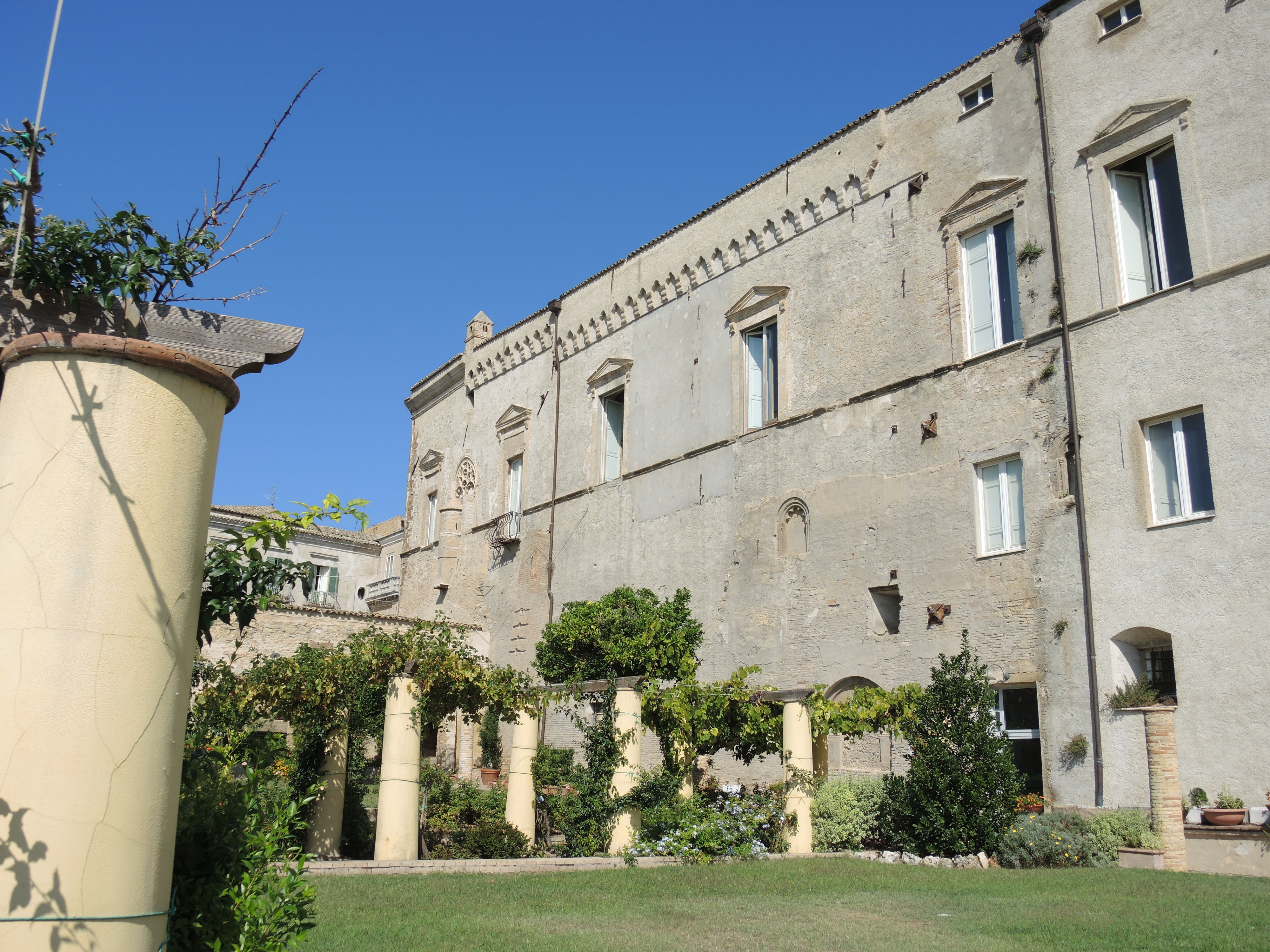
Palazzo d'Avalos e giardino alla napoletana

### Dall'epoca moderna alla rivoluzione del 1799
Se Vasto durante il Medioevo fu un valido presidio militare del Regno di Napoli, lo divenne ancora di più con l'avvento della Corona d'Aragona, che fece erigere un altro castello presso la piana di San Michele. La città abruzzese venne concessa alla famiglia dei Guevara nella persona di Innico de Guevara nel 1444, ricadendo nel demanio regio nel 1462, alla morte di Innico de Guevara. Dopo la vittoria nella battaglia di Troia il sovrano Ferdinando I di Napoli poté concentrare le sue forze per debellare le ultime forze a lui ostili rimaste nel regno di Napoli. Tra le forze ribelli vi era Antonio Caldora, schieratosi con Giovanni II d'Angiò nella guerra per il controllo del regno, il quale aveva occupato Vasto nel 1464. Dopo un assedio di tre mesi alcuni esponenti del patriziato vastese complottarono con gli aragonesi per consegnare ad essi il Caldora e aprire le porte della città. L'azione ebbe esito positivo e Ferrante ricompensò l'azione con la conferma dei privilegi concessi da Alfonso V, in particolare lo status di universitas nel regio demanio. Pochi anni dopo, nel 1471, Vasto venne tuttavia nuovamente infeudata ad un Guevara, ovvero il figlio primogenito di Innico, Pietro. Ritornò nuovamente nel demanio regio nel 1486 quando Pietro venne dichiarato decaduto dai suoi titoli in quanto ribelle, avendo partecipato alla congiura dei baroni. Sotto Ferdinando II di Napoli Vasto venne infeudata nel 1496 a Rodrigo d'Avalos (figlio di Innico I d'Avalos, conte di Monteodorisio, e di Antonella d'Aquino), il quale era tuttavia morto prima di poterne prendere possesso. Il fratello minore di questi, Innico II d'Avalos, fu quindi investito del titolo di marchese del Vasto da Federico I di Napoli nell'agosto del 1497.
L'università del Vasto tuttavia vantava la perpetua demanialità e si oppose al nuovo signore. Solamente l'intervento diretto del re due anni dopo, che concesse un indulto e alcuni capitoli favorevoli, sbloccò definitivamente la situazione.
Nel 1566 la città fu attaccata e furono dati alle fiamme numerosi edifici , chiese e conventi , dai turchi dell'impero ottomano
I d'Avalos rimasero signori feudali di Vasto sino ai primi anni dell'800, ovvero sino alla promulgazione delle leggi eversive della feudalità nel 1806 da parte del Regno di Napoli, retto all'epoca da Giuseppe Bonaparte. Dopo la morte di Innico II, il marchesato del Vasto passò al figlio di questi, il celebre militare Alfonso III d'Avalos. Ad Alfonso seguirono il figlio, Francesco Ferdinando d'Avalos (che avrebbe ricoperto le cariche di governatore nel Ducato di Milano e Viceré di Sicilia) e il nipote Alfonso Felice d'Avalos, celebre condottiero. Con la morte di quest'ultimo senza eredi maschi, il titolo di marchese del Vasto passò a un ramo collaterale della famiglia, facente capo a Innico III d'Avalos, il quale lo acquisì in seguito al matrimonio con Isabella d'Avalos d'Aquino d'Aragona, figlia primogenita di Alfonso Felice. Tale ramo della famiglia resse il marchesato di Vasto sino alla morte del più noto dei suoi esponenti, Cesare Michelangelo d'Avalos, avvenuta nel 1729. Con la morte di Cesare Michelangelo il marchesato di Vasto passa al ramo pugliese dei d'Avalos, il quale si estinguerà con Alfonso d'Avalos (noto principalmente per suo lascito al museo di Capodimonte di Napoli noto come Collezione d'Avalos).
Durante il periodo della signoria dei d'Avalos la sede del potere fu il palazzo D'Avalos, posto a fianco della chiesa di Sant'Agostino (oggi il Duomo). Venne attuato ad opera dei d'Avalos, in particolare a partire da Innico III, il primo esponente della famiglia a risiedere stabilmente nella cittadina abruzzese, un vasto programma di miglioramento urbano, culturale, politico ed economico, che vide i suoi frutti soprattutto durante la ricostruzione della città. Vasto era stata interessata nell'estate del 1566, insieme ad altre località della costa adriatica, da una devastante scorreria ottomana condotta dall'ammiraglio Piyale Paşa. Vasto venne saccheggiata ed incendiata e, ad eccezione del castello Caldoresco, le principali strutture tra cui la chiesa di Santa Maria Maggiore, San Pietro, Sant'Agostino, ed il palazzo d'Avalos vennero gravemente danneggiate.

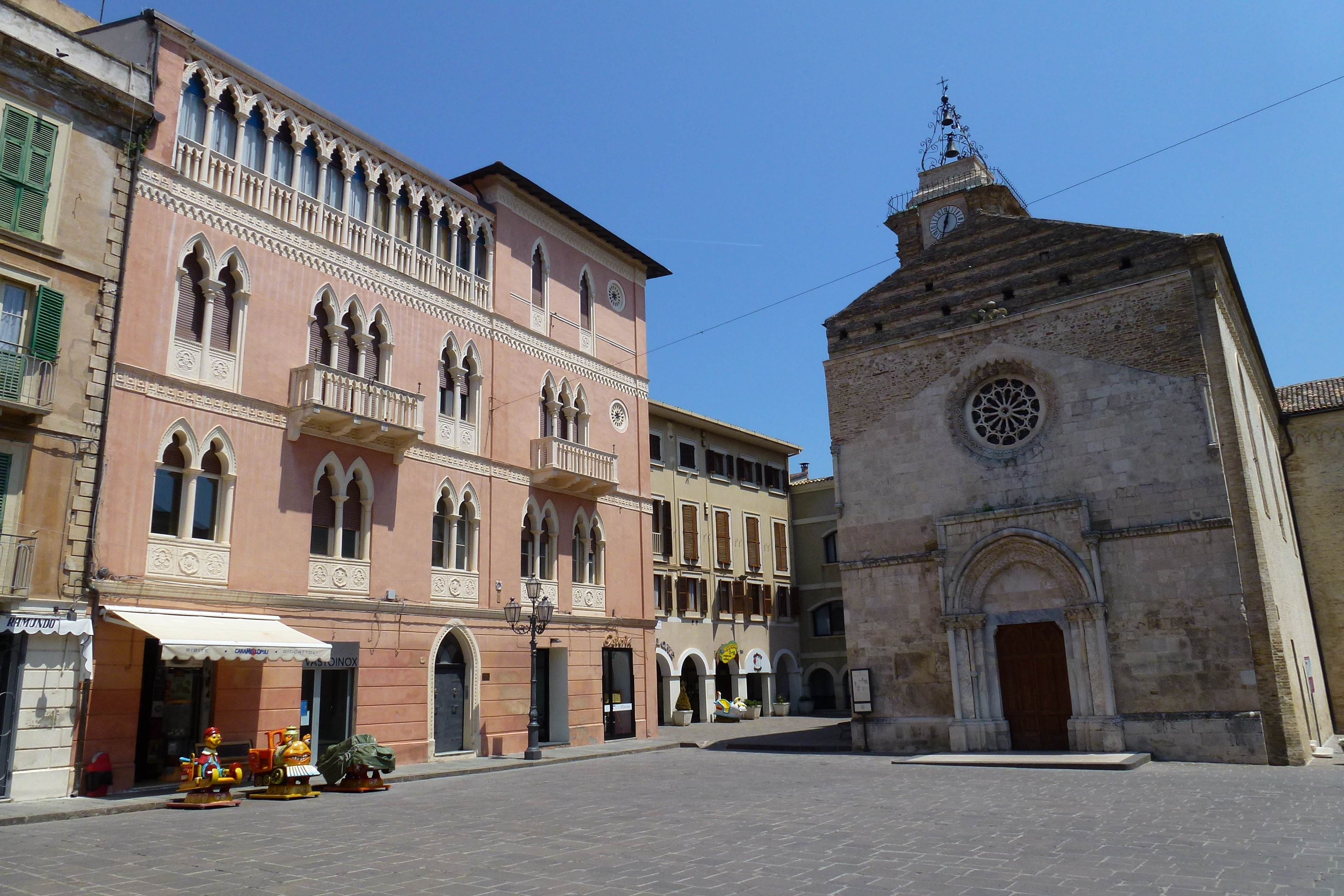
Il Corso De Parma e Duomo di San Giuseppe

Tra le opere di maggior rilievo portate a compimento dai d'Avalos ci sono l'istituzione della Confraternita del Carmine dei Padri Lucchesi come istituto religioso di educandato per giovani, avente sede nell'attuale chiesa di Santa Maria del Carmine (realizzata nel 1638 con finanziamento di don Diego I d'Avalos) con annesso palazzo collegiale (oggi seconda sede vescovile della diocesi), la costruzione della chiesa dei Padri Paolotti o dell'Addolorata, il miglioramento delle mura delle Lame.
Fiorirono anche le arti, come la musica e la poesia, il personaggio di maggior spicco nato a Vasto fu il compositore di musica sacra "Lupacchino" del Vasto.
I d'Avalos si adoperarono anche per portare in città alcune reliquie di gran pregio, come la "Sacra Spina" della corona che cinse il capo di Cristo, conservata a Santa Maria Maggiore, donata da Filippo II di Spagna a don Francesco Ferdinando d'Avalos, suo delegato presso il Concilio di Trento (1545-1563), e il corpo di San Teodoro, che fu il primo patrono di Vasto, prima di essere sostituito dall'Arcangelo Michele nel 1837.
Un ulteriore forte impulso volto ad abbellire e conferire prestigio a Vasto si ebbe con Cesare Michelangelo d'Avalos, il quale cercò, di ritorno dal suo esilio viennese nel 1713, di trasformare la cittadina abruzzese, centro dei suoi domini, in una piccola ma sfarzosa corte.
Andando più avanti, nel 1799 la città venne occupata dalle truppe francesi del generale Louis Lemoine. In seguito a tale rivolgimento salì al potere la fazione dei cosiddetti "municipalisti" (costituita perlopiù da elementi del notabilato locale di orientamento liberale e filo-francese) e venne piantato l'albero della libertà in Piazza, cui seguì il 6 gennaio la proclamazione della repubblica Vastese. Il breve periodo di questo nuovo sistema amministrativo ispirato ai principi liberali francesi, fu caratterizzato da episodi tutt'altro che positivi, con un governo provvisorio sempre sul rischio di essere sciolto e in enormi difficoltà economiche a causa delle requisizioni francesi, episodi di anarchia e violenza popolare, e di delitti e furti contro i notabili locali.
Ben presto, il 19 maggio, le truppe sanfediste del generale Giuseppe Pronio, favorito nell'Abruzzo dallo stesso re Ferdinando IV, sbaragliarono le forze francesi, ripristinando l'antico governo e perseguitando i liberali, sottoponendoli ad esazioni e violenze arbitrarie.

### Dall'Ottocento al Novecento

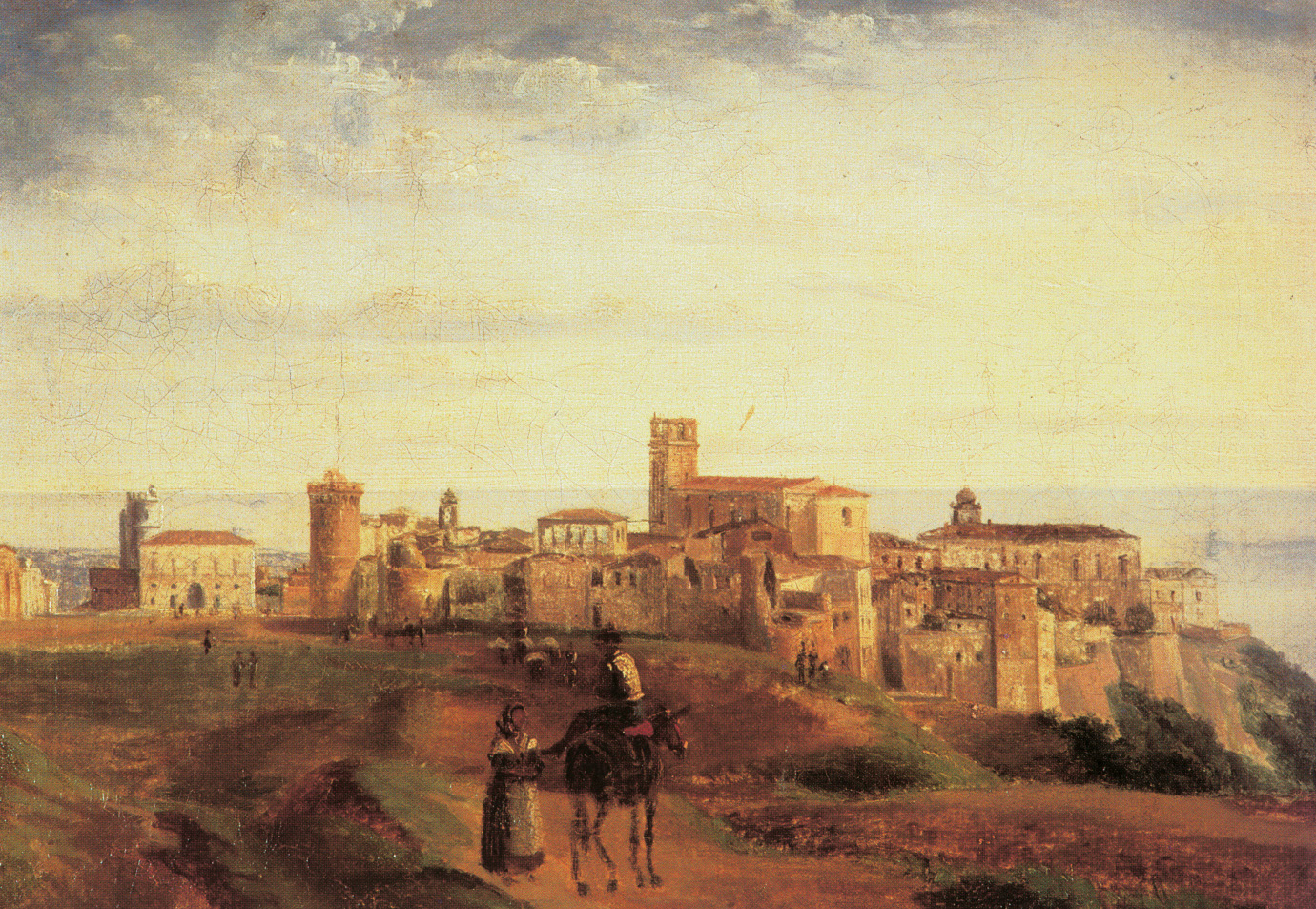
Vasto in un dipinto di Gabriele Smargiassi (1831)

Nel primo Ottocento, fiorì a Vasto la figura del poeta Gabriele Rossetti, uno dei primi "dantisti" della critica letteraria; egli, rimasto colpito dalle vicende della repubblica Vastese, fu educato negli studi classici, e ben presto, durante le vicende che coinvolsero tutto il Paese, ossia i moti del 1820-21, anche il Rossetti partecipò a sollevare il popolo con delle sue poesie, che gli costarono l'esilio a Londra. In questo periodo a Vasto sorsero movimenti carbonari, che vennero sciolti e perseguitati dalla polizia borbonica. Nel 1819 venne inaugurato il "Real Teatro Borbonico San Ferdinando" (oggi Teatro Rossetti) alla presenza del sovrano di Napoli; esso fu ricavato da ciò che rimaneva del trecentesco monastero di Santo Spirito dei Celestini. La città del Vasto fu coinvolta anche nei moti rivoluzionari del 1848, e infine nel 1860 fu una della prime dell'Abruzzo a istituire un plebiscito popolare per l'annessione della città al nuovo Regno d'Italia.
Nuovo respiro all'arte locale fu dato dai pittori locali Gabriele Smargiassi e dai fratelli Palizzi: Filippo Palizzi (1818-1899), Giuseppe Palizzi (1812-1888) e Francesco Paolo Palizzi (1825-1871), i quali interpretarono personalmente lo stile del verismo pittorico, con rappresentazioni naturali, scene contadine, mitologiche e storiche, dei quali l'opera maggiore è Dopo il Diluvio di Filippo (1863), dipinto in onore della proclamazione del Regno, dedicato a re Vittorio Emanuele II.
La città iniziò a beneficiare dei frutti dell'annessione, come la creazione di una rete ferroviaria per i trasporti, l'ammodernamento delle strade, migliorie al porto di Punta Penna, e alla costruzione del villaggio sottostante della Marina. Miglioramenti ci furono anche durante il primo Novecento, soprattutto durante l'epoca del fascismo. La Piazza Rossetti ad esempio venne rifatta completamente, con un monumento commemorativo al poeta vastese, soprannominato il "Tirteo d'Italia", e la realizzazione di un nuovo struscio cittadino, ossia il Corso Italia.
Durante la prima guerra mondiale furono 232 i cittadini vastesi caduti in battaglia.
Dal 1938 al 1944 la città, seguendo precisi schemi fascisti del ripristinare gli antichi toponimi romani, cambiò il suo nome in "Istonio".

### Dalla seconda guerra mondiale a oggi

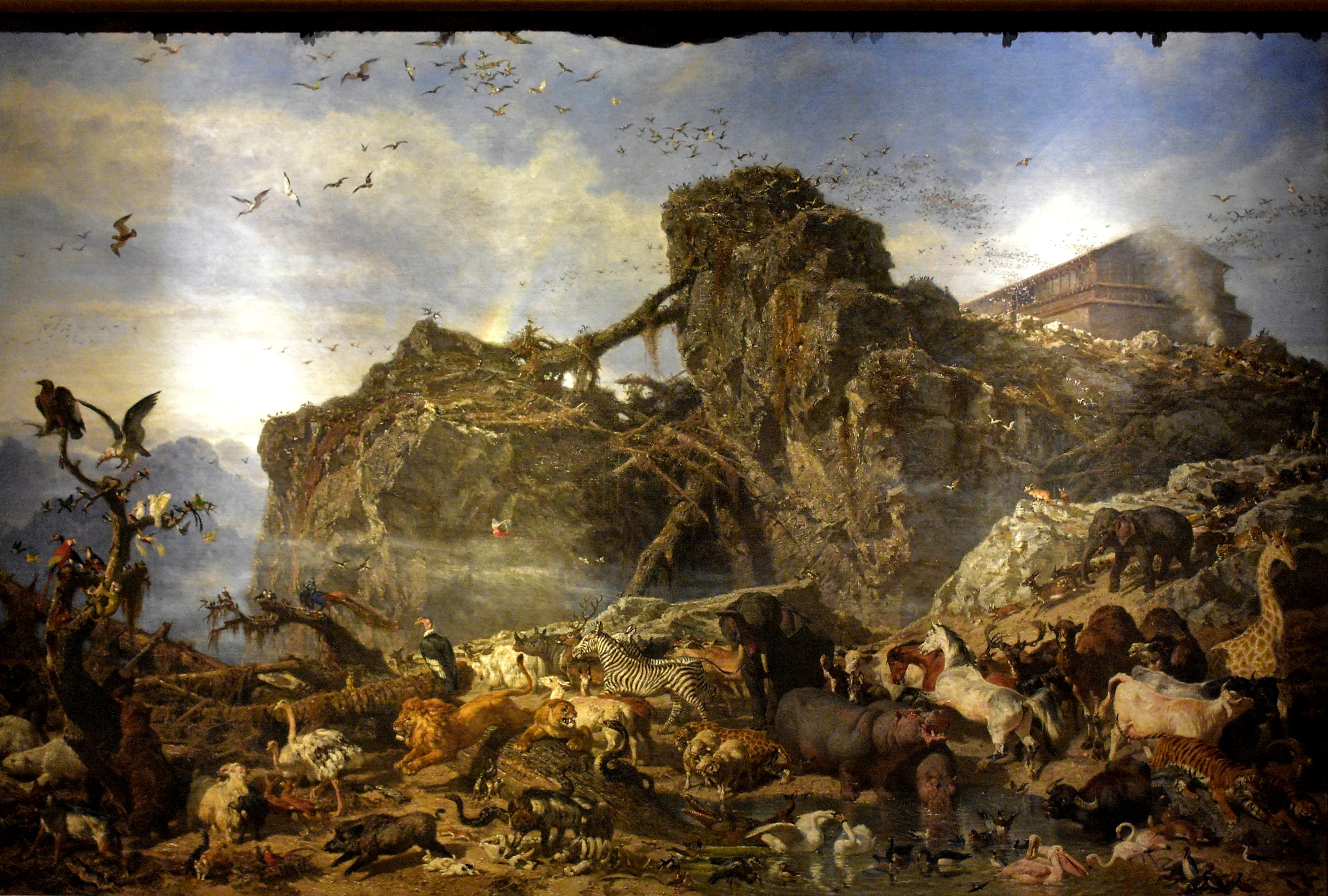
Dopo il Diluvio (1863) di Filippo Palizzi

Le vicende della seconda guerra mondiale interessarono Vasto con l'istituzione di un campo di prigionia di ebrei e dissidenti politici presso la Marina, nel Villino Marchesani, che sarebbero stati poi trasferiti nei relativi campi abruzzesi della Caserma Rebeggiani a Chieti, o a Fonte d'Amore a Sulmona. Il territorio di Vasto rientrava nella Linea Barbara e nella Linea Gustav.Le vicende strettamente belliche si protrassero nel vastese dal 22 al 28 ottobre causando la morte di trenta civili, in quanto le truppe britanniche di Bernard Law Montgomery si scontrarono con i panzer e i mortai tedeschi disseminati nella valle del Trigno, che divide l'Abruzzo dal Molise di Termoli e Montenero di Bisaccia. I tedeschi avevano occupato intanto la città dall'8 settembre, e nella ritirata, distrussero alcune case lungo il Corso Garibaldi, e cannoneggiarono il faro di Punta Penna, affinché non fosse usato a scopi militari per gli alleati. In novembre Montgomery poté fare il suo ingresso trionfale a Vasto appena liberata, ponendo il suo quartier generale a Villa Marchesani, e tornerà in città il 30 del mese per un concerto al teatro Rossetti. Era a Vasto il comando dell’8ª Armata britannica agli ordini del generale Montgomery, che aveva il suo aeroporto a Vasto Marina
Negli anni '60 iniziò per Vasto il boom economico vero e proprio, incentrato sull'industrializzazione e il turismo balneare, anche se non si può tralasciare la parentesi della grave frana del 22 febbraio 1956, che interessò il centro storico, nella parte del muro delle Lame, dove si trovavano la chiesa di San Pietro e il Palazzo Marchesani o della Posta. A causa di numerose piogge, e del sistema di scolo delle acque antiquato, l'acqua erose il terreno tufaceo, inghiottendo una consistente porzione del quartiere storico, e danneggiando l'abside della chiesa di San Pietro (risalente all'XI secolo), comportandone dunque l'inevitabile abbattimento, con l'eccezione del prezioso portale gotico. Non meno importanti furono le frane del 1960 e 1970 che distrussero cinque case coloniche e un villino
Come detto, la città si sviluppò mediante nuovi quartieri residenziali a nord, presso l'area del convento dell'Incoronata, a sud in contrada Sant'Antonio, a nord-est (il rione San Giovanni Bosco), ad ovest (il rione San Paolo), e soprattutto nella Marina, sviluppo che consacrò Vasto tra le principali città produttive e competitive della provincia di Chieti, e poi della stessa regione Abruzzo.

### Simboli
Dallo Statuto comunale si ricava la descrizione dello stemma e del sigillo

Il gonfalone è un drappo partito di bianco e di rosso; mentre la bandiera è un drappo partito di rosso e di bianco, caricato dallo stemma comunale sulla banda bianca

Stemma come da statuto comunale
Sigillo come da statuto comunale, non in uso
Stemma e Sigillo in uso, non corrispondente alla blasonatura riportata nello statuto comunale[29]
Gonfalone cittadino
Bandiera cittadina

## Monumenti e luoghi d'interesse

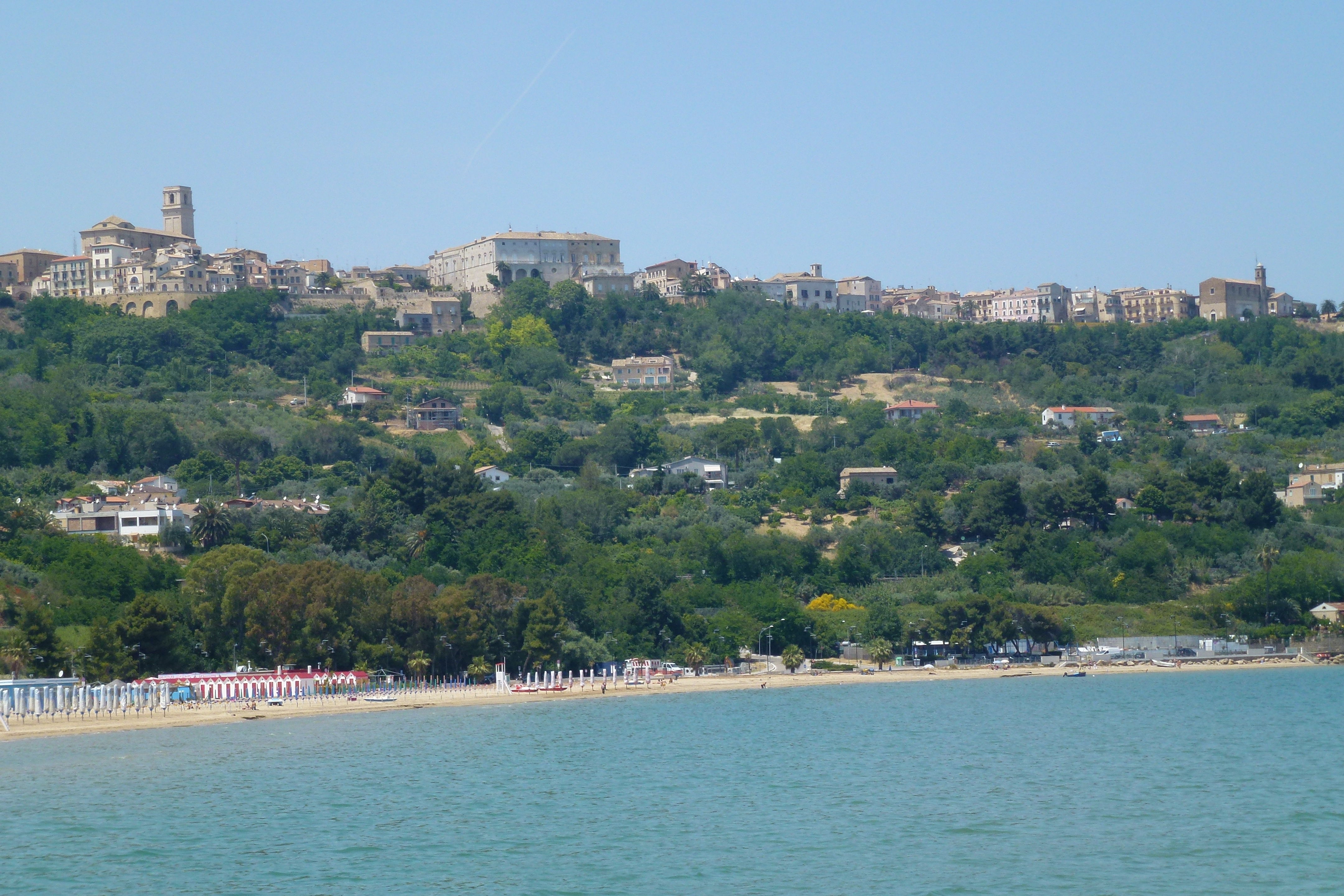
Vasto vista dal mare

Il centro storico di Vasto si compone dell'antico rione romano di Histonium, ossia "Guasto d'Aymone" (ovvero "Città di Aymone di Dordona", primo conte della città voluto da Pipino il Breve) e "Guasto Gisone", parte medioevale normanna del centro, che vennero poi riunificati in una sola città nel 1385.

### Guasto d'Aymone

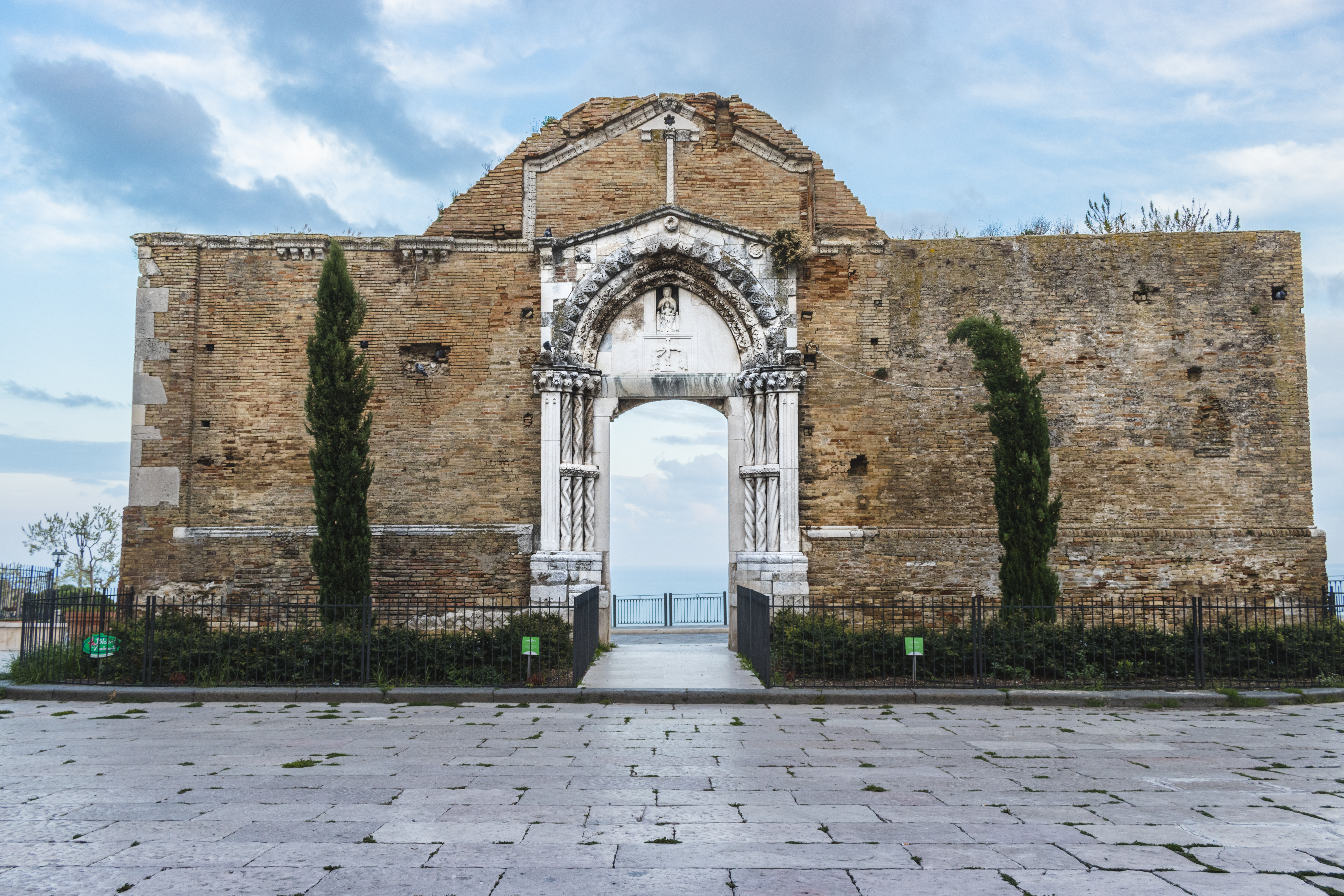
Portale della Chiesa di San Pietro, parte di "Guasto D'Aymone"

Il rione di "Guasto d'Aymone" è delimitato dall'area del Muro delle Lame, Corso de Parma, la porzione del Corso Garibaldi con la mole del Castello Caldoresco, il Corso Plebiscito, via Crispi, via Roma e di nuovo il ricongiungimento a via Adriatica, presso la chiesa di Sant'Antonio di Padova.
Gli studiosi hanno rilevato come questo rione rispecchi quasi completamente l'antico cardo e decumano della città romana, insieme agli assi delle varie vie interne.
Il cardo principale è Corso Palizzi, mentre il decumano Corso Dante, e i principali monumenti sono la chiesa di San Pietro (di cui oggi resta la facciata dopo la frana del 1956), la chiesa di Sant'Antonio, in origine complesso di San Francesco d'Assisi, dove sono state rinvenute le terme di Vasto, la chiesa dell'Annunziata, la chiesa del Carmine, il Palazzo Genova Rulli, la Porta Nuova (unica rimasta, nel rione), il Teatro Rossetti (costruito sopra il Monastero di Santo Spirito), il Palazzo d'Avalos e la Cattedrale di San Giuseppe, che si trova insieme al Palazzo Marchesale a confluenza dei due rioni storici, con spartiacque Piazza del Popolo.

### Guasto Gisone

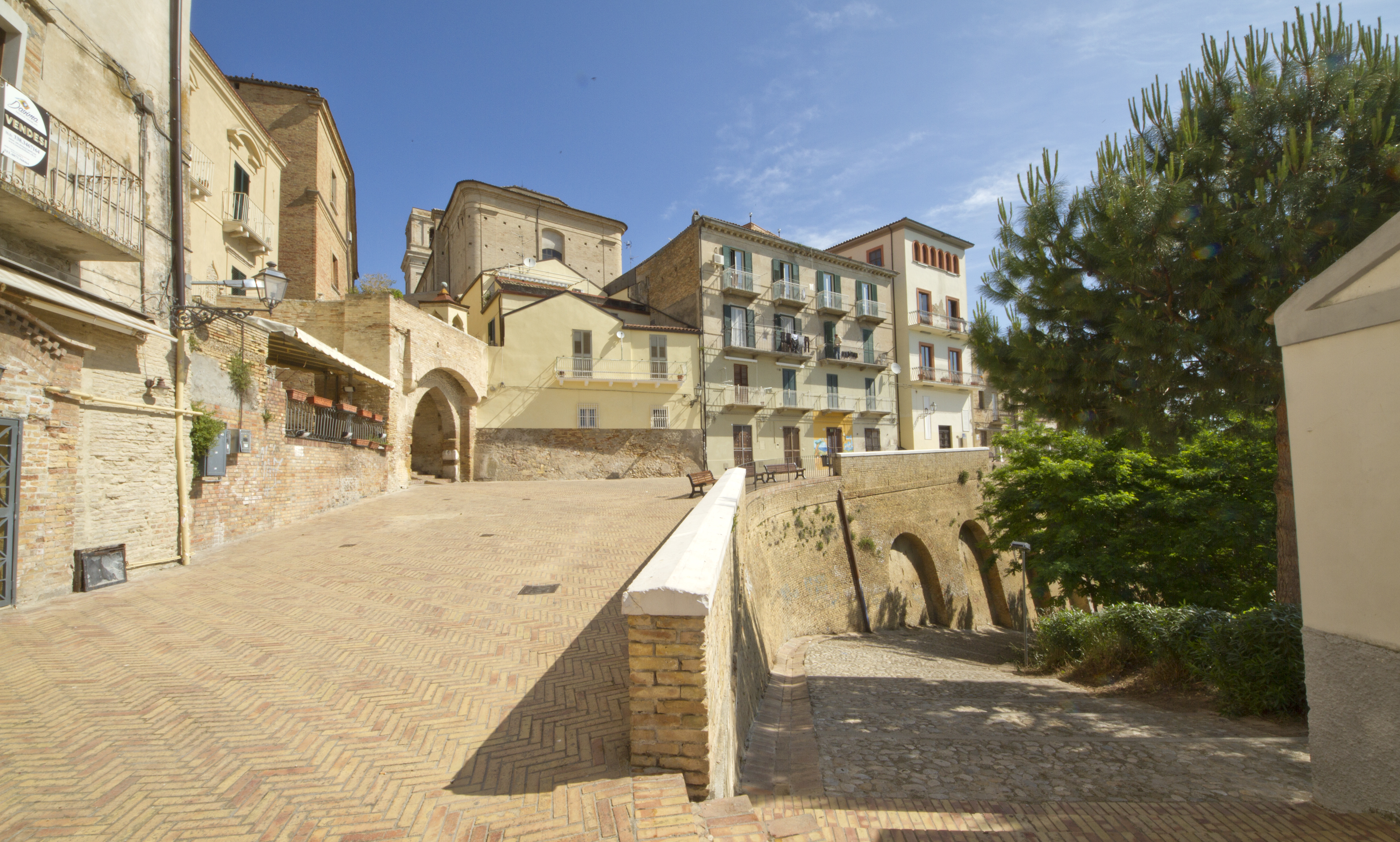
Loggia Amblingh e Porta Catena nel quartiere di Santa Maria, parte di "Guasto Gisone"

Il rione di "Guasto Gisone", fondato nel IX secolo, comprende la cinta muraria che da Piazza Rossetti, mediante Torre di Bassano (XV secolo), cinge tutta l'area perimetrale circolare, fino alla passeggiata di Loggia Amblingh.
La porta di accesso, dopo la demolizione di Porta Castello, è Porta Catena: il quartiere è tipicamente medievale, composto da strette vie, case addossate le une alle altre, che circondano la corposa mole della chiesa di Santa Maria Maggiore.
Tra gli edifici più famosi ci sono la Casa di Giuseppe Amblingh, il muro del Giardino Napoletano di Palazzo d'Avalos e la casa natale di Gabriele Rossetti.

### Architetture religiose
Esistono molte strutture religiose, perlopiù presenti nel centro storico. Le più antiche ed importanti della città sono:
- Duomo di Vasto, concattedrale dell'Arcidiocesi di Chieti-Vasto dedicata a San Giuseppe.

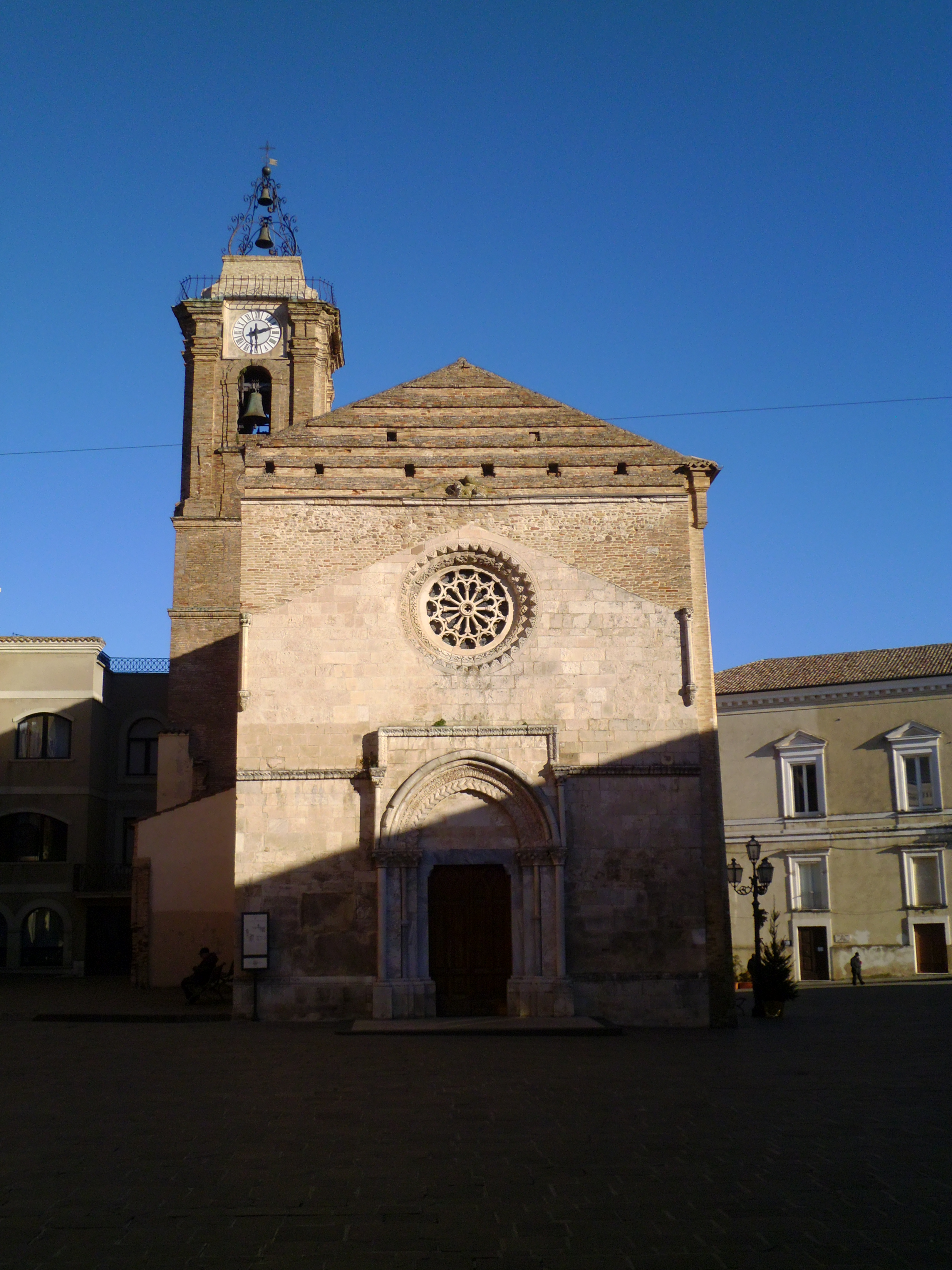
Duomo di San Giuseppe

- Chiesa di Santa Maria Maggiore, fu danneggiata durante il saccheggio della città del 1566 a opera della flotta ottomana.[30]
- Chiesa di Maria Santissima del Carmine
- Chiesa di San Michele Arcangelo, dedicata al santo patrono di Vasto.

### Architetture civili
Il comune di Vasto e soprattutto il suo centro storico è caratterizzato da una moltitudine di edifici storici la cui costruzione e stile spazia dal XV al XX secolo.

#### Palazzo Aragona
Il Palazzo si trova nei pressi della villa comunale, realizzato nel 1522 da Dario d'Antonello, che lo dedicò a Maria d'Aragona, marchesa della città. Il palazzo era costituito da più corpi, organizzati a formare tre corti differenti, oltre a neviere (poi abbattuto per la costruzione dello stadio), e una chiesa (la cappella di Costantinopoli). Dell'antico complesso esisteva una vista prospettica in un dipinto di Elia Di Giacomo Leone (1860). Costruito con fondi depositati nel 1522 da un ufficiale francese di Lautrech diretto a sud al mastrogiurato Dario D'Antonello, Fu acquistato dai Figliozzi di Guglionesi poi Nel 1615 passa aim proprietà a Giovan Carlo di Pompeo Bassano che costituì un enfiteusi (cioè affitto con vincolo di miglioramento) al Marchese Cesare Michelangelo d'Avalos, che lo trasformò in dimora principesca, e lo arricchì di oggetti d'arte. Alla morte del marchese, l'edificio cadde in abbandono.
La proprietà passò in eredità prima ad Antonio Tiberi , poi fu venduta il 7 giugno 1820 a Giuseppantonio Rulli . Agli inizi dell'Ottocento il complesso, risulta composto da 21 vani al piano terra e 14 ai piani superiori, con una torre e la chiesetta Madonna di Costantinopoli.Passato in eredità alla figlia Giacinta Rulli sposata Sabelli che lo rivendette. Il complesso , riscattato dall'enfiteusi nel 1877 dalla duchessa Maria Teresa Cestari zia di Ortensia D'Avalos la quale, senza eredi, lo donò segretamente alla nipote Ortensia, moglie di Giovanni Quarto di Belgioioso, il quale affiderà il complesso ad un amministratore: Avveduto Bartoli Avveduti. Nel 1897 quest'ultimo qui ebbe una figlia, Maria Antonietta Bartoli Avveduti in arte Elena Sangro, che divenne diva del cinema muto, compagna di Gabriele D'Annunzio. Nel 1922 il complesso venne venduto a Umberto Mariani e a sua moglie Giulia Zaccagnini,ricchissimi emigrati di ritorno dall'America, che lo modificarono aggiungendo nuovi corpi. Gli spazi oggi utilizzati come sale espositive e centro culturale sono gli stessi nei quali negli anni '50 stavano i laboratori della lavorazione dei tabacchi. Sono stati denominati "Scuderie di Palazzo Aragona", in onore del Duca di Belgioioso, noto appassionato di cavalli, e in memoria dell'antico impiego del luogo della stazione della posta. Qui vi è una mostra che ricorda la cerimonia del Toson d'Oro del 1723.
Questo palazzo ospitò anche la sede dell'osservatorio meteorologico di Vasto dal 1892 al 1898 (con la direzione del dott. Alfonso Travaglini). Fonte: Alfredo Polsoni "Ricerche sui principali elementi del clima di Vasto", tipografia Zaccagnini e Lattanzio 1914.

#### Palazzo D'Avalos

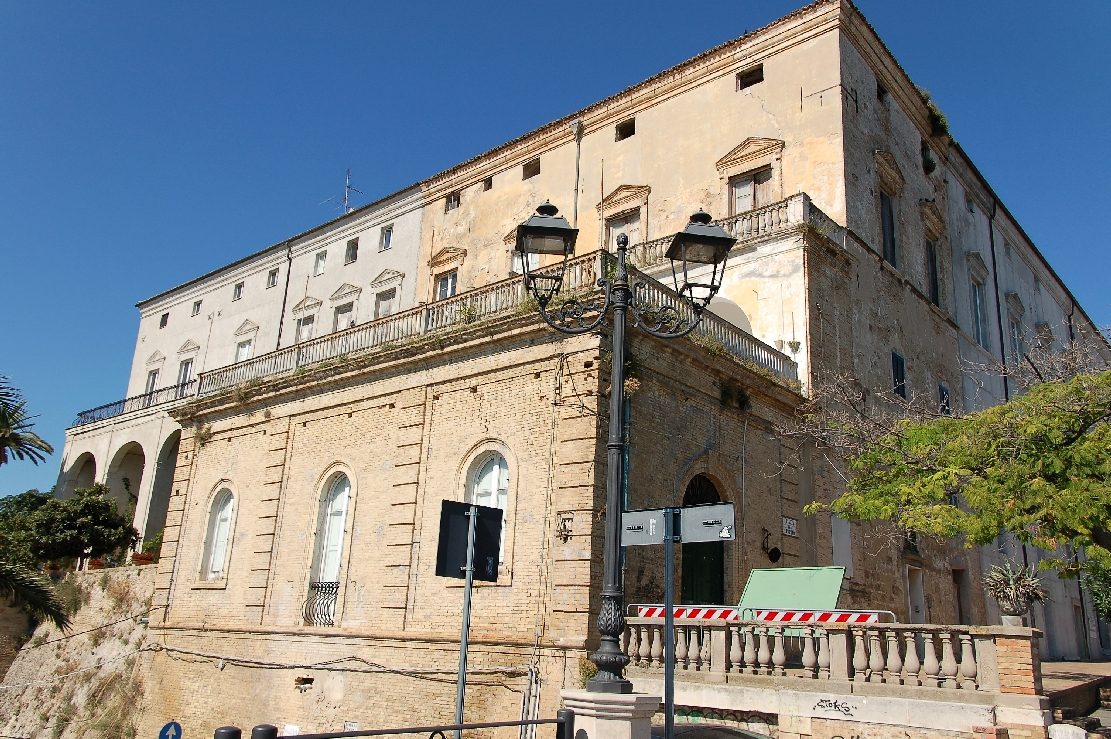
Palazzo d'Avalos (1573)

Il palazzo è stato costruito da Giacomo Caldora, come attesta il primo documento che parla di questo palazzo: è un documento del 1427 che stabilisce un risarcimento dello stesso Giacomo Caldora a dei frati, per poi essere in seguito proprietà dei d'Avalos, che non lo utilizzarono mai come residenza.
Durante l'invasione turca fu messo a ferro e fuoco da Piyale Pascià a causa dell'assenza dei proprietari.
Il Palazzo consta di cortile e giardino, di cui il giardino è stato recentemente restaurato, e due livelli con tratti neoclassici sulle finestre. Poco o nulla rimane del suo aspetto originario, così come dell'antico teatro al suo interno.

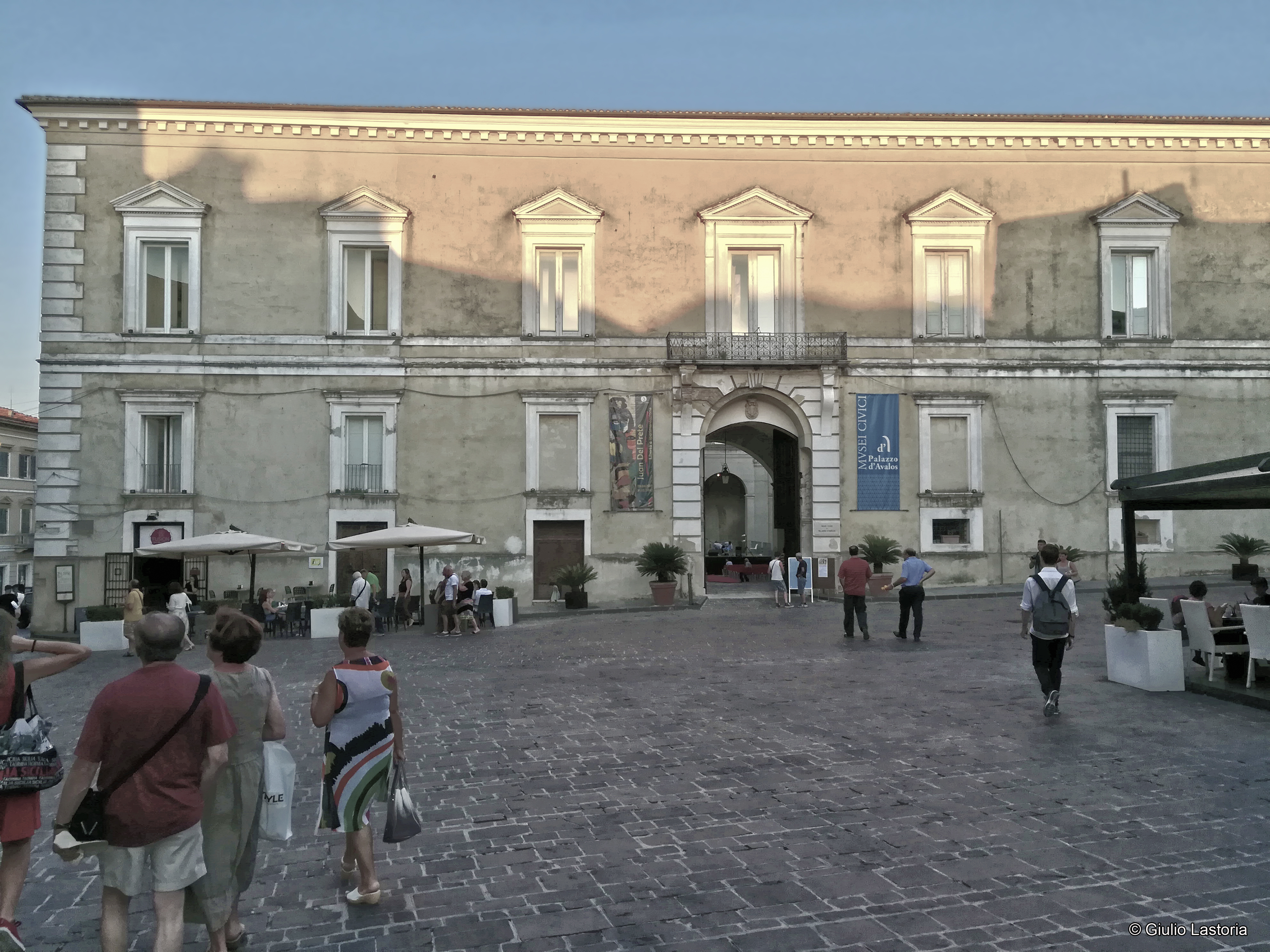
Facciata del Palazzo d'Avalos

Attualmente è sede museale archeologica, del costume e della pinacoteca. La sezione archeologica ospita statue femminili, teste di Afrodite, Eros, Zeus e Sileno, oltre una serie di statuine bronzee, tutte raffiguranti la figura di Eracle. La Pinacoteca contiene un settore dedicato alla pittura contemporanea ed in particolare a quella dell'800, in cui si possono ammirare opere di Filippo Palizzi, Valerio Laccetti, Francesco Paolo Michetti, tutti artisti abruzzesi e Giulio Aristide Sartorio.

#### Palazzo della Penna

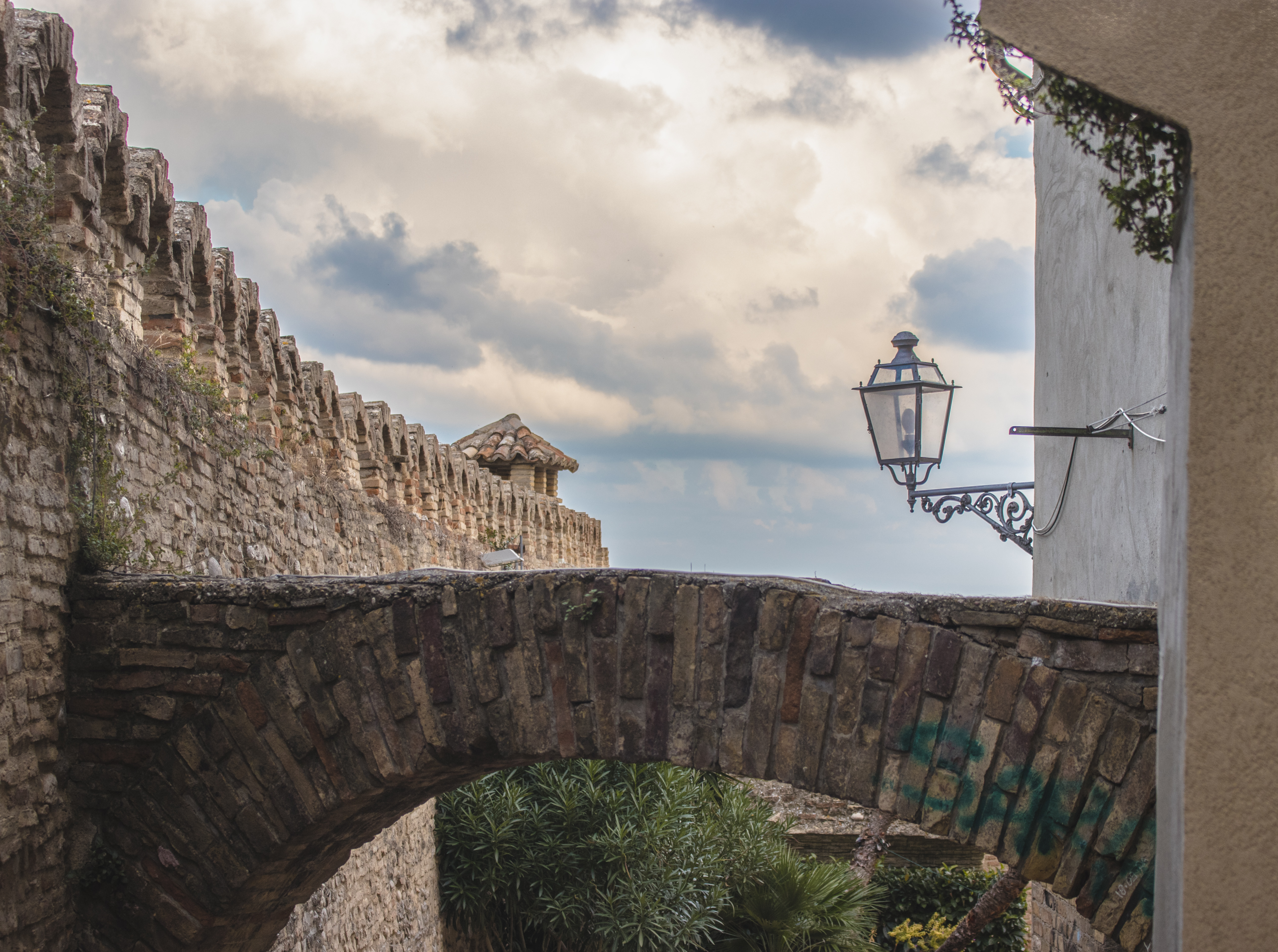
Arco normanno presso le mura del Giardino Napoletano

La sua costruzione avvenne grazie ad Innico III d'Avalos, che si era insediato in città insieme alla consorte Isabella d'Avalos, nella spianata a nord del centro abitato, in prossimità del torrente Lebba e della sua valle, conclusa tra il 1615 (fabbricato principale) e il 1621.
Il Palazzo ha pianta quadrata, fortificata agli spigoli da quattro baluardi, un cortile spazioso, ampie sale, semicircondata da un recinto anch’esso protetto agli spigoli da bastioni e comprensivo di una serie di fabbriche adibite a locali di servizio. Arredato con eleganza, il Palazzo fu frequentemente abitato sia dal suo fondatore, che dai suoi figli, Ferrante e Diego.
Il 20 giugno 1711 venne saccheggiato dai turchi e il 25 febbraio 1713 divenne proprietà del nipote di Innico, Don Cesare Michelangelo d'Avalos, in ritorno a Vasto dopo 12 anni di esilio politico. Questo dominio segnò il periodo di maggior splendore nella storia del Palazzo che, restaurato ed abbellito, ospitò molti personaggi del Regno che si fermavano nella città, come il Connestabile Fabrizio Colonna, che venne a Vasto per ricevere il collare dell’Ordine del Toson d'oro e fu ospite per tre volte nel Palazzo.
Con la morte del Marchese nel 1729, il Palazzo cadde nell’abbandono più totale, diventando luogo malsano e solitario, intorno alla quale la fantasia popolare intrecciò storie paurose di diavoli e streghe. Da qui, probabilmente anche la nascita del nome di "Palazzo dei Cento Diavoli", perché secondo la leggenda in una notte spuntarono i tredici comignoli, oltre alle storie nate intorno alla famosa "Grotta della Carnaria" dove volontà popolare voleva abitasse un diavolo, ed al tunnel che probabilmente la collegava al Palazzo.
Luigi Anelli, nel suo volume “Origine di alcuni modi di dire popolari nel dialetto vastese”, ricordava il detto “Va' a chiamà’ lu duiàvele a la grotte di la Carnarejje” ("Vai a chiamare il diavolo alla grotta della Carnaria"), come consiglio dato a chi ha la volontà di diventare ricco.
Nel 1835 la tenuta fu acquistata da Giuseppe Antonio Rulli, il quale provvide a restaurare il Palazzo, a ristabilire i coloni e bonificare le paludi della zona, e grazie alla munificenza del barone Luigi Genova, morto all’età di novantadue anni, il Palazzo divenne sede dell’Orfanotrofio per orfanelle, e rimase aperto fino agli anni 1980, per poi ricadere ancora nell'abbandono in cui vige.

#### Palazzetto Nibio Cardone
Costruito nel 1576 si affaccia su Via Adriatica, appartenente al mercante genovese Domenico Nibio (Domenico Niggio) dove esercitava l'attività di commerciante fino alla sua morte nel 1593. Nel XVIII secolo venne adibito a caserma militare denominata "Quartiere", per poi essere acquistata dalla famiglia Cardone e divenire successivamente sede bibliotecaria e archivio comunale nel dopoguerra.
Secondo quanto riferiscono le cronache, l'edificio, nel suo periodo militare, fu dove venne composto Scura maje, canto popolare abruzzese.

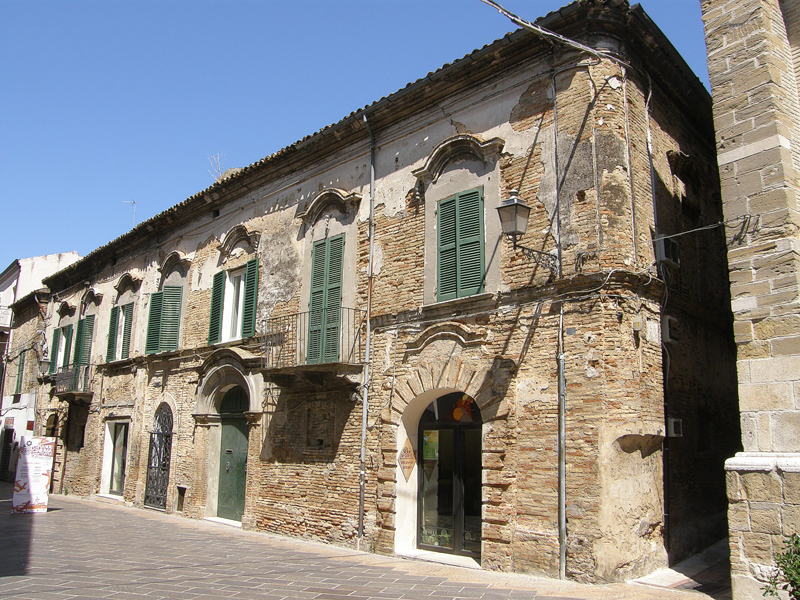
Palazzo Marchesani (1640), edificio barocco adiacente alla Chiesa di Santa Maria Maggiore

#### Palazzo Genova-Rulli
Sito in Via Anelli nel quartiere di Porta Nuova. Originariamente struttura ospedaliera (1430), poi convento domenicano (1523) che verrà devastato dalle incursioni delle navi saracene nel 1566. Ristrutturato dai D'Avalos nel 1588, fu poi confiscato dal governo napoleonico nel 1809 e acquistato nel 1814 da Luigi Rulli di Salcito. Nel 1828 dal matrimonio tra la famiglia Rulli e Genova ebbe inizio del ramo della famiglia che da allora sarà chiamato Genova-Rulli e che diverrà intestatario del Palazzo (ora di proprietà della Curia). Il palazzo fu ristrutturato intorno al 1862 da convento a casa gentilizia dal famoso architetto locale di scuola napoletana Nicola Maria Pietrocola con originali soluzioni. È adiacente e connesso alla chiesa di Santa Filomena. Al suo interno è racchiuso un classico esempio di hortus conclusus medievale di circa 800 m².

#### Palazzi storici di Piazza Caprioli

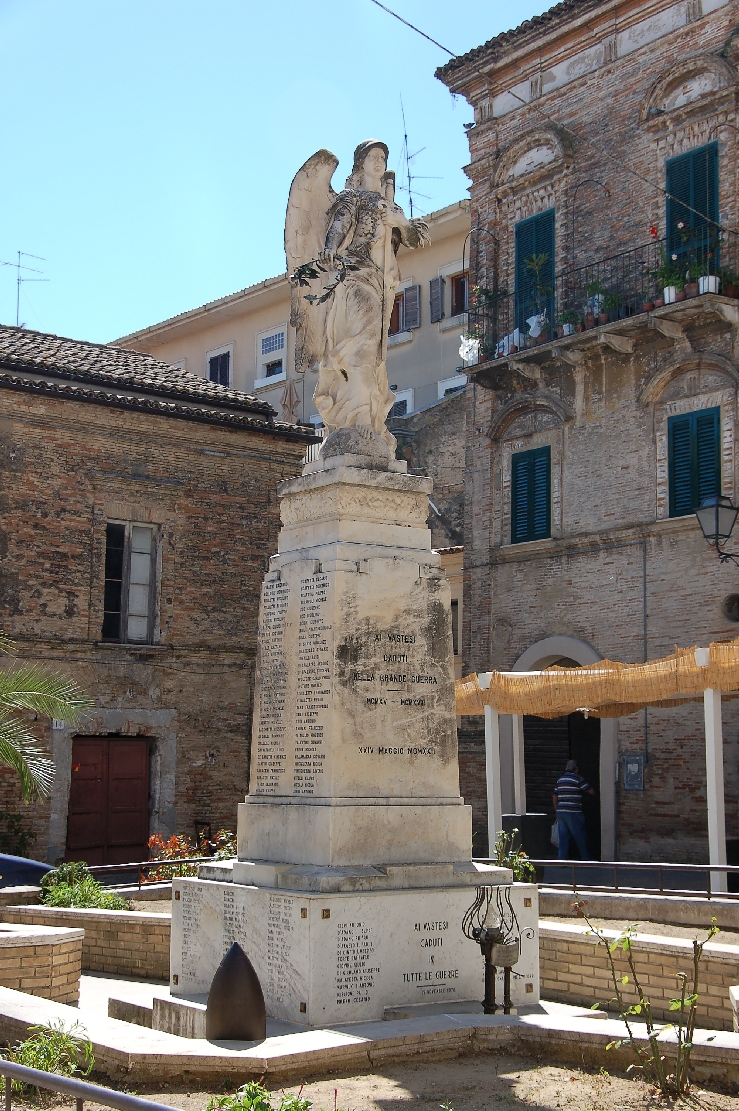
Monumento ai Caduti vastesi della Grande Guerra in Piazza Caprioli. A sinistra Palazzo Benedetti e a destra Palazzo Smargiassi

- Palazzo Benedetti, costruito tra la seconda metà del 1600 e il 1700, sede del Tribunale per breve periodo e dimora di illustri famiglie vastesi, come i Caprioli, Magnacervo e Agricoletti
- Palazzo Mennini, costruzione risalente al XVI secolo. Si affaccia su Piazza Caprioli, con facciata delimitata da due larghe lesene laterali, che si dipartono da una base accennato in mattoni, e contigua al Palazzo Smargiassi, confinando con una semplice costruzione all'inizio di via Buonconsiglio. Diviso in due piani, ha il portone ad arco, che dà accesso a un grande vano, da cui si snoda sulla destra la scalinata che porta ai piani superiori. Al primo piano si aprono due finestre delimitate da un marcapiano, decorate da cornici semplici, sormontate da architravi a timpani spezzati circolari. Al piano secondario c'è una balconata protetta da inferriate su cui si prono due aperture, delimitate da cornici semplici laterali a timpani pure spezzati circolari, decorati da una serie di puntoni alla base. Le lunette degli architravi delle finestre e dei due balconi recono deboli tracce di affreschi.
- Palazzo Smargiassi, un tempo sede della Cancelleria e del Consiglio dell'Università del Vasto, dimora della famiglia meneghina degli Invitti. La costruzione, nei materiali utilizzati, risponde all'uso del cotto introdotto dai Romani, che ha trovato largo impiego per la muratura e per la copertura del tetto (coppi), nonché per la realizzazione dei pavimenti (quadroni). La muratura in mattoni risulta intonacata e scandita da modanature e tinteggiatura con colore dominante, il chiaro a decorazioni sfumate. L'elemento di connessione tra spazio esterno e intorno è costituito da un adrone a copertura di volta a botte, con archetti intermedi poggianti sulle parti laterali. Fa seguito una parte del cortile "a luce", che aveva una cisterna alimentata da impluvio, da cui si diparte la scalinata che si sviluppa, poggiando su due pilastri-colonne che sorreggono i pianerottoli di accesso alle stanze dei due piani, su calpestio originale in pietra. La facciata, contigua con Palazzo Meninni, corre per tutto l'edificio su coppi, e vi si incastonano quattro finestre riquadrate con regolarità, sormontate da timpano al primo piano, ad arco con profilo ricurvo le centrali, a sesto acuto quelle laterali

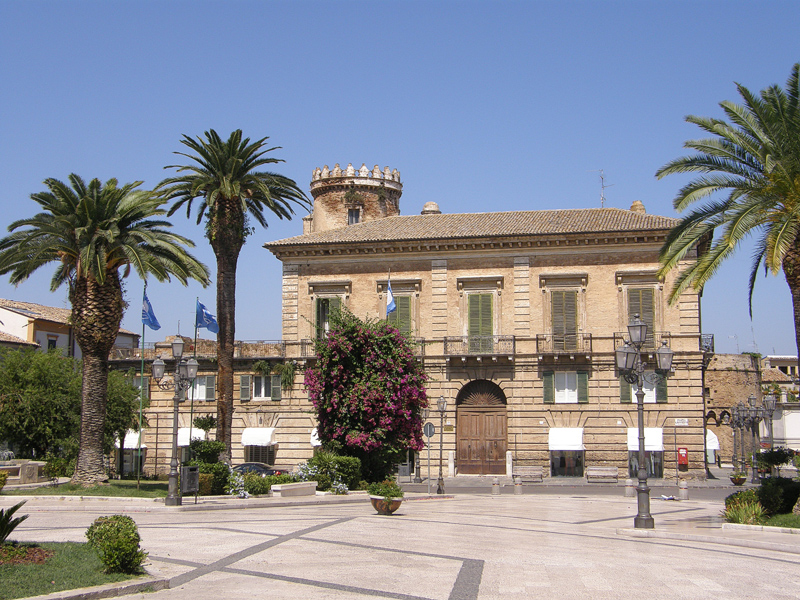
Palazzo Palmieri

Quattro balconi soprastanti decorati da cornice a timpano in ornato simmetrico ed elegante, protetti ad artistiche ringhiere in ferro battuto decorano il tutto.

#### Palazzi del XVIII-XIX secolo
- Palazzo Miscione, sito in Via Pampani: è noto con questo nome per essere stato proprietà del nobile Francesco Miscione, sposo della nobildonna Filomena dei Baroni Genova. Realizzato in cotto e coppi, ha muratura intonacata e tinteggiata con il colore dominante delle'poca: grigio e chiaro. L'elemento di connessione tra spazio esterno e interno è costituito da un androne a copertura di volta a botte, con archetti intermedi poggianti sulle pareti laterali. La pavimentazione è a ciottoli a quadroni romboidali, disegnati con file dei mattoni infissi di fianco. Corre, per tutto l'edificio, il cornicione a più volute, che su via Pampani è delineato da due paraste laterali. Vi si incastonano cinque finestre, riquadrate con regolarità al primo piano ed altrettanti balconi a lieve aggetto, muniti di vetrate spesse, ornati con motivi floreali, e volute sul passamano delle ringhiere in ferro battuto. Sul piano strada si aprono il portone centrale ad arco e due simmetrici antri, pure ad arco sono altri portali destinati alle carrozze e i cavalli.
- Palazzo Ciccarone, sito in Corso Plebiscito (dove la cittadinanza votò a favore dell'Unità d'Italia): il fabbricato ricalca le linee architettoniche in voga nel Settecento, in mattone cotto. In origine apparteneva alla famiglia De Nardis e consisteva in un piano, che nel 1823 venne acquistato da Francesco Paolo Ciccarone. Il nipote Francesco descrisse il palazzo com'era prima della ristrutturazione, quando le zone dello studio, dell'appartamento nobile, il salotto verde erano adibiti a gallinaio, con accanto una cappella dedicata a San Teodoro, in omaggio al corpo che l'arcidiacono De Nardis aveva fatto venire da Roma. Il palazzo fu teatro di un avvenimento che proiettò Vasto nel contesto della proclamazione del plebiscito per l'Unità d'Italia. Infatti il 14 ottobre 1860 il marchese di Villamarina Salvatore Pes, di passaggio a Vasto per andare incontro a Vittorio Emanuele II, venne ospitato nel palazzo, e si affacciò al balcone, acclamato dalla folla, con un cappello recante la scritta SI Per l'unità nazionale.
- Palazzo del Carmine, adiacente all'omonima chiesa. Fra via Marchesani e via Fornorosso, venne costruito nel 1738 in contemporanea con la ristrutturazione della chiesa del Carmine. A seguito dell'abbattimento delle vecchie casette medievali, venne edificato questo palazzo conventuale, con incarico dei Padri Lucchesi, insediati a Vasto per volere dei Marchesi d'Avalos, affinché fosse usato come istituto d'educazione giovanile.[35] Nel 1761 vennero aperti gli edifici adiacenti alla chiesa, i Chierici insegnavano la grammatica, la retorica, la filosofia e la dottrina cristiana. Nel 1762 il palazzo si arricchì del chiostro conventuale, oggi il cortile, nel 1809 il collegio venne soppresso, il chiostro venne destinato ad accogliere il comando della Gendarmeria, poi la scuola pubblica e uffici comunali. Negli anni '20 il palazzo venne destinato ai padri Gabriellisti di Monfort per gestire il Collegio Istonio, successivamente soppresso, perché i padri si trasferirono nell'Istituto Immacolata. Così il palazzo divenne Sede della Curia Arcivescovile: ha un aspetto settecentesco a pianta quadrangolare, di cui poco resta dell'antico convento. L'interno conserva il chiostro porticato con giardino.

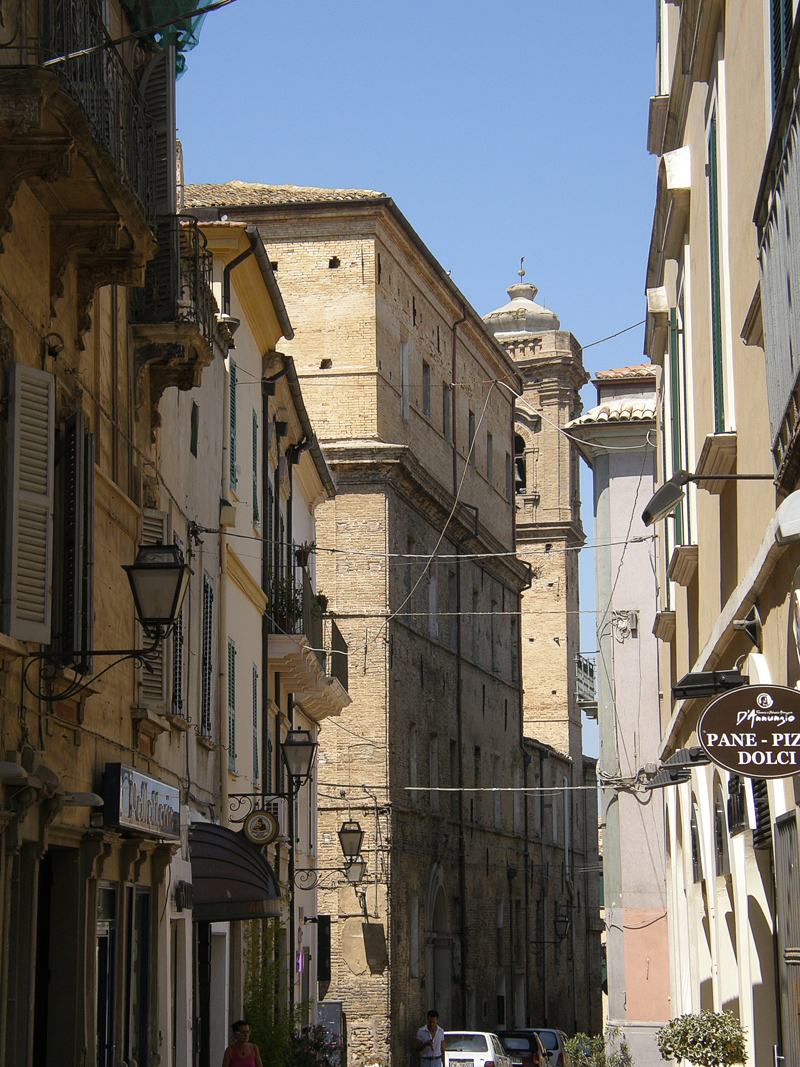
Scorcio del Palazzo Carmine, con il campanile dell'omonima chiesa

- Palazzo Fanghella-Caldarelli-Michelangelo, sito tra Via Raffaello e Corso De Parma: il palazzo è di notevole interesse architettonico. Quando nel primo Novecento il Corso De Parma fu sottoposto a demolizioni e ristrutturazione di edifici, al fine di allargare la via, negli anni 1910-12, con l'ampliamento della via, l'edificio, già esistente da qualche secoli, fu sottoposto a rimaneggiamenti, con la facciata impostata in stile neoclassico. L'edificio si sviluppa con un pian terreno, un primo e secondo piano, terrazzo e sottoterrazzo, e le strutture murarie verticali sono in mattoni, mentre quelle orizzontali in archi e volte di mattoni; una parte in solaio realizzato con travi di ferro e lavelli. La facciata che guarda su Piazza L.V. Pudente, nella parte del piano terra è costituita da tre aperture architravate, mentre i piani superiori sono delineati da quattro lesene sormontate da altrettanti capitelli e integrati da un cornicione in aggetto, sorretto da sottolineature decorative. Al primo piano si aprono tre finestre architravate incorniciate da timpani triangolari ai lati e con arco al centro. Al secondo tre balconi incorniciati con timpani ad arco e triangolo al centro, tali aggetti sono in marmo, sorretti da mensole in ferro con volute. I parapetti che si affacciano sulla piazza sono in ferro battuto, e decorati a fiori intrecciati a forma di giglio. Il portone di accesso è su via Raffaello, incorniciato e archivoltato, l'accesso dalle scale è pavimentato con il marmo di Carrara.

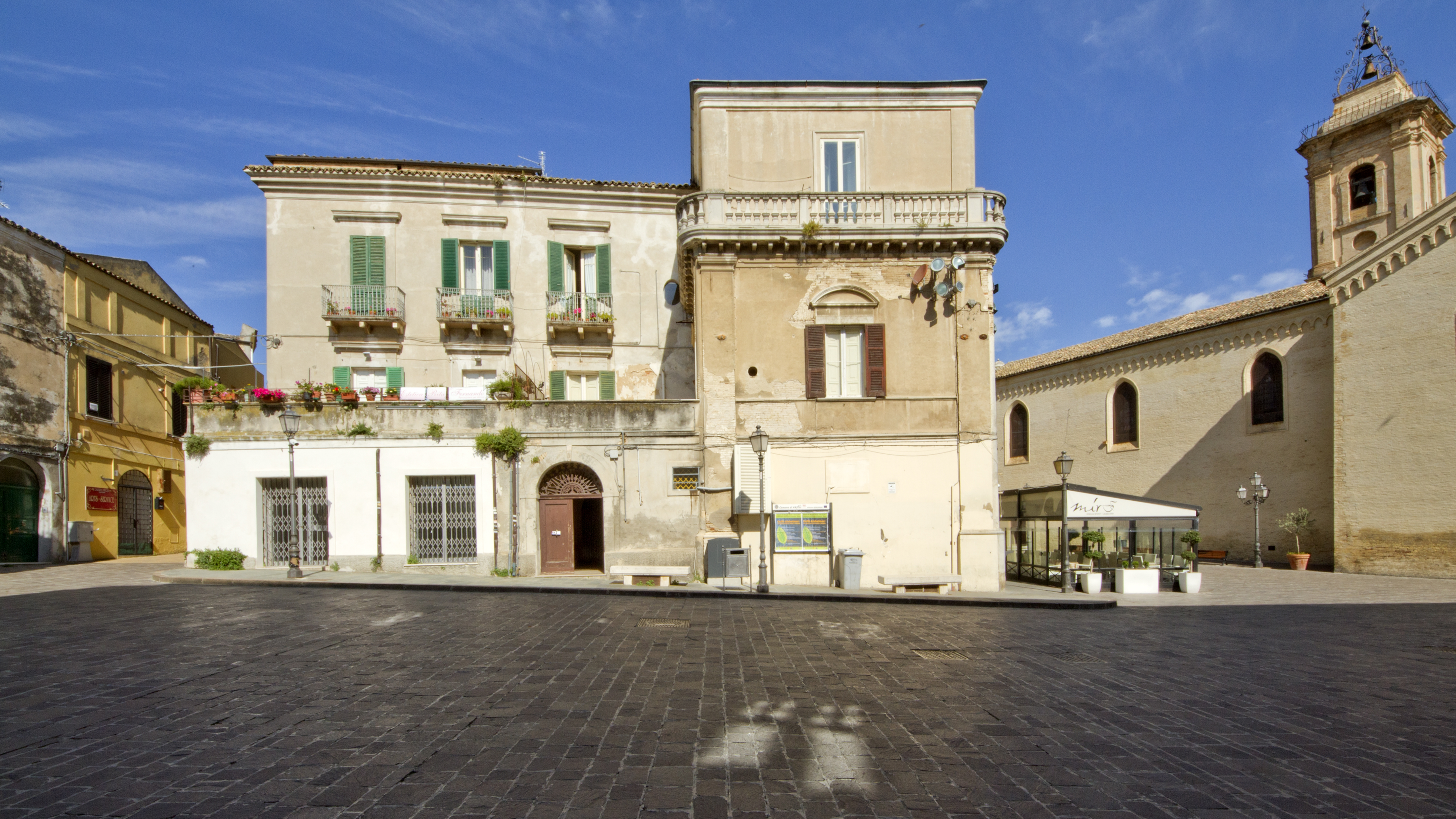
Palazzo Mayo

- Palazzo Mayo, sito in Piazza Pudente. Il palazzo è stato costruito dalla nobile famiglia vastese, seconda per importanza dopo i D'Avalos, che aveva il controllo della zona di Piazza Pudente, vico Gioiosa e la zona del Palazzo Marchesale. Degli scavi hanno riportato alla luce un pavimento in cotto, segno che il palazzo fu costruito sopra un'abitazione a sua volta eretta sopra una domus romana. Nel palazzo sono nati vari eminenti membri della famiglia, come Venceslao Mayo, Nerino ed Equizio. La parte del palazzo che sta su vico Giosia è in cotto, seguendo lo stile delle classiche palazzine rinascimentali della città.
- Palazzo Palmieri, costruito nel 1856, sito in Piazza Rossetti e adiacente al Castello Caldoresco. Si tratta di uno degli edifici di più elevata architettura urbana della città. Inserito nella mole del Castello, purtroppo avendone distrutto uno dei bastioni, risalirebbe al 1439, quando era la residenza del Capitano delle Armi. Venne fatto erigere da Jacopo Caldora, passò poi in mano al suo figlio primogenito Antonio, da dove combatté i soldati di Re Ferrante d'Aragona nel 1464. Nel 1499 divenne proprietà dei d'Avalos, previa ristrutturazione totale. Nel 1816 Salvatore Palmieri lo acquistò, costruendovi un nuovo complesso civile, dotandolo di servizi, conservando però l'attuale conformazione del castello lungo il Corso Garibaldi e Piazza Diomede, dove sono i bastioni angolari. Il palazzo obbedisce ai criteri architettonici dell'epoca, con il fronte su Piazza Rossetti, con facciata in mattoni bugnati, portone di ingresso centrale e quattro aperture laterali al piano terra. Il piano superiore mostra quattro finestre, il piano sovrastante reca cinque balconi decorati con cornici e architrave a lieve aggetto, intervallati da lesene bugnate. Uguale conformazione ha la facciata su Piazza Diomede, con due balconi laterali e uno centrale, che comprende due aperture, sul lato sinistro che sta su Piazza Rossetti si estende un'altra costruzione con tre aperture al piano terra e piano rialzato, sovrastata da terrazzo su cui si erge la torre cilindrica coronata da merlature.

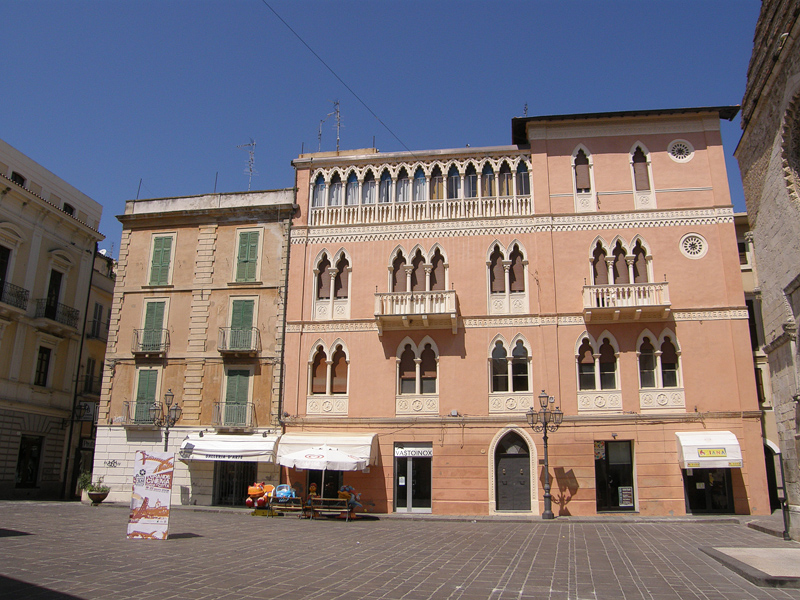
Palazzo Ritucci Chinni

#### Palazzo Ritucci Chinni
Costruito nel ventesimo secolo dall'ex sindaco Florindo Ritucci Chinni in stile neogotico veneziano, si affaccia su Piazza Lucio Valerio Pudente a pochi metri dal Duomo di Vasto. Il palazzo è sovrapposto a un'antica costruzione medievale, offrendo un particolare effetto scenico alla veneziana: al primo piano centrale si aprono tre finestre bifore arcate con davanzale decorato. Al secondo un balcone a colonnine al centro con trifora, e ai lati due finestre bifore, a sesto acuto. Il marcapiano è decorato con elementi floreali, al terzo livello il palazzo ha un loggiato aereo con 13 finestre arcate, segnato dal marcapiano ornato. Nelle facciata laterale a destra si aprono due finestre bifore arcate con davanzale ornato, al secondo piano una balconata a colonnine su cui apre una trifora ad arco e un occhio incorniciato. Sul piano strada si apre il portone centrale, decorato da cornice a sesto acuto e quattro aperture sul bugnato semplice.

#### Palazzi in Stile Liberty

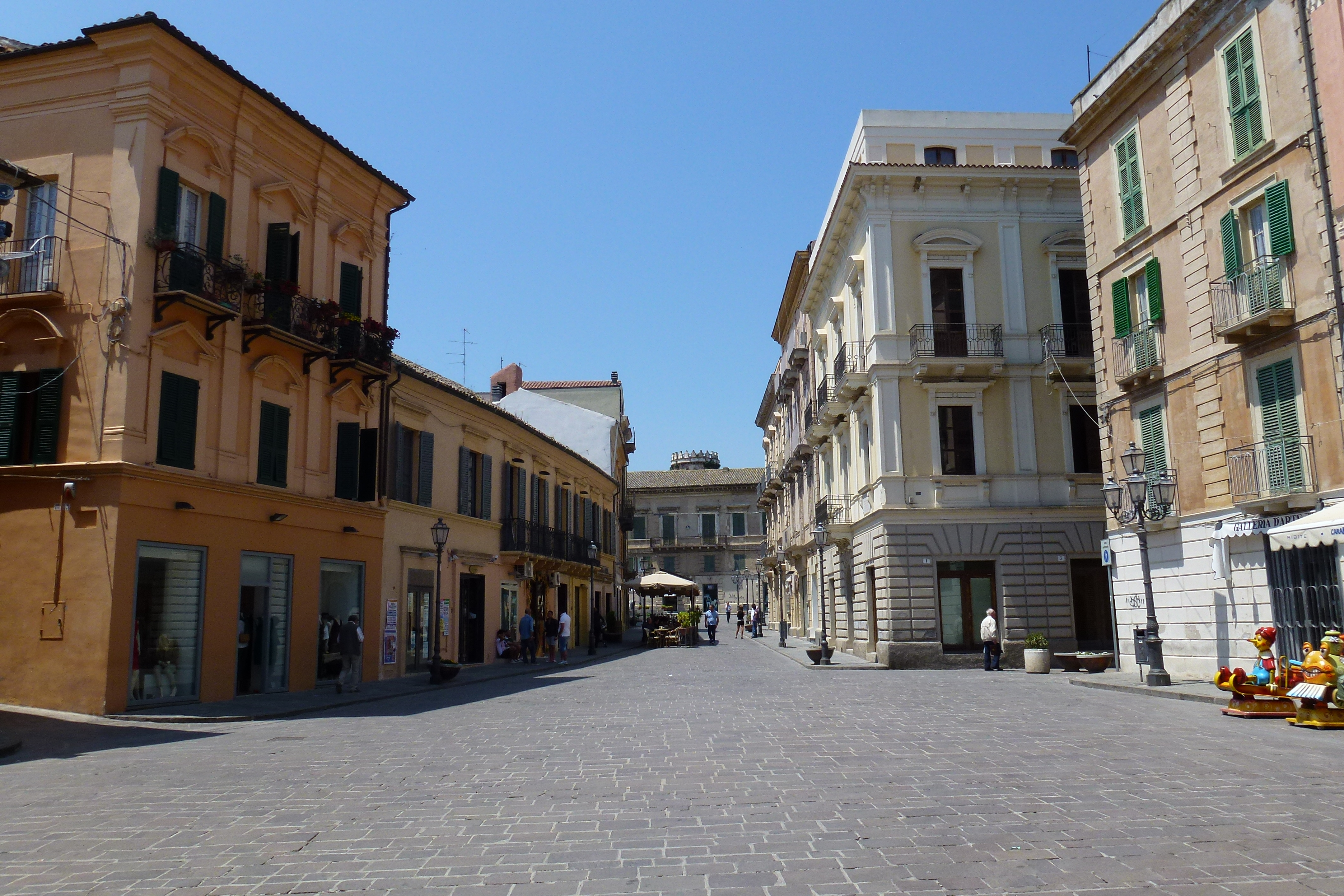
Palazzo Fanghella Caldarelli (a sinistra) sul Corso de Parma

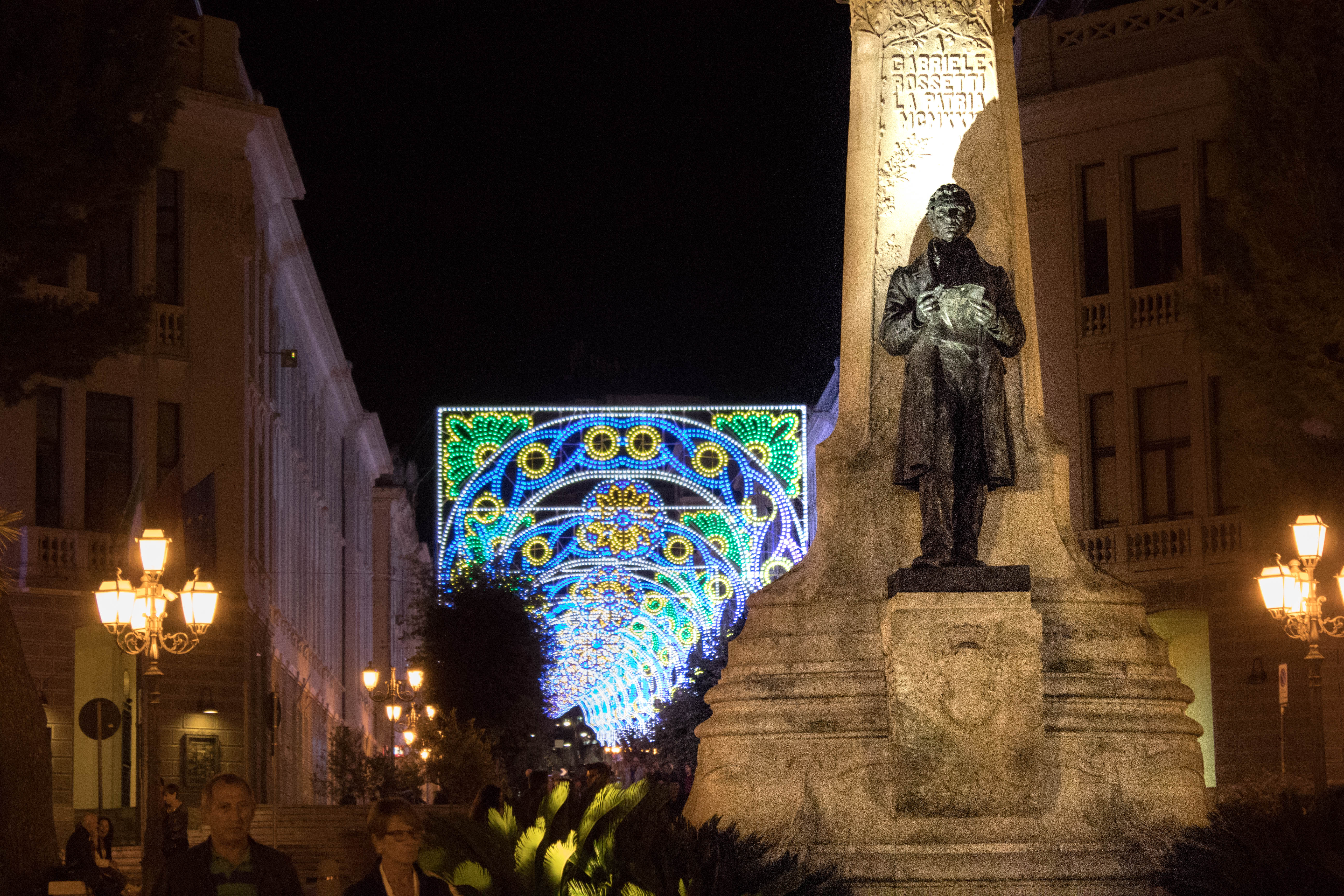
Particolare di Piazza Rossetti: in vista l'ingresso del Corso Nuova Italia con i palazzi liberty

Risalenti al Ventennio e maggiormente presenti tra Via De Amicis, Via Asmara e Via Vittorio Veneto, nel rione di Corso Nuova Italia. Comprendono:
- Palazzo Bottari, Brindisi, Della Penna: edificato negli anni Trenta, in stile liberty. La facciata principale è su Corso Nuova Italia, mentre quella di via XXIV Maggio ha il portone di ingresso, delineato da una fascia che scandisce tutto il palazzo, rivestito in bugnato graffiato. Sulla facciata del corso, al piano terra, ci sono quattro finestre che si ripetono sulla facciata dell'altra via. Al primo piano e al secondo, sulla facciata di via XXIV Maggio si aprono due balconi laterali, e due finestre centrali, decorate con arcate semplici, quelle al centro da arcate a tutto sesto.
- Palazzo Cieri-Cavallone: realizzato negli anni '30, ha uno stile misto tra liberty e neoclassico, presentando base in bugnato chiaro, su cui si aprono nella facciata su Corso Italia, il portone di accesso e i due portoni laterali. I due piani superiori hanno due balconi laterali con aperture delimitate da timpani e delineate da un marcapiano a lieve aggetto. La facciata su via Asmara presenta due balconi laterali, con apertura sormontata da timpano e due finestre centrali, sempre sormontate da timpani; al piano terra due finestre sotto due balconi e due aperture centrali. L'edificio è rivestito in mattoni rossi, decorato da paraste angolari con marcapiano e marcadavanzale delimitato da fascia aggettante.
- Palazzo De Sanctis: costruito su progetto di Antonio Izzi, venne costruito nel 1926-29, con vista su Corso Italia. Nella facciata si aprono nei due piani, tre balconi alternati da una finestra, decorati da colonnine soprastanti con timpani ed arco nel primo piano, e a triangolo nel piano superiore. Il marcapiano, nel primo e secondo livello, è decorato con motivi floreali. Due lesene laterali sono realizzate in bugnato semplice, uguale conformazione nelle fasce laterali dello stabile. Al piano terra, oltre al portone centrale, quattro aperture per le attività commerciali, con fasce in bugnato.
- Palazzo Martella: si affaccia su Corso Italia, costruito nel 1933-35 su progetto di Giuseppe Peluzzo da Vincenzo La Palombara. L'edificio è rivestito da intonaco graffiato che imita il travertino. Sulla facciata che dà su Corso Italia, al piano terra, si apre, il portone principale al centro, e due aperture laterali con decorazione ad arco a tutto sesto in fasce bugnate. Motivi che ripetono sulla facciata di via IV Novembre. Al primo e secondo piano si aprono, rispettivamente, al centro un balcone decorato con cornice ed arco inferriate di protezione, ed ai lati due balconi laterali su cui ci sono due finestre dei piani. Nella facciata laterale a destra si aprono finestre decorate con cornici ad arco.
- Palazzo Melle-Molino: costruito nel 1929 presenta elementi decorativi unici nel suo genere, rispetto ai fabbricati adiacenti della stessa epoca. Venne progettato dall'ingegnere A. Saraceni di Palmoli in un unico blocco sormontato da una torretta adiacente su via Asmara. Il corpo centrale ha due balconi con colonne e due finestre decorate con lievi timpani. La torretta ha tre piani con relativi balconi e colonne trifore delimitati da lesene laterali, sormontate da decorazioni a festoni floreali. La parte laterale ha due finestre per piano timpanate e leve aggetto anche sul davanzale.

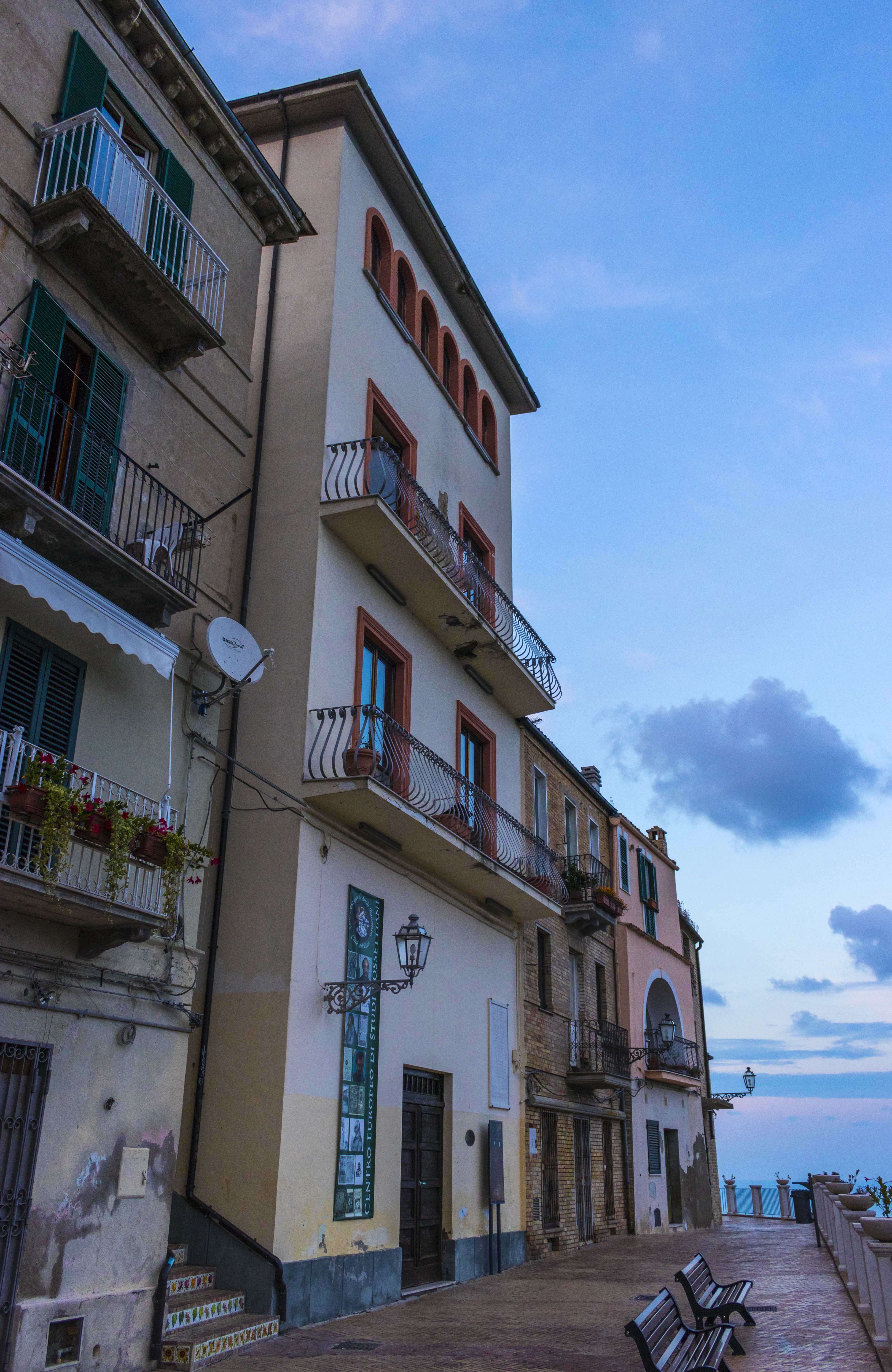
Casa Rossetti sulla Loggia Amblingh

- Politeama Ruzzi: sito in Corso Nuova Italia. Risale al 1931. Una ristrutturazione ha danneggiato l'interno. Durante il ventennio fascista fu edificato il quartiere di Corso Nuova Italia sito fuori del centro storico di Vasto. Il progetto iniziale è del 1906 poi realizzato nel 1924. Molti edifici che si affacciano sul corso alcuni sono in stile neoclassico altri in stile liberty. Il Politeama doveva avere funzioni sociali e culturali oltre che ospitare le riunioni del Partito Nazionale Fascista. Il primo progetto fu disegnato dall'ingegnere Antonio Izzi nel 1927 con linee curve, motivi floreali e le vetrate con bifore e trifore secondo lo stile dell'Art Nouveau. La facciata ha un portico con cinque arcate. Sulle chiavi di volta degli archi a tutto sesto sono incise le iniziali del commissionario Giovanni Ruzzi. Nei piani superiori le lesene hanno varie decorazioni. Alcuni punti dell'architettura richiamano l'accademismo tardo-ottocentesco, ed alcune decorazioni, oltre alla su citata Art Nouveau, allo stile della secessione viennese.[36]
- Palazzo Tenaglia: la costruzione risale agli anni '30, ricalcante lo stile degli altri edifici. La facciata principale al piano terra ha quattro aperture decorate con cornici culminanti ad arco a tutto sesto, con intonaco bugnato. Il marcapiano segna il primo piano decorato con motivi floreali, con due balconi laterali, al primo piano e al secondo, e al centro due finestre; tre finestre sono nel blocco laterale. Una cornice a lieve aggetto sorregge il cornicione del tetto sostenuto da pilastri.
- Palazzo Vicoli: è stato costruito all'inizio degli anni '30 su Corso Italia, lungo circa 30 metri, intervallato da una tripartizione di lesene bugnate lisce, con suddivisione di paraste incorniciate. S u due piani, lungo il corso, si aprono quattro balconi intervallati da doppie finestre separate da lesene bugnate al primo piano, sormontate da timpani a sesto acuto, al piano terra si prono apertura a forma di edicole. La facciata laterale ha tre finestre segnate dal marcapiano.

Fanno eccezione Palazzo Florio, sito in Piazza Diomede e Palazzo Miscione, in Via Leopardi.
- Il Palazzo Florio: si trova in Piazza Diomede, e appare inserito, alto e stretto, in un blocco di costruzione della stessa altezza, ma piuttosto scadenti. L'immobile è stato restaurato, con risalto dei colori che seguono le decorazioni delle due lesene laterali a tutto altezza, scanalate nella parte superiore con bugnati nella parte inferiore fino al primo piano che richiamano un certo manierismo decorativo. Le due lesene sormontate nella parte alta da due capitelli, proseguono per sorreggere un cornicione in lieve aggetto. Gli elementi liberty risaltano le due finestre architravate a cornici lineari al primo piano, protette da un davanzale poggiato sul marcapiano, protetto da colonnine, Sul balcone del secondo livello si aprono due luci con ornati a cornice architravate, con timpani triangolari.
- Campo d'internamento di Villa Marchesani - Pensione Ricci:

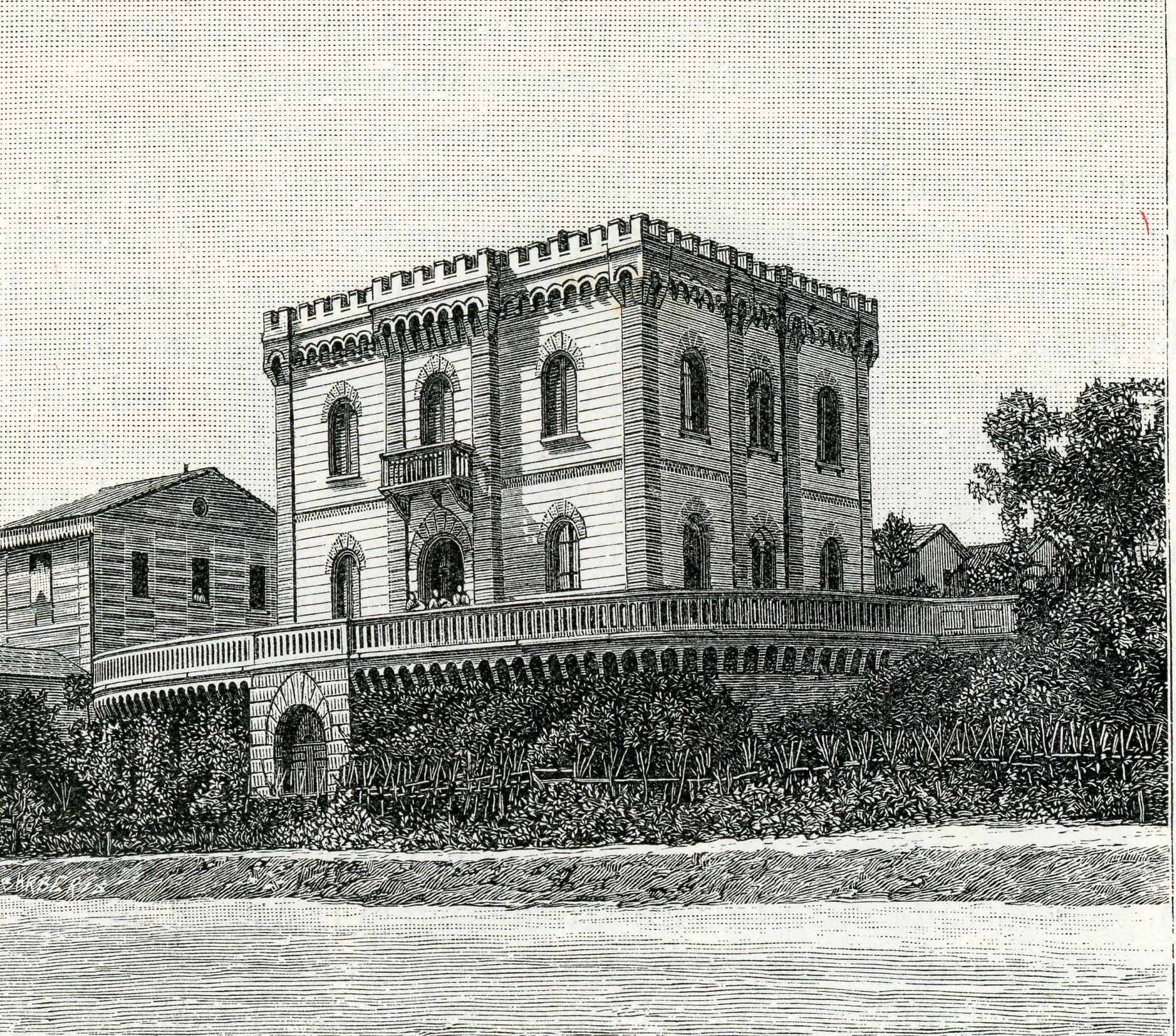
Villa Marchesani a Vasto Marina

Erano siti nella Villa Santoro (ex Villa Marchesani) in Via A. Marchesani e nell'albergo Ricci (Ex Villa Ricci) in Corso Zara entrambi a Vasto Marina.
I campi di concentramento di Vasto Marina risalgono all'11 giugno 1940 e su richiesta delle autorità militari ne fu chiesta la chiusura per prevenire atti di spionaggio nell'agosto 1943, ma nell'armistizio dell'8 settembre 1943 era ancora funzionante per alcuni prigionieri slavi, comunque dovette funzionare fino alla fine del mese.
Il direttore, fino al 16 agosto del 1943, era Giuseppe Prezioso, sostituito in seguito dal vice commissario aggiunto di polizia di stato Giuseppe Geraci (ambedue poi ricercati dalla Jugoslavia per crimini insieme a Fabiano Pisticci). Come sorveglianti vi furono 12 carabinieri e come assistente sanitario vi fu Nicola D'Agostino. Furono occupati 181 posti su una capienza preventivata di 170 persone, tuttavia, su una precedente nota del 27 aprile 1940 viene affermato che la capienza stimata sia di 480 persone.
I vari prigionieri nel campo erano antifascisti ed italiani ritenuti pericolosi. Da luglio ad ottobre del 1940 fu confinato Giuseppe Scalarini, a cui nel gennaio 2012 la città ha dedicato un'importante mostra alla Pinacoteca di Palazzo d'Avalos. Tuttavia non mancano gli ebrei o persone di origine ebraica come il dottor Herman Datyner, ebreo di nazionalità polacca, che fu trasferito in questa prigione da Casoli. In seguito vi furono trasferiti anche vari slavi.
Mauro Venegoni ed Angelo Pampuri sono stati trasferiti nella colonia delle Tremiti nel gennaio 1941 per atti sovversivi scoperti dal direttore tramite una segnalazione di alcuni internati. Rodolfo Pellicella detto Leonin, operaio antifascista fu trasferito a Ventotene per aver rivolto delle parole, con un tono di voce, accompagnate da una gesticolazione, rivolte a dei carabinieri ritenute canzonatorie. Dopo la Caduta del fascismo (25 luglio 1943) il Ministero dell'Interno, per mancanza di posti liberi in altri campi di concentramento, fa trasferire i prigionieri ritenuti più pericolosi fino alla chiusura avvenuta nel settembre successivo.
Anfiteatro
costruito nel 1970 sul tetto del palazzo che ospita l'Agenzia per la Promozione Culturale di Vasto , fu progettato dall'architetto Paolo Portoghesi che ne disconobbe in seguito la paternità.

### Architetture militari

#### Castello Caldoresco

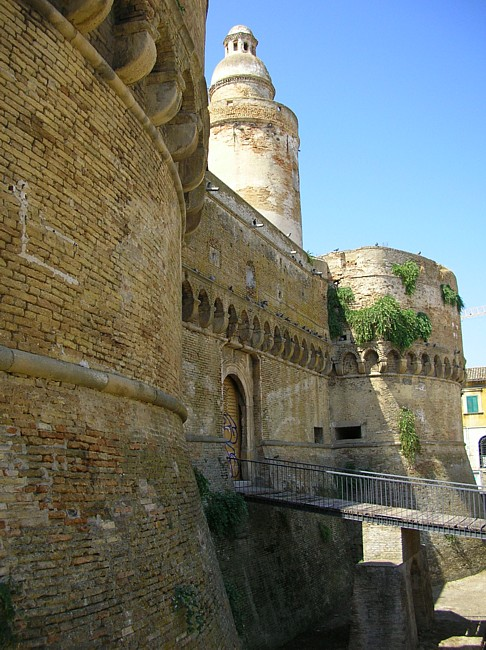
Castello Caldoresco (1427)

Il Castello Caldoresco è sito su un promontorio che domina la costa. È arricchito da bastioni agli angoli. La parte originaria risale al XIV-XV secolo con trasformazioni attuate nel 1439 da Giacomo Caldora forse nella parte esterna. Nel XV secolo il precedente palazzo venne trasformato in castello dai d'Avalos. Altre trasformazioni sono state fatte da Cesare Michelangelo d'Avalos nel XVIII secolo. La pianta quadrata possiede quattro bastioni angolari a mandorla (oggi uno è mancante), e una torre circolare maggiore di avvistamento ricca di merli, e una torre laterale più piccola, trasformata nel Settecento. I bastioni sono a torri lanceolate, da un basso corpo privo di aperture su basamento a scarpa, con cornice intermedia, e archeggiatura ogivale.

#### Castello Aragona e Castello Miramare
- Castello Aragona (originariamente Villa Ruzzi), sito in Via San Michele, attualmente ristorante di prestigio.[41] Benché sia chiamato "castello", è una villa del primo '900, realizzata nel periodo dello sperimentalismo liberty e neogotico a Vasto. Ha pianta rettangolare, con quattro torri angolari, ornate da merlature e beccatelli, più una quinta di vedetta situata su un lato, molto più alta e slanciata delle altre. Presso il belvedere che guarda sul mare si sviluppa una corte con giardino in muratura.
- Castello di Miramare, nei pressi della villa comunale in centro, torrione quadrangolare di colore rosso, con vista sul mare e sul golfo.[42] Ufficialmente noto come "Villa Virginia", o anche Castello Angelucci, fu realizzato nel 1930 su progetto di Giovanni Barbanti. Il castello è caratterizzato da archi pensili con merlature ad imitazione del tipico toscano romantico. Presenta sbalzi che sorreggono una loggetta laterale, e un balcone nello spigolo alla sinistra su cui si eleva una torre che ha una copertura ad arco a tutto sesto, con decorazione, mentre sulla facciata di via Tre Segni si aprono cinque finestre ad arco. Nella parte opposta che guarda il mare una loggia e alcuni sbalzi merlati sulla sommità del terrazzo; l'ingresso è a due colonne che aprono una scalinata monumentale per l'accesso al portone.

#### Mura e porte urbiche

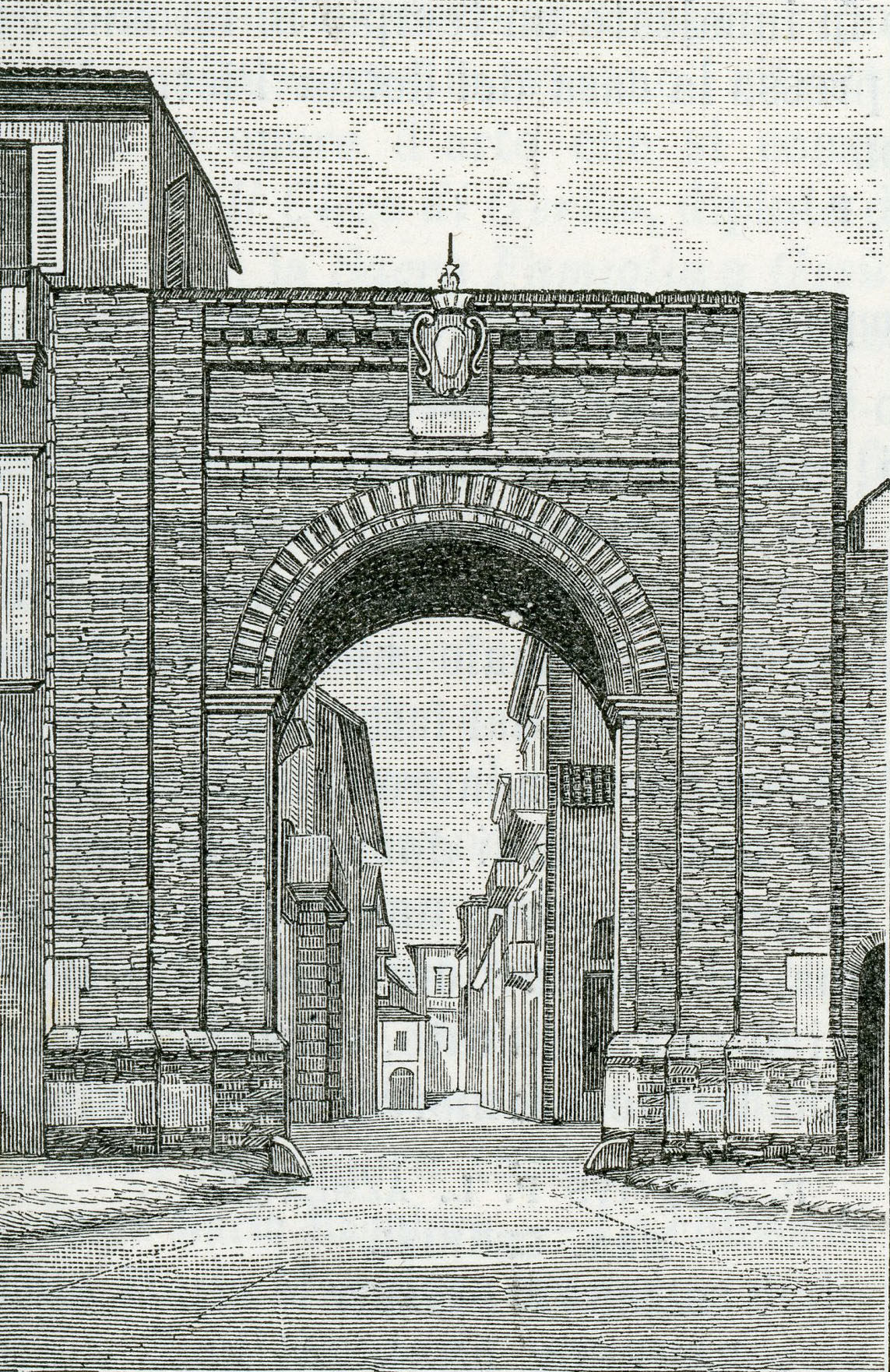
Incisione di Porta Nuova

Anticamente la città era circondata da mura fortificate, che presero la conformazione definitiva nel tra il 1439 e il 1493 per volere del capitano Jacopo Caldora e di suo figlio Antonio. Abbracciava i due rioni storici del Guasto d'Aymone, costruito sopra la preesistente città romana di Histonium, e di Guasto Gisone, di fondazione prettamente medievale (XI secolo), separati dalla piana del castello medievale. Le mura, benché oggi in gran parte demolite o inglobate nelle case, furono ricostruite con Jacopo Caldora, quando i due quartieri erano stati uniti da Carlo II d'Angiò in un solo nucleo: vennero realizzate le mura di cinta lungo il perimetro della loggia Amblingh, via delle Lame, via Roma, Corso Plebiscito e la via che costeggia l'area dell'antico anfiteatro, ossia Piazza Rossetti, fino al largo dove sorgeva il convento di Santa Chiara.
Benché gran parte delle mura siano state demolite nell'Ottocento, l'ingresso alla città era dato da delle porte di accesso, due delle quali ancora conservatesi. Del sistema difensivo murario facevano parte il Castello Caldoresco e le varie torri di controllo, come Torre di Bassano, Torre Diomede e Torre Santo Spirito. Nel 1588 le porte della città erano quattro, anche se successivamente furono aperti vari passaggi sul perimetro della città.
Le porte erano quattro: Porta Castello - Porta Palazzo - Porta Catena - Porta Nuova. Oggi restano solo due, di cui si parla. Porta Palazzo era un ingresso minore, scomparso già nel XVIII secolo, posta presso il Palazzo d'Avalos nella zona di Piazza del Popolo.
- Porta Castello: era situata tra il lato sud-est del castello, lato di Piazza Rossetti, con accesso su Piazza Diomede. Era costituita da un ponte sorretto da spallette in muratura, sull'arcata superiore, nel 1656, venne collocata una pietra prelevata dalla basilica di San Michele di Monte Sant'Angelo a protezione dei terremotati, vista inoltre la devozione molto forte dei vastesi verso il santo. La decorazioni era formata da due capitelli marmorei, che recavano l'iscrizione "servari et servare meum est Diniunt pariter Renovantque labores". Nel 1828 prima fu demolito l'arco della porta, nel 1832 anche le due spalle con gli stipiti

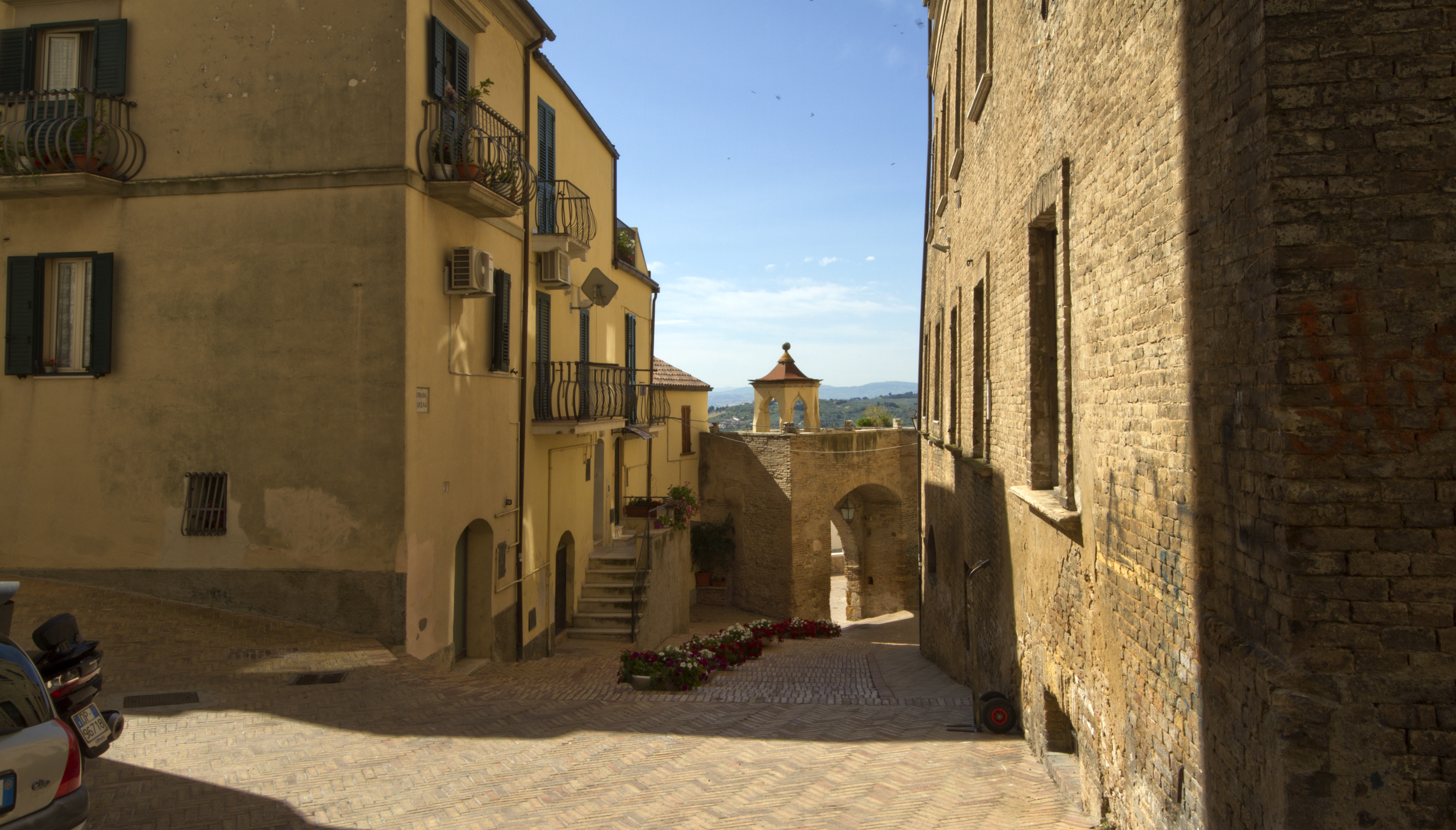
Porta Catena

- Porta Catena o di Santa Maria: si trova presso la cappella omonima, affacciata su Loggia Amblingh. Unico esempio superstite di porta medievale, facente parte dell'antica cinta muraria: esternamente si presenta ad arco acuto in laterizi che, alle imposte, poggia su due lastroni di pietra. Al fianco sinistro reca innestato un cardine di pietra che aveva un incavo cilindrico per accogliervi il perno del battente. Internamente comprende uno sguancio scoperto con l'altro arco più basso. Presumibilmente la costruzione risale all'epoca della ristrutturazione caldoriana delle mura (1391-1439).
- Porta Palazzo: si trovava presso il Palazzo d'Avalos in Piazza del Popolo, lato nord-est verso l'attuale belvedere della via Adriatica. Consentiva l'uscita verso la parte orientale, esistente già prima della ristrutturazione caldoriana delle mura. Nel 1603 venne restaurata a spese dell'Università, nel 1644 era ancora visibile una lapide con lo stemma civico, e successivamente venne demolita. Già all'epoca dello storico Marchesani non esisteva più, ma si è conservato il toponimo per indicare l'angolo di Piazza del Popolo, con la strada che scende lungo il costone della lama.
- Porta Nuova: esisteva già dal 1544, situata nel rione di Guasto d'Aimone, in via Roma, nei pressi dell'antico convento di San Domenico (oggi chiesa dell'Annunziata), e permette l'accesso al Corso Palizzi. Nel 1790 il mastrogiurato Barone Tambelli ne condusse il restauro e costruì lo stemma civico, posto in cima all'arco a tutto sesto, con la lapide che recita PORTAM HANC PER COMMODAM / LOCO STRUCTURAQUE MELIOREM / E FUNDAMENTIS, AERE PUBLICO / MAGISTER JURATIS D. JOSEPH / TAMBELLI, RESTITUIT CURAVIT / ANNO MDCCXC.

Nel 1950 la porta fu decorata con un oculo in maiolica raffigurante San Pietro, opera di Michele Provicoli.

#### Torri

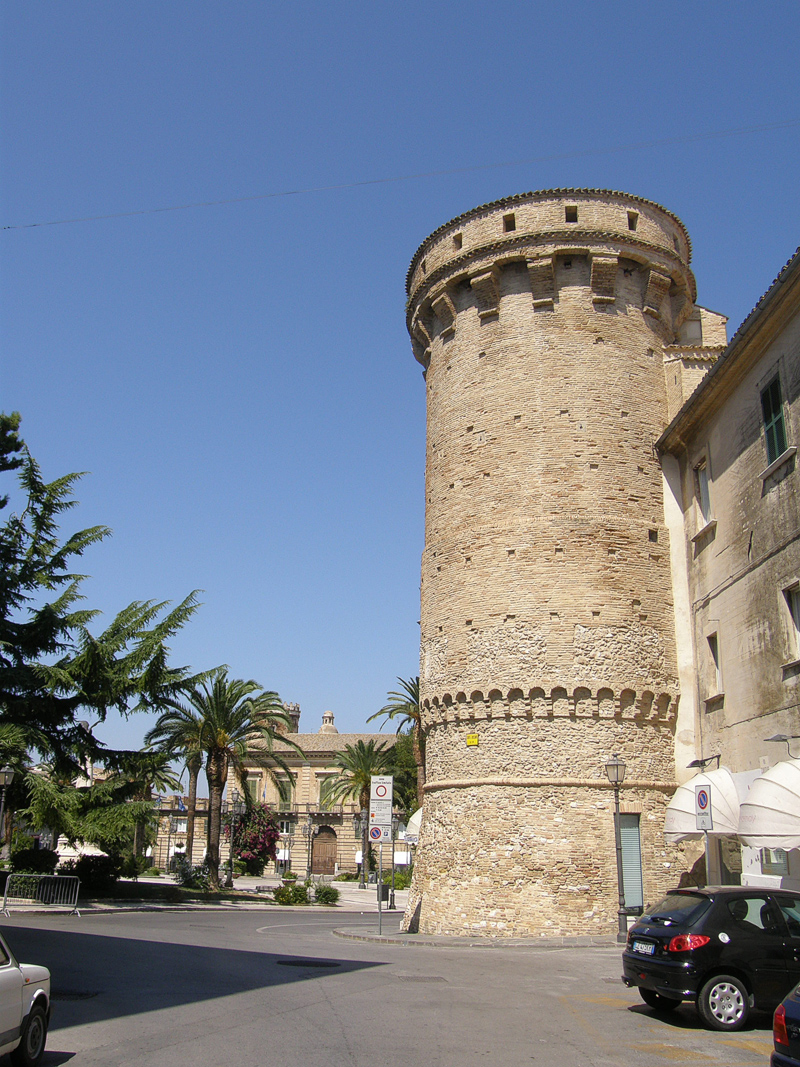
Torre di Bassano (1439)

- Torre di Bassano: è sita in piazza Rossetti.[43] Si tratta della torre meglio conservata della cinta muraria vastese, voluta da Jacopo Caldora nel 1439, e poi amministrata da varie altre famiglie. Ha quattro appartamenti, v'è infissa la pietra che presenta lo stemma delle armi regie, lo stemma dell'Università, al primo piano comprende una serie di archetti che assumono forma di sporgenti merlature che producono un rigonfiamento del diametro esterno del cilindro, con mensole ad arco, ma meno accentuato che nei bastioni del Castello Caldora. Al piano superiore la costruzione si restringe e appare smussata ad ovulo, per proseguire infine a forma cilindrica. Il pino finale è decorato da uno spalto che fuoriesce, il cui parapetto è sorretto da mensoloni collegati con archetti semiovali a morbida curvatura. La torre fu dei d'Avalos nel 1500, poi passò ai Bassano, antica famiglia di Padova. Nel 1814 vi fu collocato in cima alla torre il telegrafo.
- Torre Diomede del Moro: si affaccia su Piazzetta D'Amante,è del 1400, fa parte delle fortificazioni fatte costruire da Jacopo Caldora a difesa della città (XV secolo). Nel 1800 venne ridotta a fondaco ,poi mattatoio,poi abitazione, subendo successive devastazioni e discutibili rifacimenti: sulle merlature di questo monumento a pianta cilindrica sono state innalzate mura per delimitare la stanza per l'abitazione costruita al suo interno. Nel tronco della torre c'è una pietra con incise le "armi regie".
- Torre di Santo Spirito: si affaccia su Piazza Verdi. Chiamata anche Torre D'Amante, faceva parte delle mura difensive volute dal Caldora nel 1439; sul bastione è ancora visibile la pietra appostavi nel 1493 sulla quale furono sovrapposte incisioni degli stemmi regali, del Municipio e dell'Università del Vasto. La torre riporta alla memoria della presenza dei Padri Celestino a Vasto, fondatori del monastero di Santo Spirito, sopra cui nel XIX secolo vi fu costruito l'attuale Teatro Rossetti. La torre ha pianta cilindrica, avente la base originale con beccatelli e merlature, e la parte superiore ristrutturata perché adibita ad abitazione.
- Torre Sinello, i cui resti sono siti nell'omonima località presso la Riserva naturale di Punta Aderci. Il primo impianto è risalente al XVI secolo. La torre, a sezione quadrata, è posta in modo da controllare il porto di Vasto in epoca spagnola. Era in stretto contatto visivo con altre torri poste nelle vicinanze tra cui la torre di Punta Penna e con quella del Sangro nel comune di Torino di Sangro. Le torri abruzzesi sono state terminate nel 1569.[44]
- Torre di Punta Penna: sita in località Punta Penna. Come per la precedente torre, il primo impianto risale al XVI secolo, doveva essere terminata nel 1569 ed era in stretto contatto visivo con le torri limitrofe, ma a differenza di essa, oltre che con la Torre Sinello, era in contatto con la Torre del Trigno, nella zona di San Salvo, controllando l'insenatura che ospita l'attuale porto di Vasto.[45][46]

Bunker II Guerra Mondiale
si trova a Punta Penna
Fornaci
Sono presenti tre fornaci di inizio 1900 , rappresentano l'industria laterizia a Vasto Marina : Spataro Mariani e Bottari, Sansificio, Petrini Storto e Tenaglia.
Faro di Punta Penna
costruito nel 1906 e ricostruito nel 1945 dopo la distruzione durante i bombardamenti della II Guerra Mondiale

### Siti archeologici

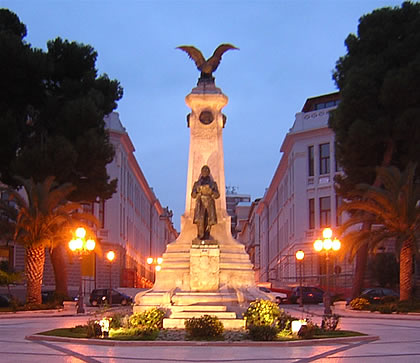
Monumento in onore di Gabriele Rossetti

- La Piazza Rossetti conserva la forma ellissoidale dell'anfiteatro.[50]
- In Via Cavour sono presenti i ruderi delle cisterne di Santa Chiara realizzate in opus signinum.[50]
- In Via Adriatica vi sono le terme risalenti al II secolo d.C. suddiviso in tre livelli.[50][51]
- Presso l'ospedale si trovano alcuni resti murari di un edificio della fine della prima metà del II secolo d.C.[50]
- In Via V. Lancetti vi sono delle Piccole Cisterne.[50]
- Presso Via S. e F. Ciccarone vi è un rudere archeologico denominato cappella della Madonna del Soccorso. Da questo luogo proviene la lastra funeraria di Caius Hosidius Veteranus ora posta nel museo archeologico di Vasto.[52]
- In Via Antonio Bosco 16 vi è un tempietto romano.[53]
- Parco Archeologico sommerso di Vasto Marina[54]

### Piazze e vie principali

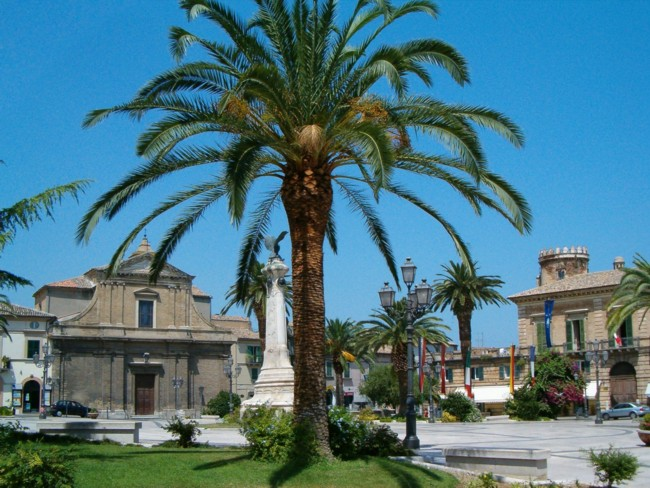
Piazza Rossetti

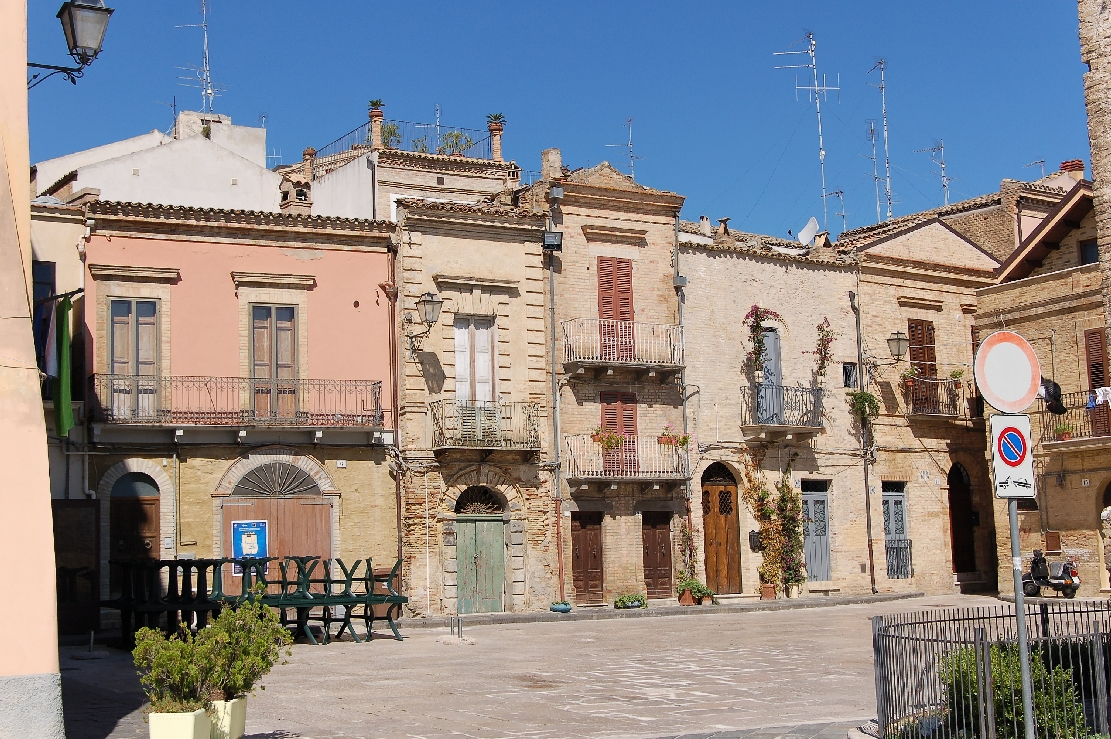
Case settecentesche sulla via Adriatica

- Piazza "Gabriele Rossetti": l'area dell'antico anfiteatro romano di Histonium, è stata realizzata nel 1924 circa, poiché prima era solo uno slargo sterrato per il mercato. Ha l'aspetto semi-ellittico, ricalcando le forme dell'anfiteatro, con al centro il monumento al poeta Rossetti, circondato da quattro grandi palme. Presso la piazza si affacciano le casette del quartiere Santa Maria Maggiore, il Palazzo Palmieri, la chiesa di San Francesco di Paola, e l'accesso, a sud, al Corso Italia.
- Piazza Lucio Valerio Pudente: piazzetta dedicata al poeta di Histonium che vinse la corona d'alloro in un certame a Roma. Vi si affacciano il Palazzo d'Avalos, il Palazzo Mayo e il fianco del Duomo di San Giuseppe.
- Piazza Barbacani: si trova la Fontana Grande settecentesca, spostata da Piazza Pudente, e vi si affacciano il Castello Caldoresco e il moderno palazzo comunale.
- Corso De Parma: antica via Corsea, è lo spartiacque tra gli antichi rioni Guasto Gisone e Guasto d'Aymone. Rimesso a nuovo nel primo '900, con la costruzione di antichi palazzi liberty, vi si trovano il Palazzo Ritucci Chinni, il Palazzo Fanghella, e la Cattedrale.
- Corso Italia: edificato negli anni '30, è il primo nuovo struscio cittadino, con affaccio su Piazza Rossetti e sulla piazzetta prospiciente l'ingresso alla villa comunale. I principali palazzi sono il Politeama Ruzzi, il Palazzo De Sanctis, il Palazzo Cieri Cavallone, il Palazzo Martella.
- Loggia Amblingh: prende il nome dal segretario del Palazzo d'Avalos Guglielmo Amblingh, ed è la passeggiata panoramica del rione Santa Maria Maggiore, che comprende il tratto delle mura con case-torri, tra cui la Casa Rossetti, la discesa a Fonte Jovine, la cappella della Madonna della Catena, e l'ingresso al quartiere da Porta Santa Maria. La loggia è spezzata dal muro di contenimento del giardino di Palazzo d'Avalos, che costringe a risalire verso Piazza Pudente, mentre all'altra estremità si risale a Piazza Cavour.
- Corso Garibaldi: via realizzata nel primo '900, che costeggia la Piazza Rossetti, il Castello e varie case del tardo Ottocento e inizio Novecento, costruite fuori dal perimetro murario. Attraverso una rotatoria confluisce con il Corso Mazzini.
- Corso Plebiscito: cardo estremo dell'antico perimetro murario del Guasto d'Aimone, che termina presso Torre Santo Spirito, iniziando dalla chiesa del Carmine. I palazzi storici che vi si trovano sono ad esempio il Palazzo Ciccarone e il Palazzo Nibio Cardone, insieme al Teatro Rossetti, oltre a Torre Diomede e Torre Santo Spirito, reperti dell'antica cinta muraria.
- Corso Dante Alighieri: principale decumano dell'antica città, taglia orizzontalmente il quartiere fino all'affaccio sul mare: vi si trovano la chiesa di San Teodoro (via San Francesco), la chiesa di Santa Filomena e quella dell'Annunziata (via Anelli), e il Palazzo Genova Rulli.
- Corso Palizzi: principale cardo dell'antica città, ha accesso da Porta Nuova e i monumenti che vi si incontrano sono vari palazzi settecenteschi, incluse le chiese dell'Annunziata e di Santa Filomena.
- Via Adriatica - Muro delle Lame: è stata realizzata nel 1960 circa dopo la grave frana del 1956. Oltre a case medievali e settecentesche ancora ben conservate, si trova la facciata dell'antica chiesa di San Pietro, il belvedere, e la chiesa di Sant'Antonio di Padova, con il complesso delle terme romane.

### Monumenti commemorativi
- "Monumento a Gabriele Rossetti", sito nell'omonima piazza del centro storico, opera di Filippo Cifariello
- "Monumento all'emigrante", sito in piazza Belvedere Romani, opera dello scultore ortonese Aldo d'Adamo (di cui esiste un monumento gemello a Perth inaugurata il 13 gennaio 2008)

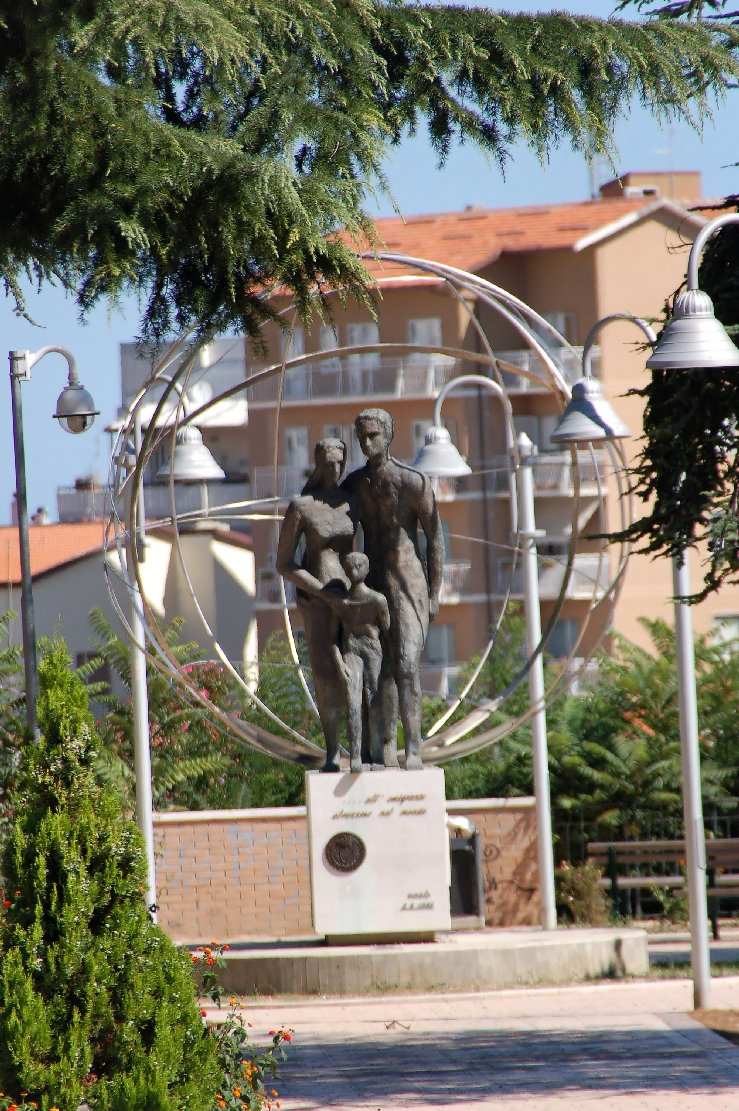
Monumento all'Emigrante

- "Monumento alla Bagnante" (detto anche Sirenetta), collocato su una scogliera all'estremo nord di Vasto Marina, opera di Aldo d'Adamo
- "Monumento ai caduti vastesi della prima e seconda guerra mondiale", sito inizialmente in Piazza Pudente ed attualmente in Piazza Caprioli.
- "Monumento ai caduti del mare", sito in Via Adriatica.
- "Croce di Montevecchio", sita sulla cima dell'omonimo colle di Vasto Marina, installata in legno nel 1933 (19º centenario della morte di Cristo) dai Frati Cappuccini, per poi essere ristrutturata in metallo e inaugurata negli anni 1990
- "Monumento ai Carabinieri", sito in Via Alborato, fatto con pietra della Maiella in onore del bicentenario dell'Arma (2014), opera di Giuseppe Colangelo, alla cui inaugurazione ha partecipato Pietro Grasso.
- Monumento a Giuseppe Spataro[55]
- Piramide del Parco Moscato[56]
- Belvedere "Loggia di Amblingh"[57], con annessa cappella Madonna della Catena[58]

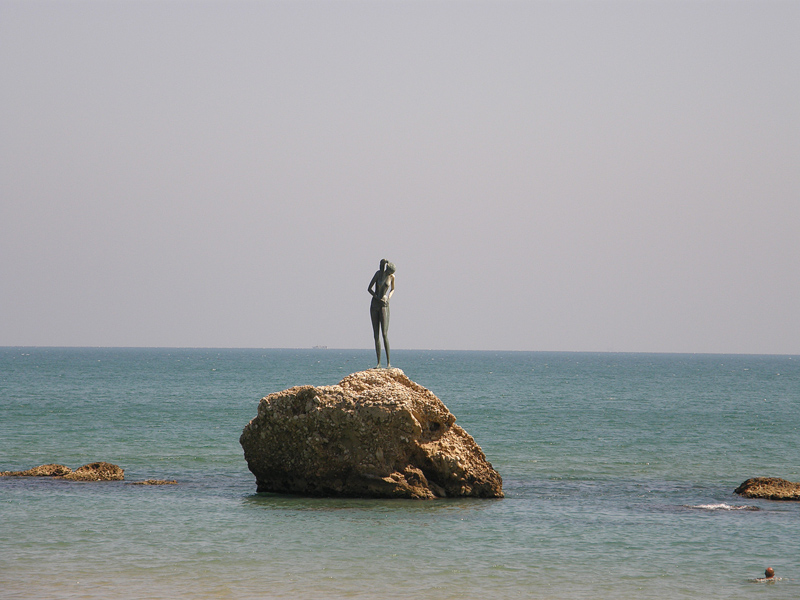
Monumento alla Bagnante

#### Fontane

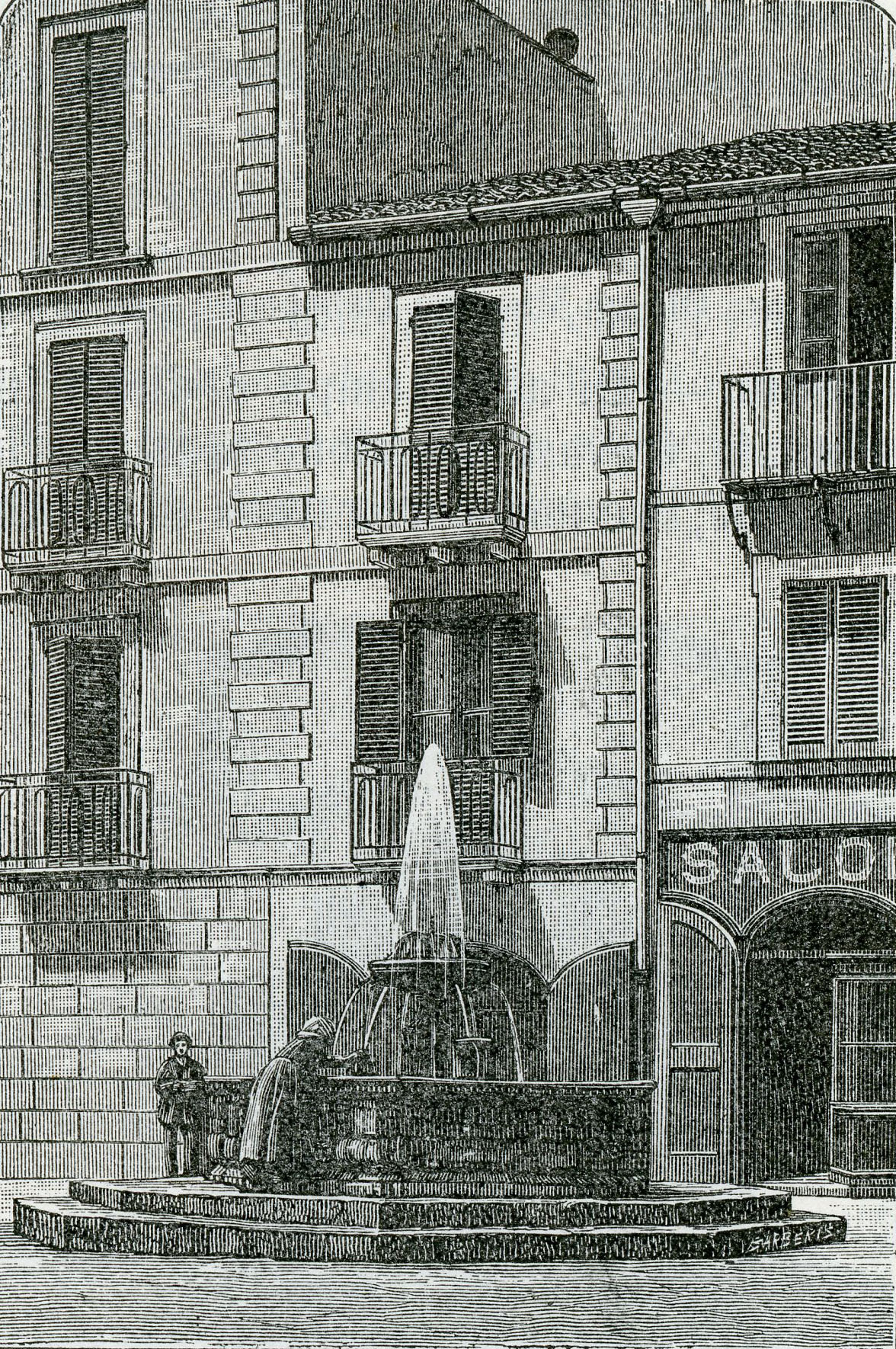
Fontana di Piazza Barbacani

- Fonte della Piazza: edificata nel 1629 su commissione della famiglia d'Avalos. e sita in Piazza Barbacani (originariamente in Piazza Grande, attuale Piazza L.V. Pudente, da dove fu trasferita nel 1927). Nel 1839 fu arricchita da un cancello artistico di Nicola Maria Pietrocola ora non più esistente. La fontana consta di una vasca ottagonale realizzata in pietra. Su quattro lati sono inseriti dei mascheroni sempre in pietra. Dei cannelli consentono la fuoriuscita dell'acqua mediante uno stelo decorato con delle sbaccellature e sormontato da una coppa. L'accesso alla fontana è consentito mediante due gradoni.[59]
- Fonte Nuova: sita in Via di Porta Palazzo. La fontana fu costruita nel 1814 per canalizzare le acque che sgorgavano presso la cappella della Madonna della Neve. Successivamente fu distrutta dalla frana del 1816. In seguito fu ricostruita nel 1848 mediante ordinanza dell'allora sindaco Pietro Muzii. Il progetto è di Nicola Maria Pietrocola. La fonte è anche detta "Tambelli". È stata recentemente ripulita dalla vegetazione che la ricopriva. Al centro è sito un arco a tutto sesto con delle lesene ai lati. Sopra l'arco della volta è posto un mascherone in pietra. Entro un cancello vi è un ninfeo da cui, mediante un cannello, esce l'acqua che si riversa in una vasca in pietra adibita ad acquario.[60]

### Monumenti scomparsi
- Monastero di Santo Spirito: a Vasto i Padri Celestini erano presenti nella chiesa già dal 1362, come risulta da un documento del notaro Mascio, i quali possedevano la chiesetta di San Biagio di Castiglione, donata loro nel 1233, ricevendo alcuni privilegi nel 1544. La chiesetta venne trasformata in convento, con annessa Torre di Santo Spirito, ancora oggi esistente. Devastato dalla scorreria dei turchi del 1566, il monastero fu ricostruito nel 1573 con un altare speciale dedicato a San Biagio, quando era priore Placido da Manfredonia, confermato in tale carica dall'Università del Vasto. Nella notte del 14 giugno 1590 un gruppo di banditi, capeggiati da Marco Sciarra, riuscirono a penetrare attraverso la torre e saccheggiarono la città, compreso il convento. Nel XVII secolo il Marchese del Vasto Innico d'Avalos cercò di ripristinare il dirupo presso le sorgenti dell'Angrella, e dove si trovava il convento, i cui confratelli rischiavano il contagio di epidemie.
Dalle descrizioni del convento, esisteva un giardino nel chiostro circondato da mura, che inglobavano l'ospedale di Sant'Antonio, con l'omonima chiesa, di cui si ha notizia sin dal 1387, all'epoca affidata all'Ordine dei Cavalieri di Malta, che possedevano la vicina chiesa di San Giovanni (anch'essa scomparsa attualmente). Nel 1644 si ha notizia della presenza della reliquia del braccio di San Biagio, nel 1742 il Marchese del Vasto possedeva alcune stanze del convento, soppresso nel 1807 con le leggi napoleoniche. Il Collegio dei Sarti del Vasto si incaricò di farvi svolgere le funzioni in onore di San Bonomo, venerato nel monastero, e amministrare le rendite, molto cospicue, come testimonia un atto del 1695 che parla di 72 ducati annui e 43 grani.
Con il trattato di Vienna del 1815, l'Ordine di Malta fu sciolto, e così la chiesa, già cadente, fu acquistata dalla famiglia De Pompeis per costruirvi un palazzo. La municipalità vastese però volle l'edificazione di un teatro pubblico, ricavandolo dalla porzione del chiostro sconsacrato, intitolando al sovrano Ferdinando II. I lavori iniziarono nel 1818 e terminarono l'anno successivo, benché il teatro fosse incompiuto, completato definitivamente nel 1832 in occasione della visita del Re delle Due Sicilie

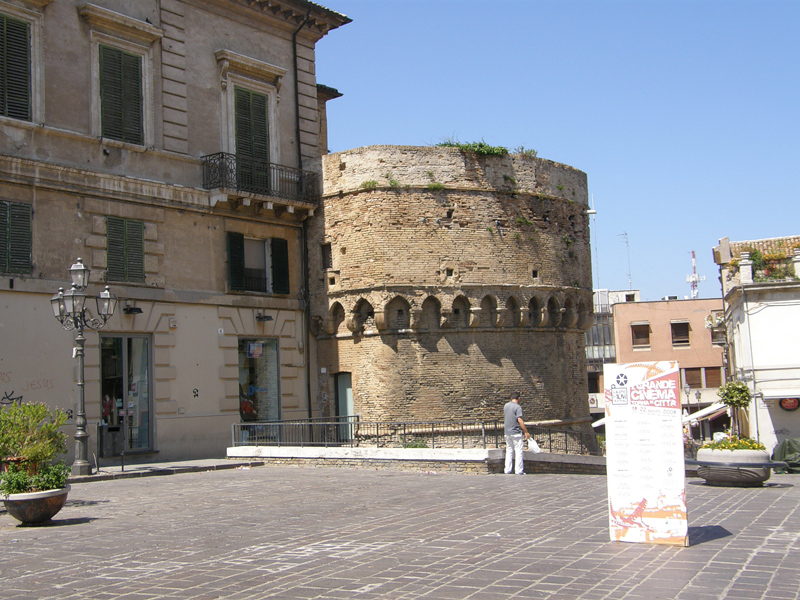
Piazza Diomede: bastione del Castello Caldoresco

- Chiesa di San Giovanni dei Cavalieri di Malta: si ha notizia della chiesa di San Giovanni Gerosolimitano sin dal 1300, di cui si fa menzione anche in un documento del notaio Mascio Di Cola di San Giovanni Teatino nel 1362. La chiesa apparteneva all'Ordine dei Templari di Malta, che vi fondarono anche un ospedale, per privilegio concesso da Carlo III d'Angiò nel 1304. La chiesa si trovava nel quartiere di Porta Nuova, come descritto in cataloghi del 1695 e del 1749. Nel 1605 la chiesa era ancora posseduta dai Templari, e vi prestava servizio la Congrega di San Bonomo. Nel 1695 la chiesa si era ridotta a una sola navata, conservando di interesse solo un quadro della "Vergine col Bambino tra Sant'Anna, San Giovanni Battista, San Bonomo e San Leonardo". Nel 1815 fu abolito l'Ordine, e così la chiesa cadde in abbandono, passando al regio demanio. Con atto del notaio Vincenzo Marchesani del 19 giugno 1833, la chiesa quasi completamente crollata, venne acquistata dalla famiglia De Pompeis che la ridusse a magazzino, fino alla successiva demolizione. Si trovava nell'antica strada di San Giovanni, tra la chiesa del Carmine e il prospiciente Corso Dante.
- Monastero di Santa Chiara: si trovava nell'attuale piazza omonima, dove c'è il mercato coperto. Nel 1585 l'Università del Vasto inviò al viceré di Napoli un'istanza affinché si costruisse un monastero per le Clarisse, e vennero stanziati inizialmente 500 ducati per la costruzione della chiesa. Inizialmente la chiesa venne dedicata al Corpus Domini, e poi a Santa Chiara d'Assisi, il 30 settembre 1609 vennero dall'Aquila tre suore del Monastero delle Clarisse fuori le mura, ossia suor Feliciana Barone la badessa, suor Arcangela Antonelli la vicaria e suor ADaria Valverde la maestra delle novizie. Le prime novizie del monastero furono 9, con solenne cerimonia di vestizione davanti al Marchese del Vasto, con il confessore don Giovanni Battista Moschetta. Nel 1627 si costruì la loggetta per il parlatoio, nel 1653 il Marchese d'Avalos donò al monastero le reliquie di San Candido e nel 1655 venne eretto l'altare del Rosario. Nel periodo di massimo splendore, nel 1771, il monastero aveva 24 monache, nel 1824 si rischiò la chiusura per la scarsa vocazione, quando c'erano solo 3 monache. Nel 1838 si registrò la presenza di 22 monache nel Coro, 3 converse, 13 educande e 3 servienti. Il 2 agosto 1859, fino al 1863, fu confessore delle Clarisse Padre Raffaele da Larino, dimorante nel convento di Sant'Onofrio. Nel 1917 il monastero venne definitivamente chiuso per lo scarso numero di suore, nel 1933 venne demolita definitivamente la chiesa, e più avanti negli anni vi fu costruito il mercato coperto. I sotterranei sono ancora accessibili, dove si trovano delle grandi cisterne per l'acqua, usate sin dai tempi dei Romani.
- Palazzo Marchesani a Muro delle Lame: da non confondere con l'omonimo in via Santa Maria, è stato edificato nel Settecento, di proprietà della ricca famiglia vastese dei Marchesani. Il palazzo aveva pianta rettangolare, sviluppata in tre livelli, con cornici marcapiani e paraste chiare, in contrasto col colore scuro della facciata. Crollò con la frana dell'agosto 1956.

### Aree naturali

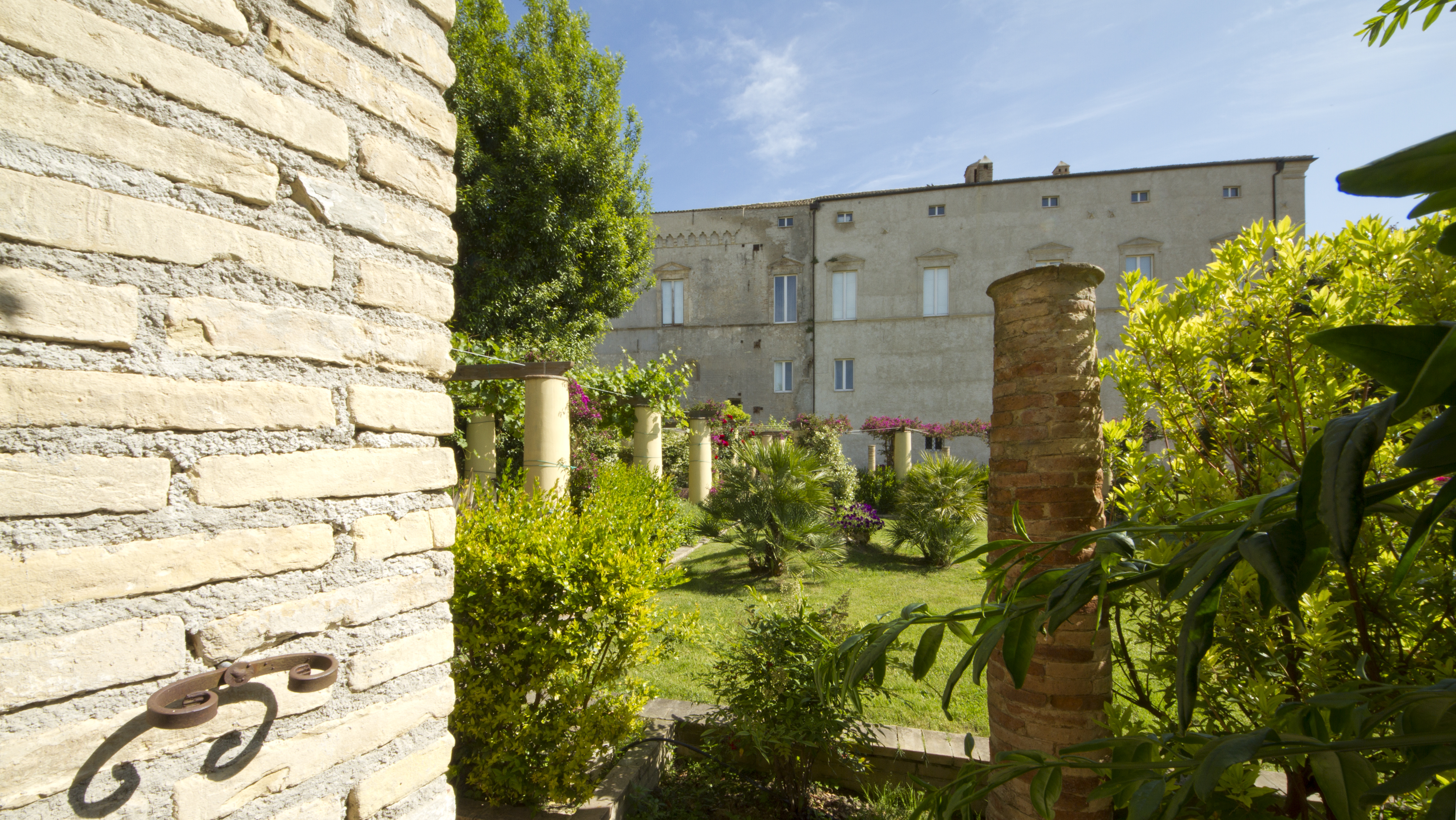
Il giardino napoletano

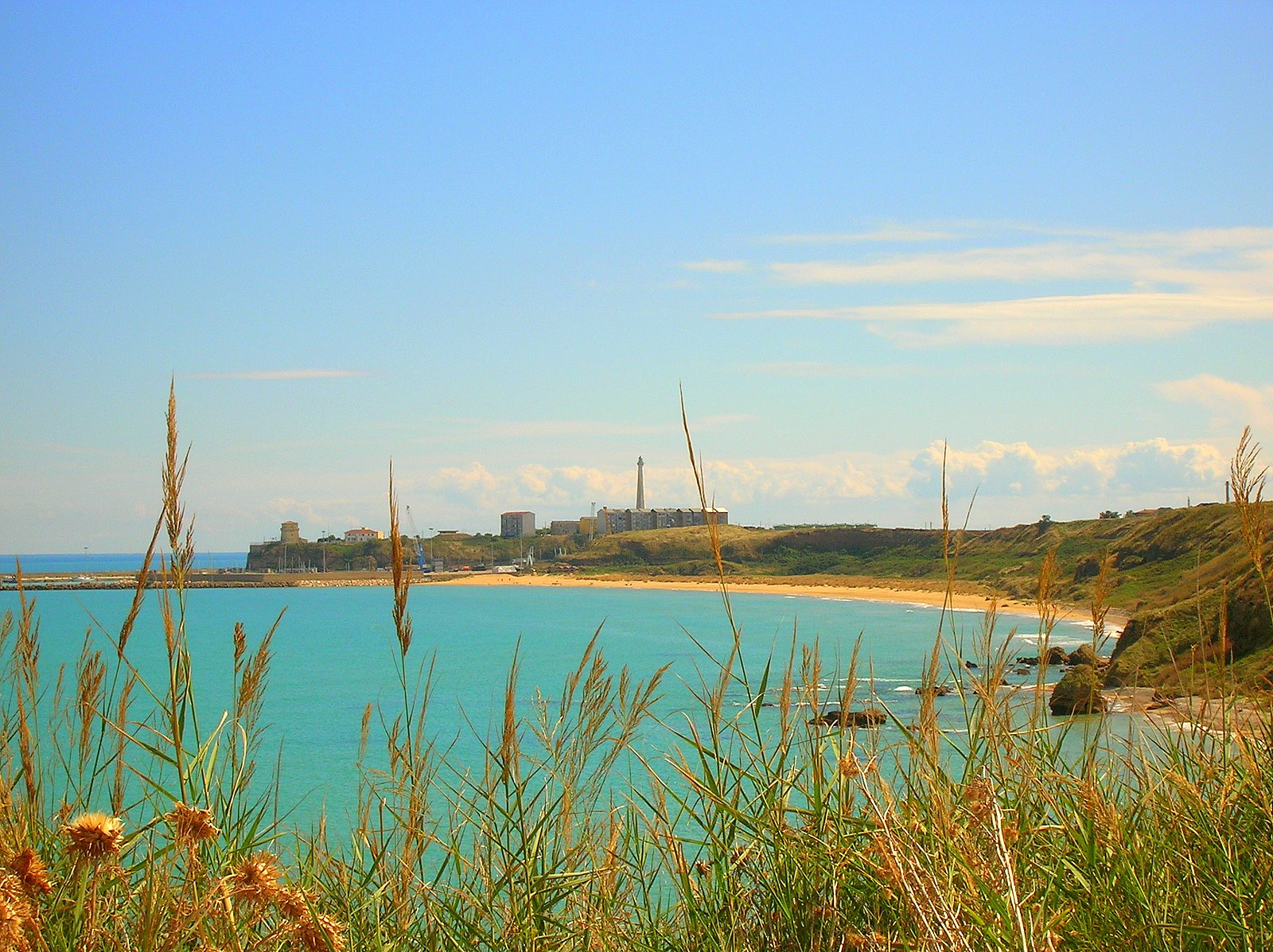
Il porto di Punta Penna visto da Punta Aderci

- Villa comunale: è stata creata negli anni '30 nella zona di Piano Aragona, come sbocco ultimo del Corso Italia, sull'estremità finale rispetto a Piazza Rossetti. La villa è una delle più grandi d'Abruzzo, realizzata intorno al Viale delle Rimembranze per celebrare i caduti della Grande Guerra, e si divide in un parco con laghetto e una torretta del 1932, che simboleggia lo stemma civico, e una zona verde usata per lo svago dei ragazzi.
- Villetta: piccolo parco pubblico situato lungo via Santa Caterina da Siena.
- Giardino Napoletano di Palazzo d'Avalos: si trova a fianco al palazzo, rivolto verso il mare, riportato all'antico splendore che gli ha restituito l'originale impianto settecentesco. Tra siepi di bosso e cespugli di rose, è possibile percorre il giardino a forma di croce e i vialetti ortogonali, coperti da un pergolato, sino aggiungere alla terrazza panoramica. L'organizzazione a croce è una soluzione molto frequente nei chiostri dei giardini alla napoletana dell'età barocca, come quello del chiostro di Santa Chiara a Napoli; al centro dove ancora si trova il pozzo fra quattro sedili ricoperti di maioliche, sorgeva un padiglione sorretto da colonne, oltre a due fontane ornamentali con giochi d'acqua. In origine esisteva anche un ninfeo, nel piccolo ambiente che si apre sulla destra, coperto a volta, con due piccole nicchie laterali in origine rivestite in conchiglie.
- Parco "Giuseppe Spataro": villetta situata nella zona nuova, in Largo Alcide De Gasperi.
- Riserva naturale guidata Punta Aderci: è stata istituita con L.R.N. 9 del 20 febbraio 1998: è la prima riserva marina dell'Abruzzo, nata dall'idea di conciliare l'aspetto naturalistico dell'area naturale con quello turistico, relativo alla fruibilità delle spiagge. La riserva ha un'estensione di circa 285 ettari, e va dalla spiaggia di Punta Penna, attigua al porto vastese, alla foce del fiume Sinello presso Casalbordino Lido. Nel 2000 il comune di Vasto ha adottato il Piano di Assetto Naturalistico della riserva, elaborato dalla Cooperativa COGECSTRE di Penne, approvato in via definitiva dal Consiglio Regionale nel 2007.
La lunga spiaggia di sabbia di Punta Penna termina con la spiaggia di sassi dei Libertini, sottostante la falesia del promontorio di Punta Aderci. La spiaggia Libertini è accessibile sia da Punta Penna che, attraverso un sentiero di 80 gradini, da Punta Aderci. Dalla spiaggia si prosegue per la spiaggetta a ciottoli di Mottagrossa, fino alla foce del Sinello a ovest. Le più note spiagge della zona sono la spiaggia di Casarza, la Canale, San Nicola e Vignola, dove sono visibili anche parte dei molti trabocchi presenti a Vasto (alcuni dei quali sono tuttora ristoranti).
- Riserva naturale Marina di Vasto: si trova nella zona a mare del centro, riconosciuto Sito di Interesse Comunitario, e confina con San Salvo. Contiene circa 60 ettari di costa, parallelo alla strada statale Adriatica, terminando con il Giardino Botanico Mediterraneo di San Salvo. Percorrendo la pista ciclopedonale, compreso tra il lungomare Duca degli Abruzzi e la marina di San Salvo, è possibile apprezzare uno degli ambienti dunali meglio conservati della costa adriatica, con la tipica successione vegetazionale che dalle piante più esposte alla salsedine marina, quali la cakile marittima (ruchetta di mare), sfuma nei contorni consolidati da Elytrigia juncea (agropiro) e Ammophila littoralis. Sentieri attrezzati percorrono i vari settori dell'area protetta, composta anche da praterie umide, dove nidifica il fratino.
- Costa dei Trabocchi[61]

## Società

### Evoluzione demografica
Abitanti censiti

### Etnie e minoranze straniere
Al 31 dicembre 2023 la popolazione straniera era di 2.601 persone, pari al 6,52% della popolazione.

### Tradizioni e folclore

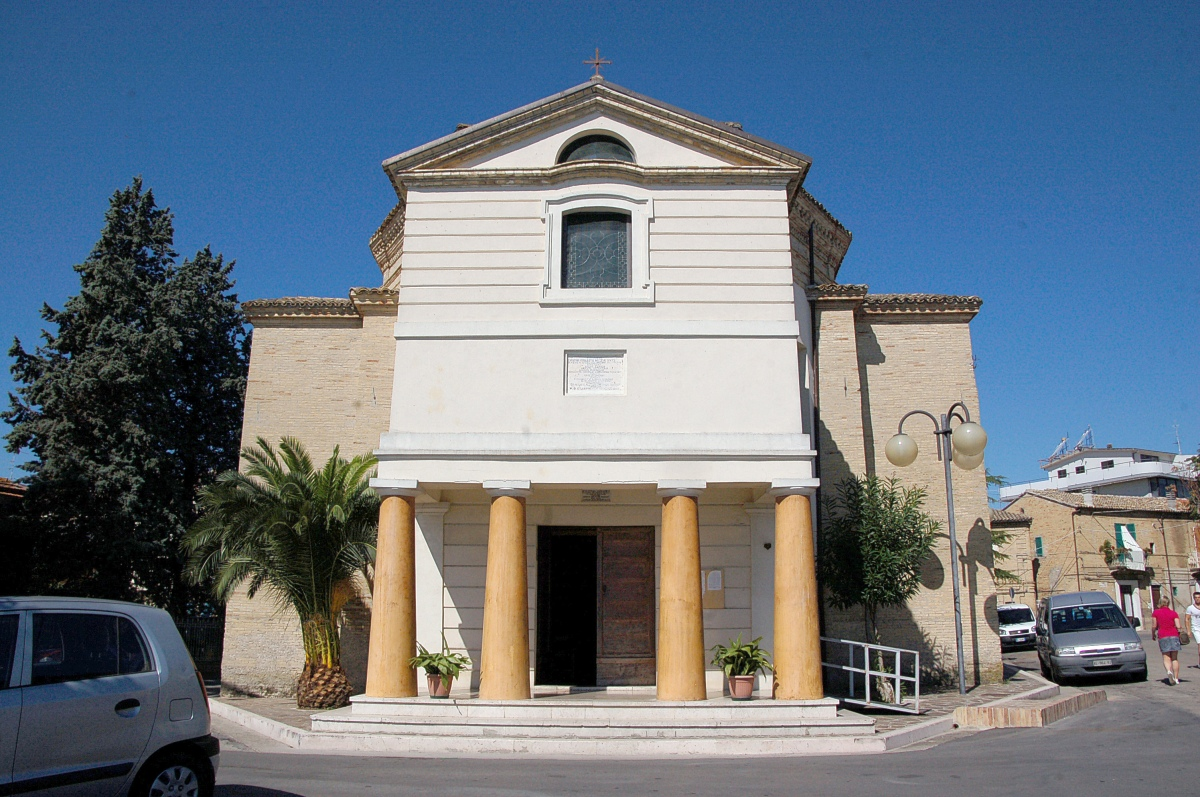
La chiesa dedicata a San Michele, patrono di Vasto

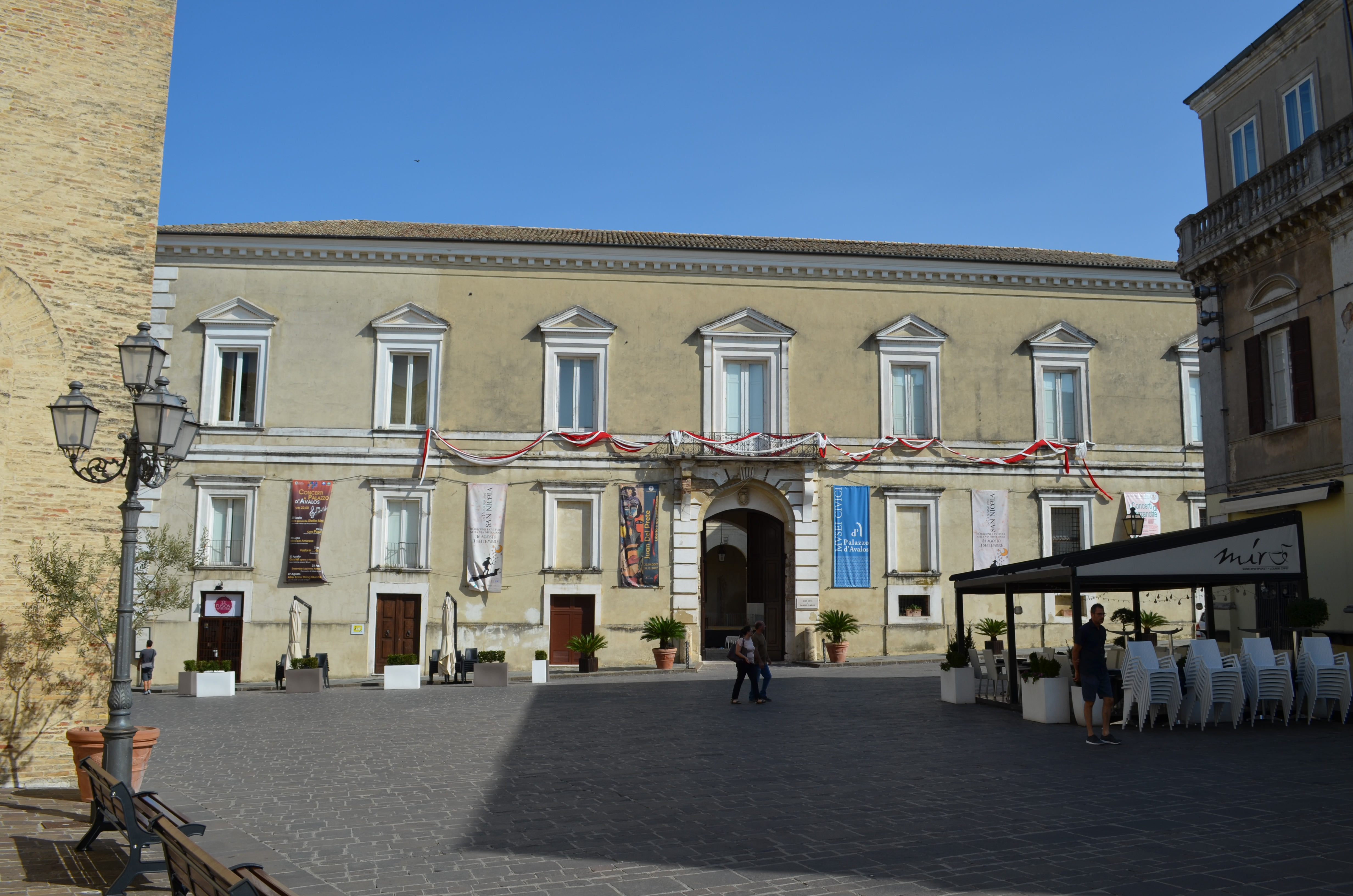
Facciata del Palazzo d'Avalos, in Piazza Pudente dove si celebra la cerimonia del Toson d'Oro

- Festa patronale di San Michele Arcangelo (29 settembre): protettore di Vasto sin dal XVII secolo, lo divenne ufficialmente nel 1837 quando delle preghiere al santo stornarono il flagello del tifo e di febbri malariche provenienti dalla costa molisana. Il calendario liturgico prevede le messe nel santuario situato dopo la villa comunale, con processione per il centro storico, mentre il calendario civile negli ultimi anni si è arricchito con concerti e spettacoli.
- Festa della Sacra Spina: si celebra il Venerdì santo presso la chiesa di Santa Maria Maggiore. La processione parte dalla chiesa, dove è custodita la reliquia, con i partecipanti che a piedi nudi percorrono le vie del centro storico.
- Festa di Stella Maris: processione molto suggestiva, nelle quali le statue della Madonna della Marina e di San Nicola sono portate nelle barche, rispettivamente al porto di Punta Penna, e da quello dell'antica Meta fino a Vasto Marina. I fedeli, seguendo il percorso via terra, cantano inni sacri.
- Cerimonia del Toson d'Oro:

La rievocazione storica fa rivivere gli splendori ed i fasti che furono di Casa d'Avalos, feudatari del Vasto, e si proietta idealmente all'epoca in cui la residenza dei principi divenne centro di attrazione per l'Italia e l'Europa, perché vi convennero principi, nobili ed alti prelati.
La storia racconta, che con Dispaccio dell'Imperatore Carlo VI d'Asburgo, Don Cesare Michelangelo d'Avalos, Marchese del Vasto, venne incaricato di conferire il collare del Toson d'Oro al Connestabile del Regno, il Principe romano Fabrizio Colonna, come riconoscimento per i servigi che la famiglia romana rese alla Corte di Napoli e validissimo elemento per la diffusione del Cattolicesimo in Europa (visti i legami di parentela che intercorrevano tra lo zio cardinale Carlo Colonna e il nipote Fabrizio).
"Il principe Colonna giunse a Vasto con un corteo di 186 cavalli riccamente bardati. All'arrivo fu accolto dagli spari e salve dei 57 pezzi di artiglieria del castello, dalle campane suonate a festa e da scoppi di mortaretti. La mattina seguente la cerimonia di consegna si svolse a palazzo D'Avalos: il principe inginocchiato giurò fedeltà all'imperatore e ricevette dal marchese le insegne. La cerimonia fu seguita dal canto di un Te Deum e da spari a salve delle artiglierie del castello e dei fucili e dal festosi scampanii. Dalle finestre del palazzo vennero gettati al popolo vari generi commestibili e dalla fontana davanti alla chiesa di San Giuseppe, venne fatto uscire vino bianco e rosso. Seguirono giochi e fuochi d'artificio e musica, mentre alla finestre del palazzo ardevano torce".
Sotto lo sguardo attento del Maestro di Cerimonia, il marchese Giovan Battista Castiglioni (nominato Segretario Regio) avviene la solenne cerimonia del Rito secondo un antico cerimoniale.
La cerimonia si tenne il 24 ottobre 1723 e i festeggiamenti si protrassero fino al 2 novembre. Ogni estate nel centro storico della cittadina abruzzese si svolge la rievocazione storica dell'evento: vi partecipano circa 250 figuranti che indossano costumi appositamente confezionati in base alla moda del XVIII secolo, interpretando principi, dame di corte, nobili e prelati, cavallerizzi e popolani, convenuti a piedi o su carrozze trainate da cavalli, in corteo, lungo le strade della città imbandierata con i simboli delle casate dei D'Avalos e dei Colonna.

## Cultura

### Istruzione

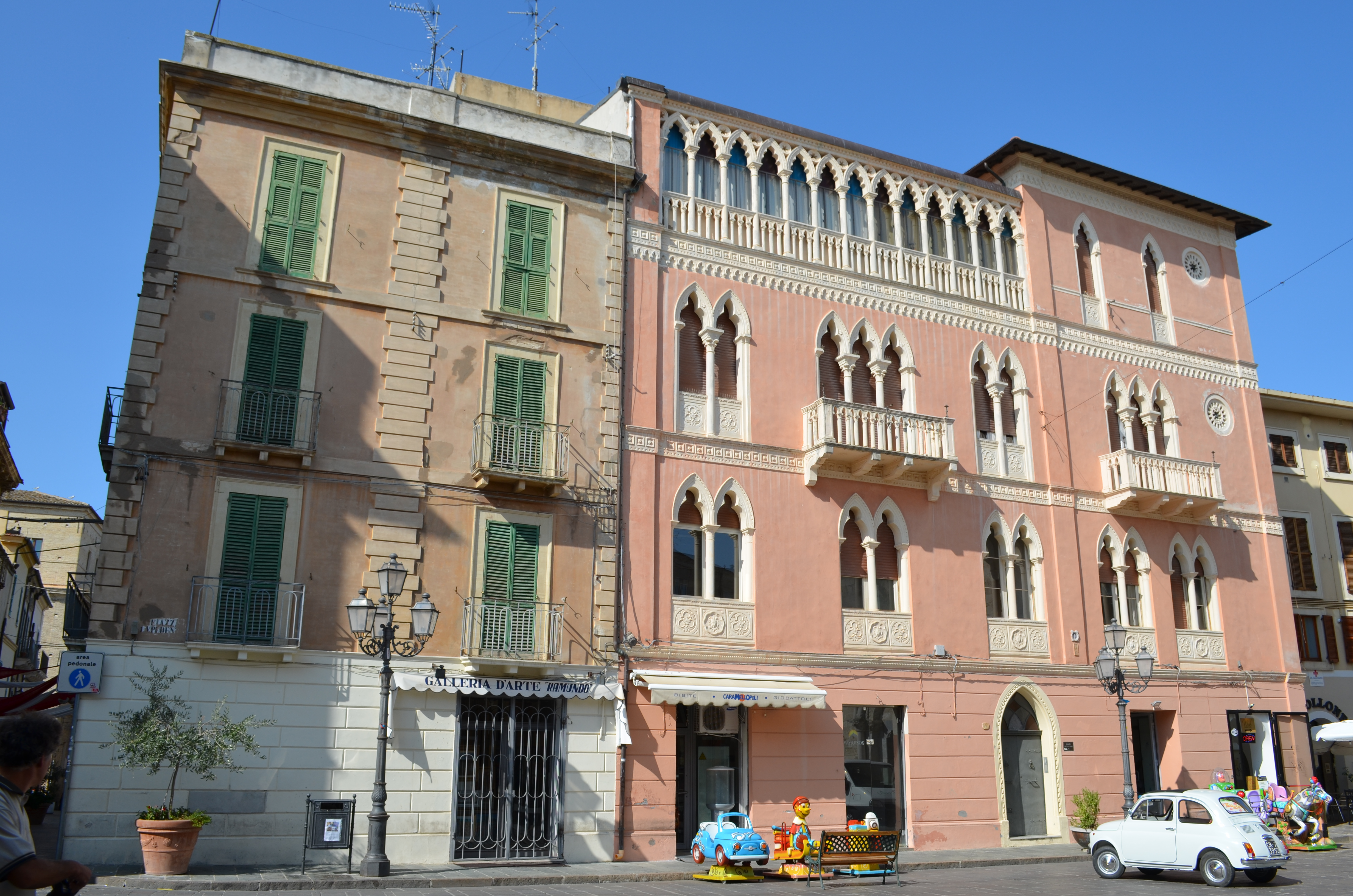
La Biblioteca "Raffaele Mattioli", situata nel Palazzo Ritucci Chinni

#### Scuole secondarie di secondo grado
- Istituto d'Istruzione Superiore "Pantini - Pudente" (Liceo Artistico, Liceo Classico, Liceo Linguistico e Liceo delle Scienze Umane);
- Liceo "Raffaele Mattioli" (Liceo Scientifico, Liceo delle Scienze Applicate e Liceo Musicale);
- Istituto d'Istruzione Superiore "Enrico Mattei" (Istituto Tecnico Industriale, Liceo Scientifico delle Scienze Applicate e Liceo Scientifico matematico);
- Istituto Tecnico Commerciale, Geometri e Turistico "Filippo Palizzi".

#### Università
- Corso di Laurea in Infermieristica dell'Università di Chieti "Gabriele d'Annunzio";
- Università delle tre età;[64]
- Corso di traduzione e interpretariato dell'Università di Chieti (dal 1997 al 2000).[65]

#### Biblioteche

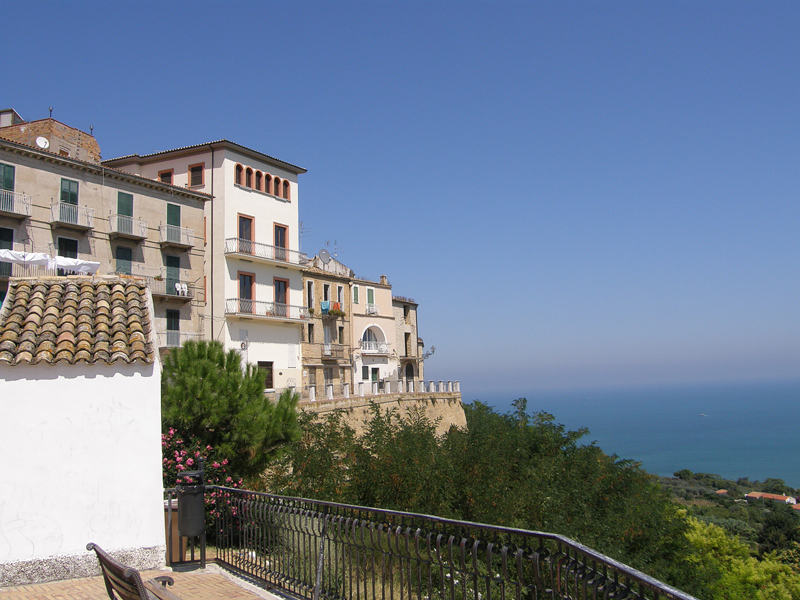
Biblioteca civica Gabriele Rossetti (edificio bianco centrale), casa natale del letterato e sede del Centro Studi Rossettiani

- Biblioteca civica Gabriele Rossetti: sita nella Loggia Amblingh. Fu istituita con la delibera comunale del 29 maggio 1865. Tra il 1865 e il 1871 fu allestita nel Palazzo Betti, in via Anelli, in alcuni locali affidati in comodato d'uso gratuito da Filippo Betti. I primi libri, circa 200, sono stati donati da Federico Bucci e dagli eredi dell'ex sindaco Pietro Muzii. Tuttavia la maggiore donazione fu del convento di Sant'Onofrio, in seguito all'abolizione del convento, del 1899 con circa 800 libri. Nel 1883 il figlio William Michael Rossetti donò il Fondo Rossetti consistente in opere e lettere mentre il pittore Filippo Palizzi donò dei materiali autografi suoi e dei suoi fratelli ed il poeta Romualdo Pantini donò degli scritti concernenti la sua produzione artistica e letteraria, nonché parte del suo epistolario con Giovanni Pascoli. Dopo la prima guerra mondiale la biblioteca fu spostata, in seguito all'acquisizione di un comitato, nella casa natale di Gabriele Rossetti la quale, quest'ultima, nel 1924 venne dichiarata monumento nazionale. In seguito, nel 1929 il palazzo fu donato al comune. In una clausola della donazione si esprimeva che doveva essere costituito un Museo G. Rossetti che, attualmente, non è stato istituito. Del periodo originario del palazzo di G. Rossetti, di cui l'impianto originario è del XV secolo non rimane nulla. Nel 1960 si tenne nella biblioteca una mostra del centenario dell'Unità d'Italia di cui i maggiori cimeli esposti sono: un tricolore, delle insegne del battaglione Vasto durante la guerra d'indipendenza del 1860, documenti e fotografie di caduti, spade, sciabole, pistole, medaglie, un ritratto di Giuseppe Garibaldi realizzato da Filippo Palizzi e una statua in gesso di Gabriele Rossetti. Nel 1998 parte della biblioteca fu spostata nella casa di Raffaele Mattioli. Nella casa Rossetti è custodito il Fondo Rossetti costituito da circa 22 000 volumi, 22 manoscritti (volumi patrii) ed il Lascito Spataro composto da 68 pubblicazioni del XVIII secolo. Nel primo e nel secondo piano di casa Rossetti sono custoditi i faldoni dell'Archivio Storico Comunale con dei documenti che arrivano fino al 1945.[66]
- Biblioteca civica Palazzo Mattioli: sita in Corso De Parma. La biblioteca originale fu istituita mediante delibera comunale del 29 maggio 1856, indi, dopo essere stata trasferita a Casa Rossetti nel dopoguerra, fu spostata in parte in Palazzo Mattioli. Il palazzo presenta delle infiltrazioni di acqua piovana per via della presenza di guano di avifauna nei pluviali e nel cortile. Nel 1988 i figli del banchiere ed umanista Raffaele Mattioli donarono al comune il palazzo del loro genitore insieme a 3 800 volumi appartenuti al Mattioli stesso. Il palazzo sorge nell'ex "Corsea degli scarpari". La facciata è neo-rinascimentale. Attualmente, dopo la donazione dell'altra biblioteca comunale, questa biblioteca supera le 30 000 unità, più un centinaio di stampe e cinquecento spartiti musicali. Recentemente è stato donato alla biblioteca il Fondo Molino composto da 600 volumi oltre a mille opere non ancora inventariate.[67]
- Biblioteca del convento dei frati Cappuccini[68]
- Biblioteca Ad Astra del polo liceale Raffaele Mattioli[69]

#### Musei
È presente il museo delle scuderie di Palazzo Aragona. Oltre al Museo civico archeologico e alla Pinacoteca comunale, ospitati nel Palazzo d'Avalos, sono presente il Museo del costume antico e la Galleria di arte contemporanea Mediterranea. Fanno parte del complesso "Musei Civici", che contengono anche la sezione archeologica di Histonium.
Museo diffuso del Capodoglio a Punta Penna.

### Arte

#### Letteratura, pittura e musica

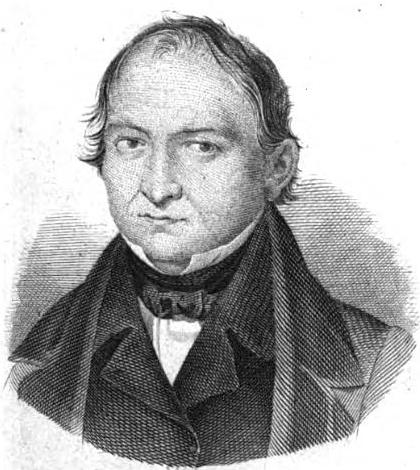
Gabriele Rossetti

Vasto nel XIX secolo, ma anche prima è stata considerata la Atene degli Abruzzi per un'improvvisa fioritura culturale che ha portato la città al risalto nazionale. Al livello letterario ci sono il poeta Gabriele Rossetti, allievo del poeta e incisore Nicola Tiberi, annoverato tra i preromantici, e soprannominato il "Tirteo d'Italia", emigrato in Inghilterra per motivi politici, padre dei famosi William e Dante Gabriel Rossetti, pittore londinese preraffaellita. Poi lo storico Luigi Marchesani, che nel 1838 pubblicò un monumentale volume sulle antichità di Vasto, dalle origini italiche fino al '700. Tra i poeti dialettali si distinse Giuseppe Perrozzi, mentre nel campo della musica si distinsero i madrigalisti del XVI secolo, compositori di musica da camera, come Lupacchino da Vasto e Giovan Battista Petrilli. Nel campo pittorico si distinsero, soprattutto nel periodo risorgimentale, Gabriele Smargiassi e Filippo Palizzi, i quali si specializzarono nel verismo e nel naturalismo, dipingendo paesaggi agricoli abruzzesi e napoletani, ma anche scene d'importanza storica, come gli episodi della battaglia del Volturno, opera di Palizzi, e l'entrata di Garibaldi a Napoli.
Altri pittori, di fama più ristretta, sono stati Filandro Lattanzio, attivo nella metà del Novecento, il quale restaurò alcune chiese della città con i suoi quadri, e Cesare Giuliani, il quale lo stesso lavorò nelle chiese della città, realizzato opere d'arte sacra.

#### Teatro

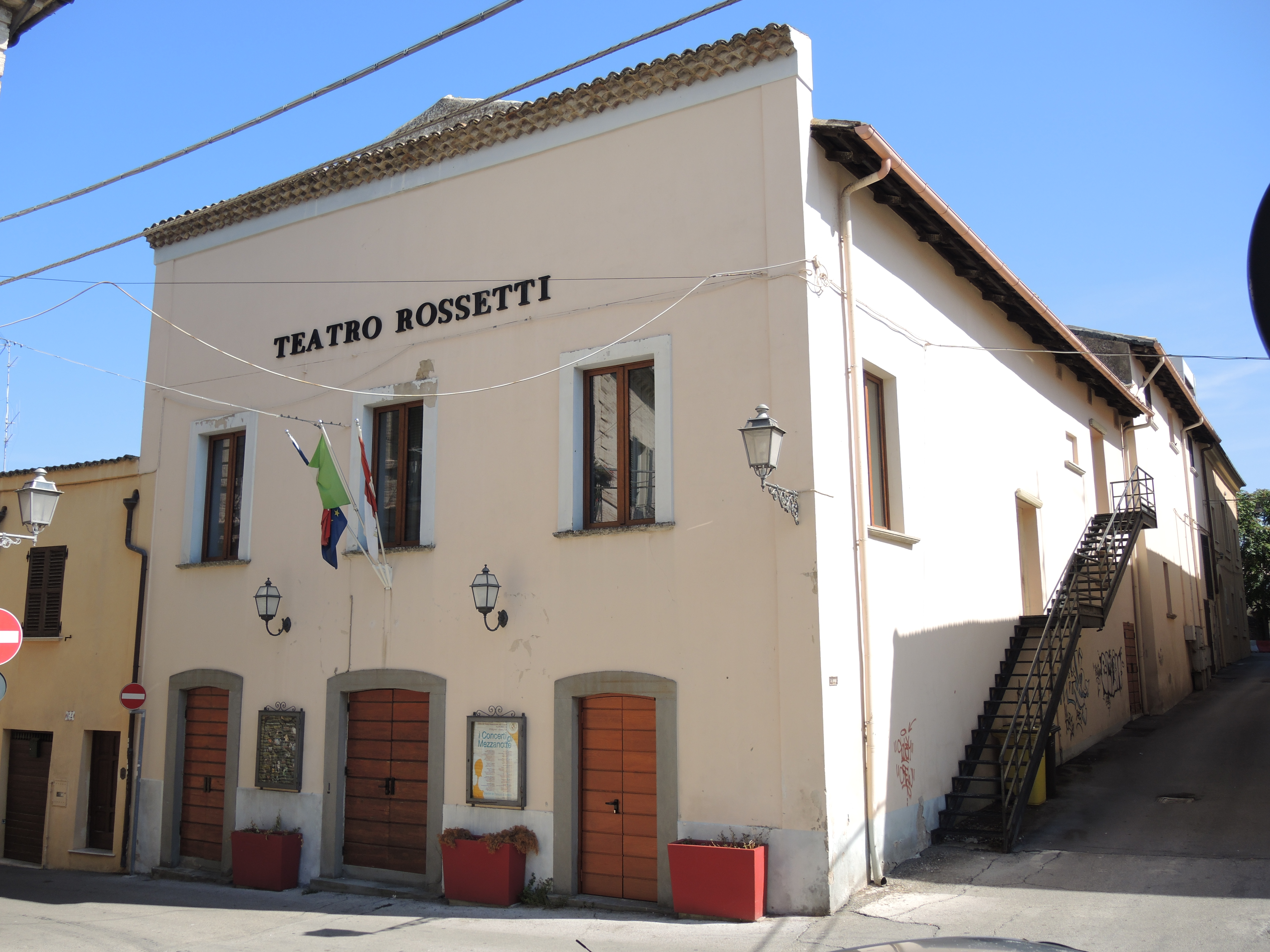
Teatro Rossetti

Il teatro principale di Vasto è il Teatro "Gabriele Rossetti", situato al limite del centro storico, nella zona di Porta Nuova. Il teatro fu edificato nel 1819 sopra il vecchio monastero di Santo Spirito, su progetto di Taddeo Salvini. I lavori, interrotti, vennero ultimato nel 1830, con solenne inaugurazione del teatro il 15 settembre 1832 alla presenza del Re Ferdinando II delle Due Sicilie. Presso il sipario fu raffigurato il poeta romano istoniese Lucio Valerio Pudente, incoronato a Roma con l'alloro. Nel 1841 il Real Teatro Borbonico richiese opere di manutenzione, e l'intervento fu affidato a Nicola Maria Pietrocola, le parti in legno sono frutto dell'abilità del pluripremiato ebanista locale Pasquale Monacelli. Nel settembre 1909 furono definitivamente conclusi i lavori all'edificio (eseguiti dall'ingegnere Filippo Laccetti), che si mostra come un tipico teatro d'opera all'italiana, con la facciata neoclassica.
La principale compagnia teatrale vastese è "U Battellucce", che si occupa di commedia.
Sono inoltre presenti il Teatro Politeama Ruzzi e il Teatro Madonna dell'asilo

#### Cinema
È presente il multisala la Città del Cinema
- Il lungometraggio Il posto dell'anima del 2003 di Riccardo Milani è stato ambientato a Vasto.

### Cucina
- Brodetto alla Vastese: tipico brodetto di varie tipologie di pesce;
- Scapece alla vastese: altro tipico piatto a base di pesce;
- Ventricina del Vastese: salume tipico del territorio;
- Pallotte "Cace e Ove": piatto tipico della cucina abruzzese, che trova la sua declinazione anche nella cucina vastese. Sono a base di formaggio, uova, pane raffermo e prezzemolo, e vengono cotte nel sugo di pomodoro con prezzemolo e cipolla (precedentemente fritte, secondo alcune ricette).
- Fiadone di origini Romane

## Geografia antropica

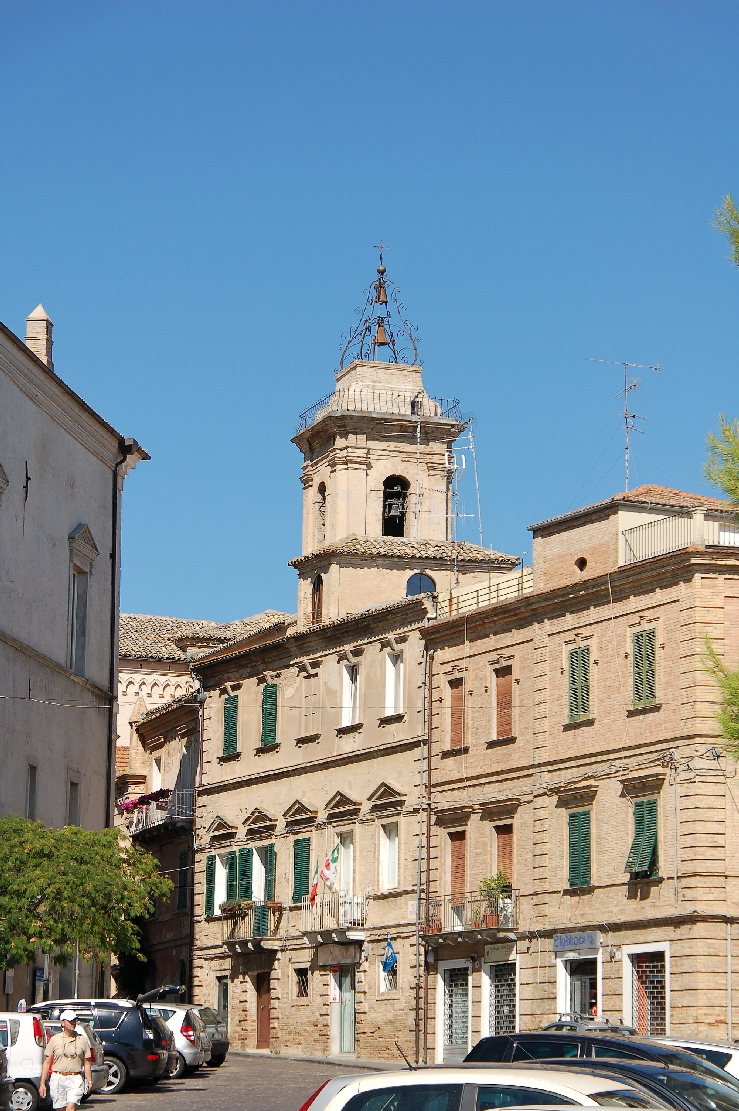
Il centro storico: Piazza del Popolo

Il comune di Vasto geograficamente si divide nel nucleo storico che si propaga verso sud con il Rione San Michele a cui segue il Quartiere San'Antonio Abate, verso nord invece troviamo il Quartiere Salesiani, il Quartiere San Paolo(detto Zona 167), il Quartiere Incoronata; a ovest troviamo la zona di Sant'Onofrio-Cimitero.

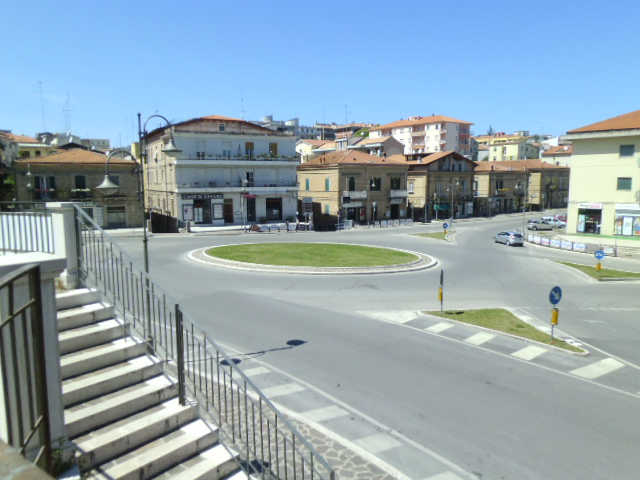
La confluenza tra Corso Garibaldi e Corso Mazzini

Nel Rione San Michele sono situati lo stadio Aragona, la villa comunale e l'omonima chiesa, oltre che il piccolo Rione Prefabbricate che ospita palazzi di ediliza popolare.
Il Quartiere Sant'Antonio è invece una zona residenziale periferica in cui troviamo anche una piccola chiesa e un circolo sociale.
L'altra zona periferica in città è il Quartiere Incoronata, anch'esso residenziale, in cui troviamo anche il convento omonimo e un campo da calcio.
A centro-nord è situato invece il Quartiere San Paolo, il quartiere più popoloso in città, destinato ad abitazioni popolari e in cui sono presenti anche l'omonima chiesa, un centro sportivo, diverse scuole e un parco(caratterizzato da un certo degrado); al confine con San Paolo è posto il Quartiere Salesiani che ospita numerose attività commerciali, le Poste centrali, diverse scuole, il tribunale cittadino, il commissariato di polizia, una chiesa e un parco soprannominato "villetta".
La zona di Sant'Onofrio-Cimitero comprende la "new town" cittadina ed è caratterizzata dalla presenza di diverse scuole superiori, diverse strutture sportive e grandi supermercati.
Uno snodo molto importante in città è Corso Mazzini, lungo il quale sono poste gran parte delle attività commerciali locali.
Sulla costa invece sono presenti Vasto Marina a sud e Punta Penna a nord, con la prima che è caratterizzata dalla presenza di tutti gli stabilimenti balneari locali e di molti hotel, mentre la seconda comprende la zona industriale di Vasto e la riserva regionale di Punta Aderci.

### Frazioni
Difenza, Incoronata, Lebba, Montevecchio, Pagliarelli, Piana di Marco, Pozzitello, Punta Penna, San Biagio, Codalfa, San Lorenzo, San Nicola, Sant'Antonio Abate, San Tommaso, Vasto Marina, Vignola, Casarza, Villa De Nardis, Zimarino.

## Economia

### Turismo

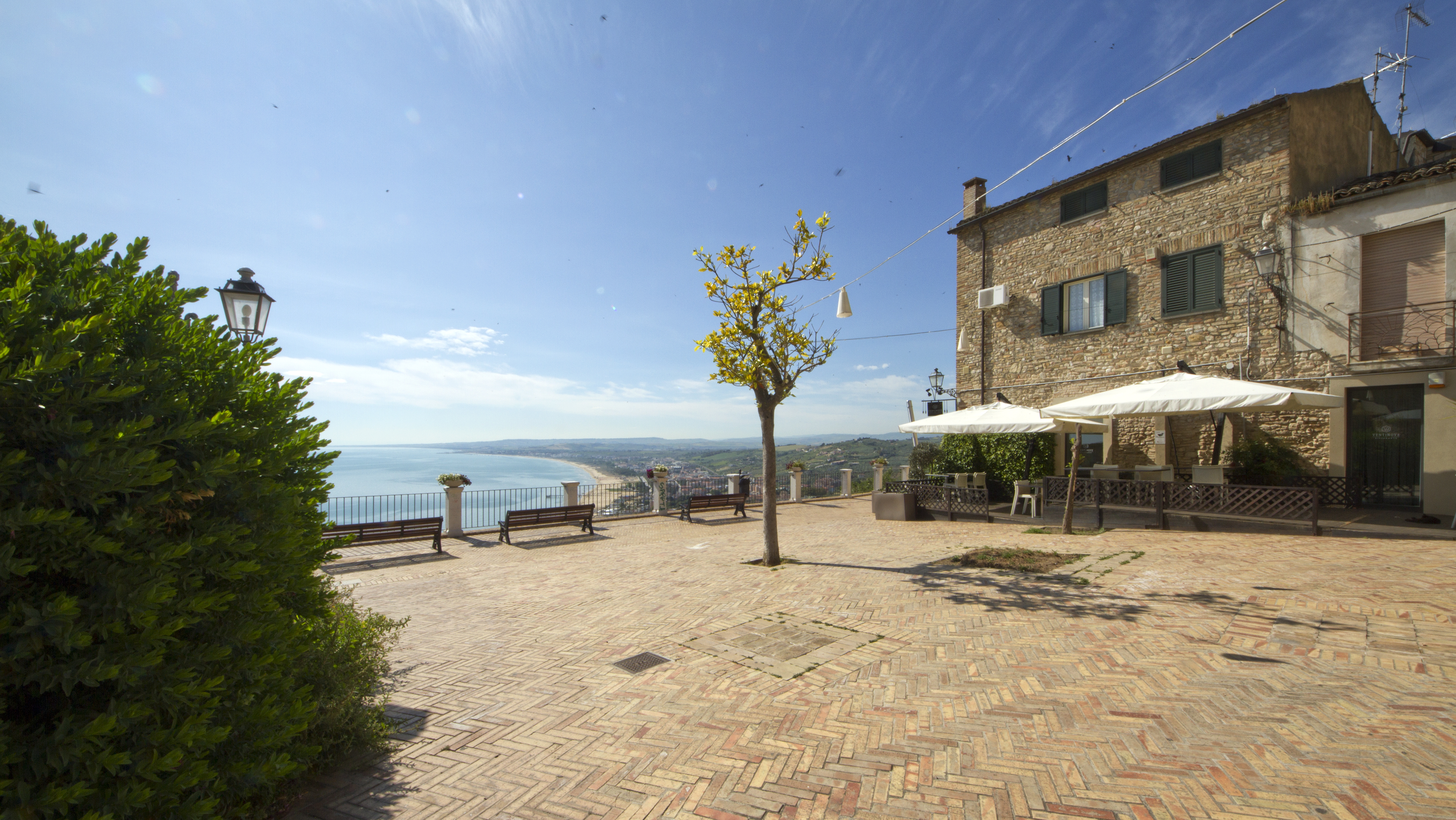
Panorama del Golfo di Vasto dalla Loggia Amblingh

L'elemento maggiormente significativo dell'economia locale è il turismo balneare e naturalistico (il mare di Vasto ha ottenuto ogni anno dal 2003 la Bandiera Blu d'Europa per la qualità delle sue acque e delle sue spiagge), con la presenza di 320 000 visitatori circa ogni estate.
Nella parte più a nord del comune si trova l'Aqualand del Vasto, inaugurato nel 1995, all'epoca come il primo e il più grande parco acquatico del sud Italia.
Sul lungomare di Vasto sono già in funzione alcuni chilometri di pista ciclabile. Il tratto realizzato fa parte della costruenda Ciclovia Adriatica, che nelle previsioni, andrà a collegare l'intera costa adriatica con benefici sulla mobilità sostenibile locale, sul turismo e il cicloturismo.

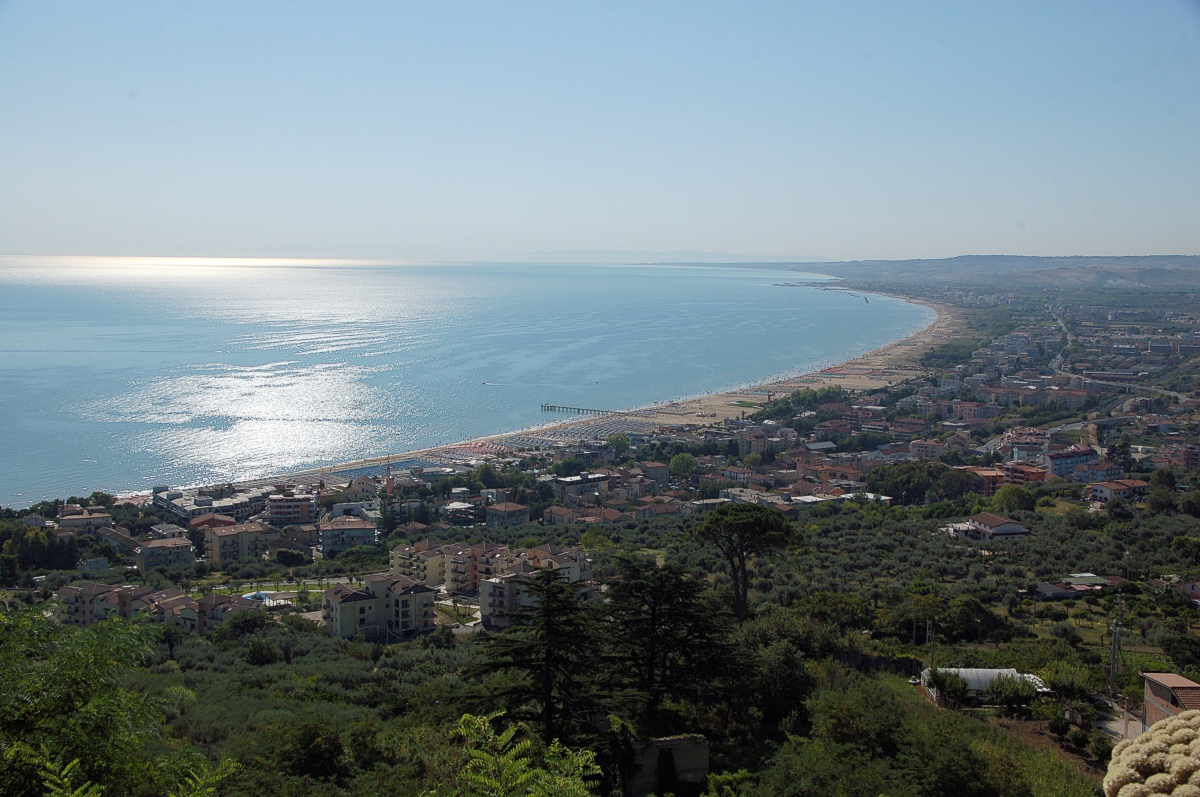
Veduta di Vasto Marina dal centro storico

### Industria

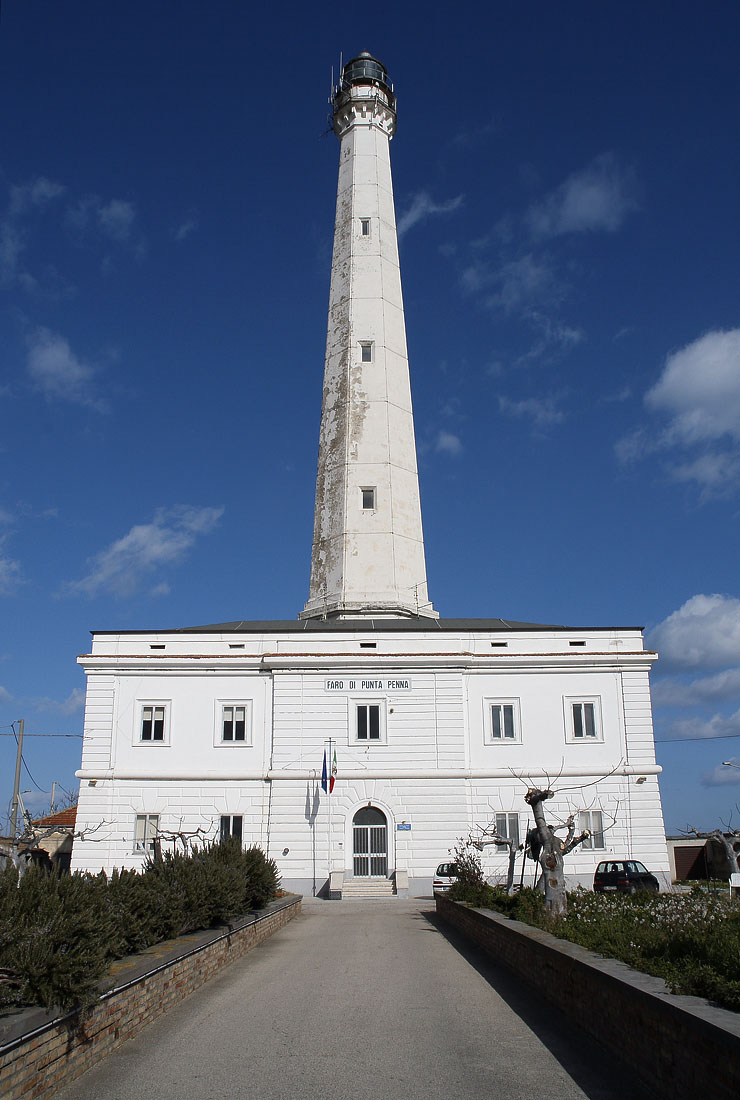
Il faro di Punta Penna, il secondo più alto d'Italia, situato nell'area del porto

Fino agli anni 1960 l'economia del Vastese era basata essenzialmente su agricoltura, commercio e pesca, e soggetta ad alto tasso di emigrazione. Enrico Mattei, che frequentò la Regia Scuola Tecnica a Vasto, contribuì al riscatto del comprensorio da presidente dell'Eni, che, assieme all'IRI decise di creare nel 1962 la Società Italiana Vetro (SIV, ora Pilkington), sfruttando il metano rinvenuto nella zona di Cupello che conferì a Mattei la cittadinanza onoraria nella seduta di Consiglio Comunale del 2 ottobre 1961.
Fu costituito il CO.A.S.I.V. - Consorzio per l'Area di Sviluppo Industriale del Vastese per "favorire lo sviluppo economico e il sorgere di nuove iniziative industriali"; e fu anche avviato l'Istituto Tecnico Industriale di Vasto per la formazione dei giovani. Il Consorzio Industriale predispose un piano di sviluppo che prevedeva la creazione di agglomerati industriali a Punta Penna, San Salvo, Val Sinello, Vallata del Trigno.
Si faceva leva sul fatto che c'erano i finanziamenti per il Mezzogiorno, la disponibilità di manodopera e buone vie di comunicazione (autostrada, ferrovia, porto).
Nel giro di pochi anni attorno alla SIV, che inizialmente dava lavoro a 3500 persone, sorsero tante piccole aziende. Ma il grande impulso venne nel 1972 con l'insediamento della Magneti Marelli (ora Denso), che con i suoi 2000 posti di lavoro determinò il definitivo decollo della zona.

### Artigianato
Tra le attività economiche più tradizionali, diffuse e attive vi sono quelle artigianali, come la lavorazione della ceramica e l'arte dei vetrai oltre quelle di ebanisteria e sartoriale ( le cui maestranze hanno fatto fortuna e dato lustro alla città specialmente negli Stati Uniti.
Trabocchi
Si tratta di palafitte infisse sulla area costiera ,usate per la pesca, particolarmente utili in inverno. oggi sono stati riconvertiti in ristoranti e locali

## Infrastrutture e trasporti

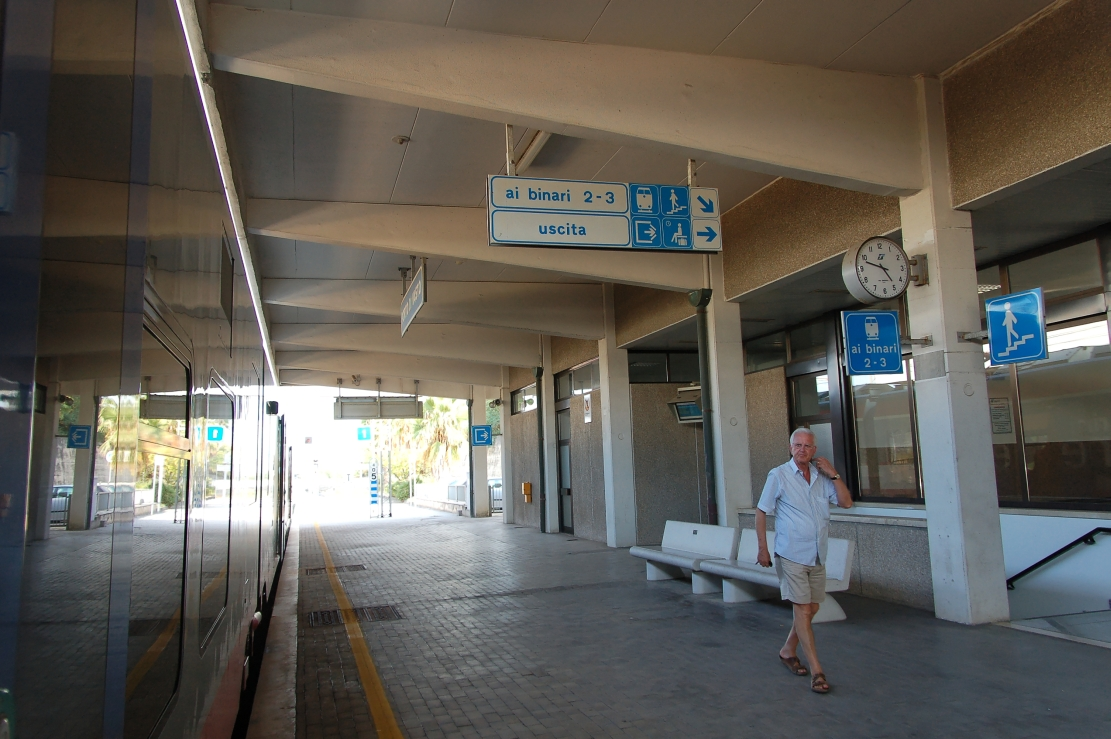
Binari della stazione di Porto di Vasto

### Strade
Il comune è attraversato dalla strada statale 16 Adriatica e dall'autostrada A14 con due caselli:
- Uscita nord della città (Vasto Nord - Casalbordino);
- Uscita sud della città (Vasto Sud - Montenero di Bisaccia - San Salvo);

Ambedue gli svincoli, distanti 17 chilometri, sono siti in comuni differenti, rispettivamente Casalbordino e Montenero di Bisaccia (quest'ultimo è parte del Molise).

### Ferrovie
Vasto è attraversato dalla ferrovia Adriatica con due fermate:
- stazione di Porto di Vasto, solo per i servizi regionali;
- stazione di Vasto-San Salvo, per collegamenti regionali e nazionali.

Fino a marzo 2005 era attiva anche la stazione omonima, intermedia tra le due, ora convertita in un parcheggio per auto da circa 700 posti e interessata dal progetto di realizzazione della ciclovia Adriatica.
Porto
Era già in uso al tempo dei Romani , è stato ricostruito nel 1945 dopo il bombardamento dei tedeschi
Ciclovia Adriatica

### Mobilità urbana
Il trasporto pubblico locale urbano e suburbano su gomma è gestito dall'azienda SAT (Società Autoservizi Tessitore).

## Amministrazione

### Gemellaggi
La città del Vasto è gemellata con:
- Isola d'Ischia, dal 1984[83];
- Perth, dal 1989[83];
- Isole Tremiti, dal 2001[83];
- Villa Sant'Angelo, dal 2010[83];
- Bari, dal 2019[83].

## Sport

### Impianti sportivi
- Stadio Aragona
- Stadio "San Paolo"

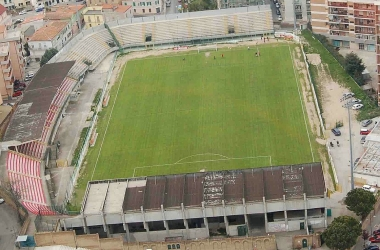
Lo stadio Aragona

- Stadio "San Tommaso" - Vasto Marina
- Stadio Incoronata
- Stadio "Ezio Pepe"
- PalaBCC
- Centro Sportivo San Gabriele
- Pala Histonium - Vasto Marina
- Stadio del Nuoto
- Campo di Volo "G. D'Annunzio"
- Palestra "Luigi D'Adamo" (ex Salesiani)
- Piscina Comunale
- Centro Sportivo Padre Fulgenzio Fantini[84]
- Tennis e Padel[85]
- Palestra comunale San Paolo
- Campo sportivo dell'Incoronata
- Campi sportivi Parco Muro delle Lame
- Pickelball[86]
- Pista Ciclabile lungomare Vasto - San salvo Marina[87][88][89]
- Pista Ciclabile lungomare Vasto - Ortona[90]

### Calcio a 11
La prima squadra di calcio della città è la Vastese Calcio 1902 (attualmente militante in Serie D), vincitrice tra le varie gestioni di due campionati di Serie D (1968-1969, 2008-2009) e due di Interregionale (1984-1985, 1989-1990), oltre allo Scudetto Dilettanti ed al record di maggiori vittorie consecutive in Serie D (10) nel campionato 2008-2009. Disputa le partite interne nello Stadio Aragona. La seconda squadra di calcio vastese è la "Bacigalupo" Vasto Marina, militante in promozione

### Calcio a 5
Il Futsal Vasto 2016 è la prima squadra di calcio a 5 della città, militante nel campionato di Serie C1.

### Basket
La Generazione Vincente Vasto Basket, il cui presidente è Giancarlo Spadaccini, è la principale squadra di basket della città, affiliata alla FIP dal 1971. Attualmente militante in Serie C Gold, raggiunse il suo apice con il campionato nazionale di serie B 2014-2015.

### Pallavolo
La Madogas San Gabriele Vasto è la prima squadra cittadina di pallavolo femminile, iscritta al campionato di Serie C femminile

### Beach Soccer
L'A.S.D. Vastese Beach Soccer è una società sportiva di beach soccer che milita nella serie A organizzato dalla Lega Nazionale Dilettanti. Ha vinto il campionato italiano nel 2001.
Vasto ha ospitato nel 2005, 2006 e 2008 la Coppa Italia beach soccer e nel 2007 è stata tappa del campionato italiano di beach soccer. Lo stadio è situato sul lungomare Duca degli Abruzzi a Vasto Marina.

### Beach Volley
Vasto è tappa del campionato italiano di beach volley

### Boxe
Asd Vasto Ring

### Ciclismo
Vasto è stata negli anni la città di arrivo delle seguenti tappe del Giro d'Italia:
| Anno | Tappa | Partenza      | km  | Vincitore di tappa | Maglia rosa           |
| ---- | ----- | ------------- | --- | ------------------ | --------------------- |
| 1959 | 9ª    | Napoli        | 206 | Gastone Nencini    | Charly Gaul           |
| 1983 | 5ª    | Terni         | 269 | Eduardo Chozas     | Silvano Contini       |
| 1988 | 3ª    | Ascoli Piceno | 184 | Stephan Joho       | Jean-François Bernard |
| 1998 | 9ª    | Foggia        | 169 | Glenn Magnusson    | Alex Zülle            |
| 2000 | 6ª    | Peschici      | 160 | Dmitrij Konyšev    | Matteo Tosatto        |

È stata inoltre sede di partenza delle seguenti tappe del Giro d'Italia:
| Anno | Tappa | Arrivo            | km  | Vincitore di tappa | Maglia rosa       |
| ---- | ----- | ----------------- | --- | ------------------ | ----------------- |
| 1959 | 10ª   | Teramo            | 148 | Rino Benedetti     | Charly Gaul       |
| 1983 | 6ª    | Campitello Matese | 145 | Alberto Fernández  | Silvano Contini   |
| 1988 | 4ª-1ª | Rodi Garganico    | 123 | Massimo Podenzana  | Massimo Podenzana |
| 1998 | 10ª   | Macerata          | 212 | Mario Cipollini    | Alex Zülle        |
| 2000 | 7ª    | Teramo            | 182 | David McKenzie     | Matteo Tosatto    |
| 2008 | 7ª    | Pescocostanzo     | 180 | Gabriele Bosisio   | Giovanni Visconti |
| 2019 | 7ª    | L'Aquila          | 185 | Pello Bilbao       | Valerio Conti     |
| 2023 | 3ª    | Melfi             | 216 | Michael Matthews   | Remco Evenepoel   |

È stata inoltre traguardo volante delle seguenti tappe del Giro d'Italia:
| Anno | Tappa | Partenza                          | km  | Vincitore di tappa | Maglia rosa    |
| ---- | ----- | --------------------------------- | --- | ------------------ | -------------- |
| 2017 | 9ª    | Montenero di Bisaccia > Blockhaus | 149 | Nairo Quintana     | Nairo Quintana |
| 2021 | 7ª    | Notaresco > Termoli               | 181 | Caleb Ewan         | Attila Valter  |

### Pallamano
La "A.S.D. Pallamano Vasto" è la squadra di pallamano locale, che partecipa al campionato Under 15, nel girone Abruzzo-Marche. Il terreno di gioco è la Palestra "L. D'Adamo" (ex Salesiani) di Vasto.

### Pallanuoto
L’H2O Histonium Vasto è la squadra di pallanuoto locale. Nel 2022 partecipa al campionato regionale Lazio-Abruzzo-Molise.

### Rugby
Le squadre rappresentative di questo sport sono l'ASD Rugby Vasto (nata nel 2011 e di nuovo attiva dal 2017 dopo 2 anni di stop) e l'interregionale Tetras Rugby, società comprendente anche un settore femminile.

### Tennis
La Promo Tennis Vasto , milita nel campionato D2